# Dresdner Barock

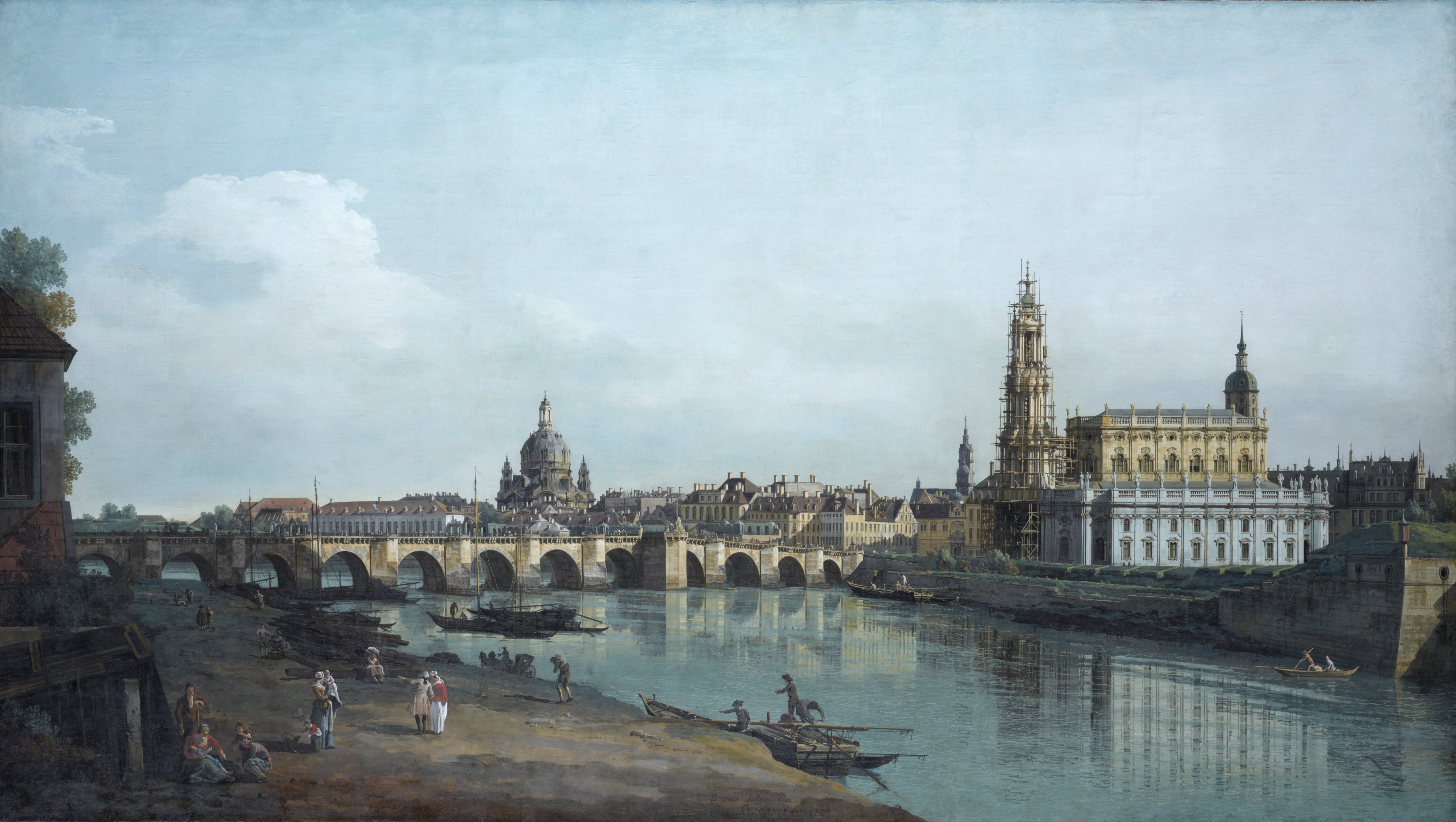
Bernardo Bellotto, genannt Canaletto: Die Elbe bei Dresden, Blick auf die Stadtsilhouette vom Neustädter Ufer (1748)

Der Dresdner Barock ist die spezifische Ausformung des Barock- und Rokokostils in der Zeit von 1696 bis 1763 unter August dem Starken und seinem Sohn Friedrich August II., die als Kurfürsten von Sachsen und Könige von Polen herrschten. Neben französischen Einflüssen haben vor allem italienische Vorbilder die Formensprache des Baustils der Residenzstadt Dresden beeinflusst, welcher auf ganz Sachsen und bis in die polnische Residenzstadt Warschau ausstrahlte. Er wird auch als Sächsischer Barock oder Augusteischer Barock bezeichnet. Seine führenden Vertreter waren der Architekt Matthäus Daniel Pöppelmann und der Bildhauer Balthasar Permoser.

## Die Zeit des Dresdner Barock

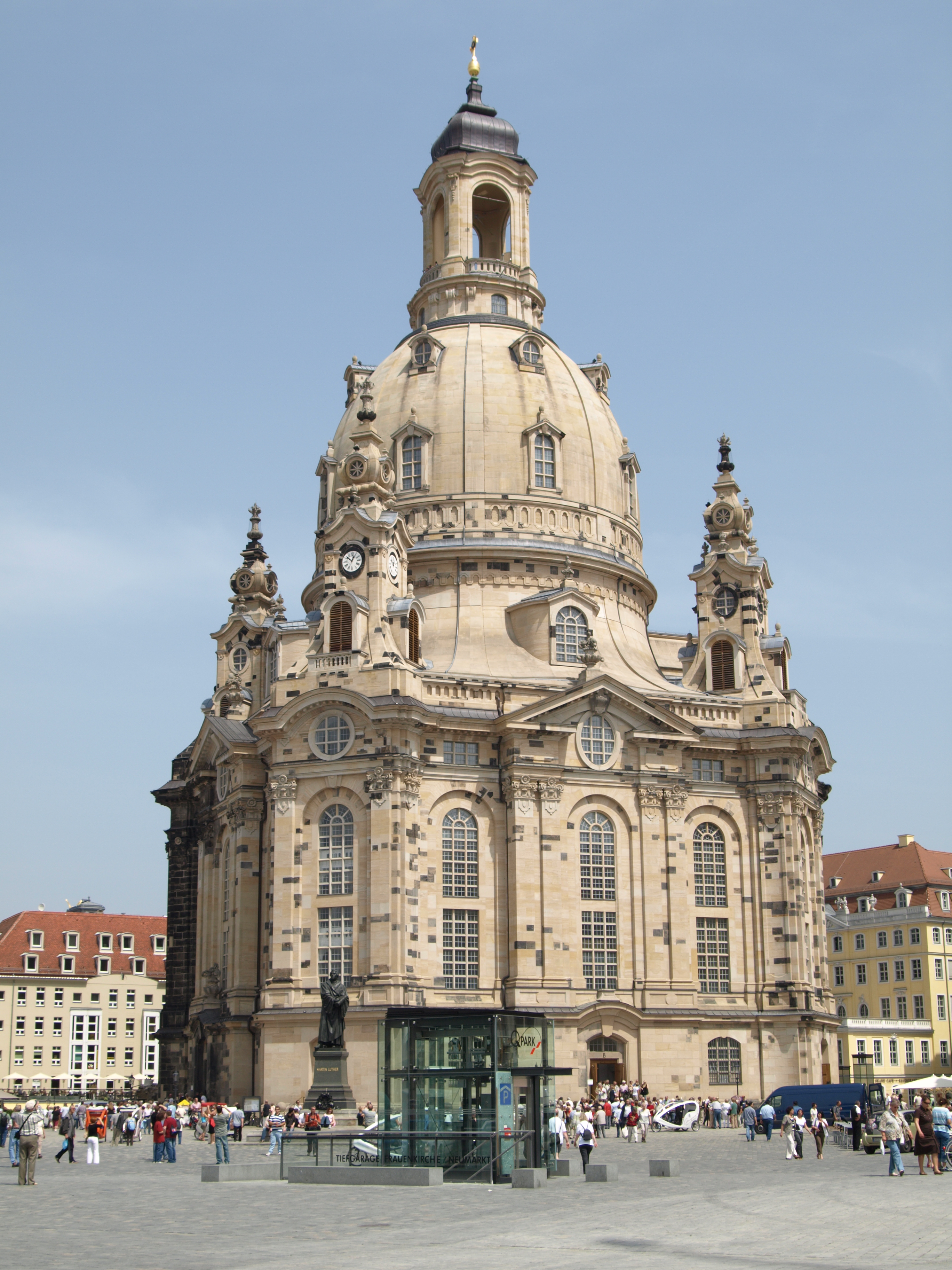
Die wiederaufgebaute Frauenkirche

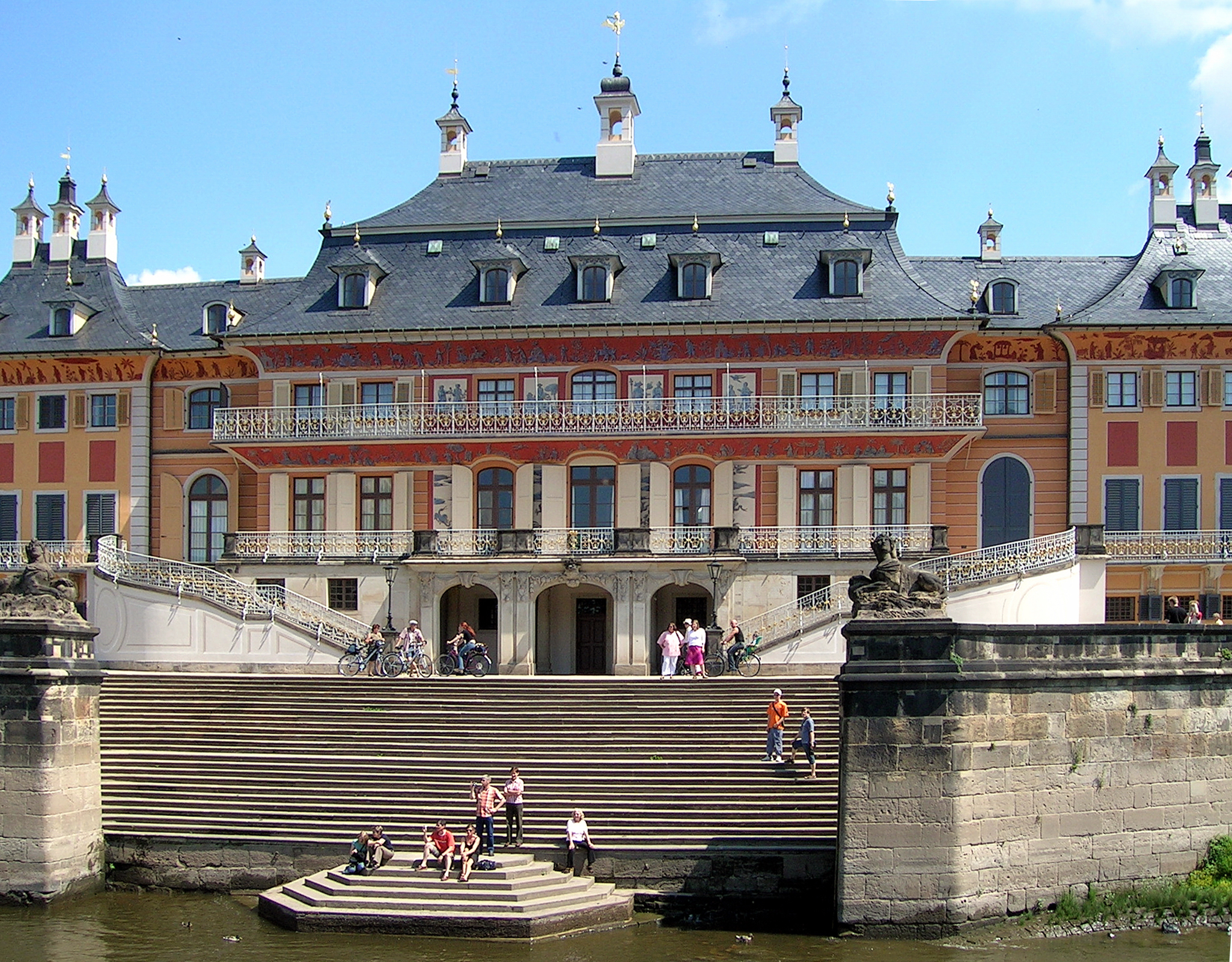
Schloss Pillnitz, Wasserpalais (im „exotischen“ Stil mit Chinoiserien) mit der Schiffstreppe zur Elbe

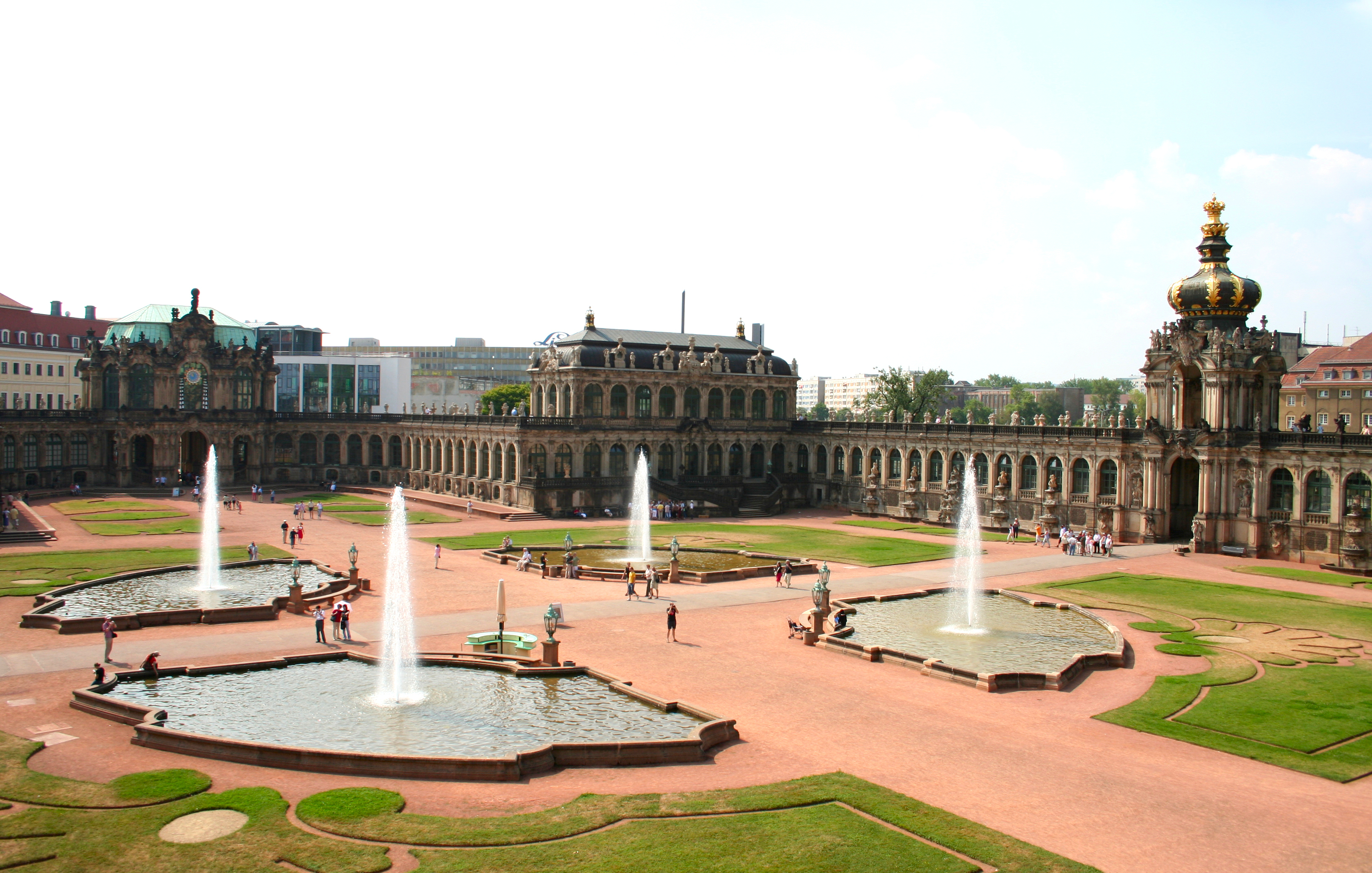
Der Dresdner Zwinger

August der Starke hatte als junger Prinz 1687–89 eine Grand Tour durch Europa unternommen, die ihn durch nordeuropäische Länder, aber auch durch Frankreich, Spanien, Italien und schließlich über Wien und Prag zurück nach Dresden führte. Aufgewachsen in einer Umgebung, die nachhaltig von der Sächsischen Renaissance geprägt war, sollten seine gesammelten Eindrücke nicht fruchtlos bleiben. Als er nach dem plötzlichen Tod seines Bruders 1694 unerwartet zum Kurfürsten aufstieg, wurde er bald zum Prototyp des Barockfürsten und Mäzens und damit schließlich zu einer weltgeschichtlichen Figur. Die elementare Kraftnatur des Sächsischen Herkules drückte schon bald der Stadt und dem Land seinen Stempel auf. Es begann der Umbau der Residenzstadt zu einem barocken Gesamtkunstwerk. „Auch dieser August“, befand Carl Justi in Anspielung auf den Kaiser Augustus, „fand eine kleine Hauptstadt aus Fachwerk vor und ließ eine große steinerne zurück“.
Die reizvolle Lage an der Elbe und das milde Klima des Elbtales mit dem Weinanbau an der Sächsischen Weinstraße waren die ideale Ausgangsbasis für eine Überarbeitung der gesamten Landschaft nach italienischem Vorbild. Der Elbstrom wurde ähnlich dem venezianischen Canal Grande eine von prächtigen Gebäuden kulissenhaft eingefasste Wasserstraße, wobei immer die Gesamtwirkung im Vordergrund stand. Die in Pillnitz ausgestellte Prachtgondel ist den venezianischen Gondeln nachempfunden. Durch den Erwerb der polnischen Königskrone 1697 wurde August der Starke zum Herrscher über ein weiträumiges Reich, Sachsen-Polen. Dadurch stieg das provinzielle Dresden zu einer Metropole von europäischem Rang auf. Neben Wien wurde sie zur großen Mittlerin der Kultur zwischen Ost und West. August der Starke ließ in Warschau die Sächsische Achse erbauen, während das Kronentor des Zwingers polnisch beeinflusst erscheint. Der Dresdner Hof wurde auch europaweit bekannt für seine opulenten Hoffeste und Veranstaltungen (siehe: Blüte von Kunst, Kultur und höfischen Vergnügungen).

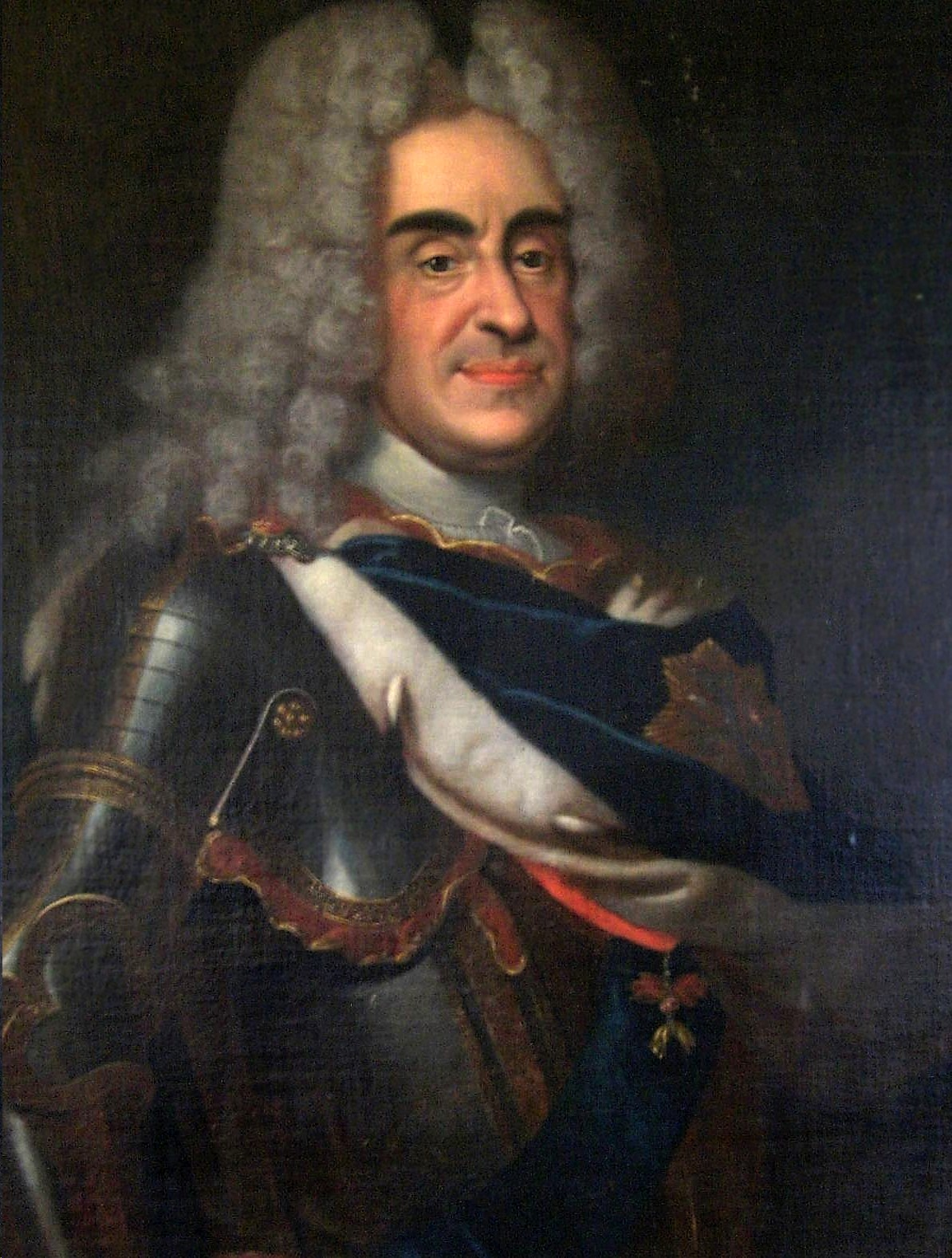
August der Starke, Kurfürst von Sachsen, König von Polen (1670–1733)

Doch August der Starke schuf den Dresdner Barock nicht aus dem Nichts. Schon um 1600 herum und bis in den Dreißigjährigen Krieg hinein hatten Künstler wie der Tessiner Bildhauer Giovanni Maria Nosseni oder die Familie Walther (Andreas III, Christoph IV, Michael und Sebastian Walther), der Goldschmied Hans Kellerthaler oder der Komponist Heinrich Schütz ein die Künste förderndes Klima in Dresden geschätzt. Der Architekt Pöppelmann, der Goldschmied Dinglinger und der Bildhauer Permoser waren schon unter seinem Vater Johann Georg III. aus der Ferne an den Dresdner Hof gekommen. Das Palais im Großen Garten hatte der Großvater Johann Georg II., dessen opulente Hoffeste den jungen August beeindruckten, bereits ab 1678 als „Auftakt“ zum Dresdner Barock durch Johann Georg Starcke errichten lassen, nach Vorbildern des französischen und italienischen Frühbarock – zeitgleich mit dem als Prototyp der barocken Lustschlösser geltenden Marly-le-Roi des „Sonnenkönigs“ Ludwig XIV. Der Bruder von Johann Georg II., August, ließ zur selben Zeit das frühbarocke Schloss Neu-Augustusburg in Weißenfels mit seiner großartigen Schlosskirche erbauen. Der Oberlandbaumeister Wolf Caspar von Klengel, erster bedeutender Dresdner Barockarchitekt, unterrichtete den heranwachsenden Prinzen Friedrich August in Fortifikationsarchitektur und Zivilbaukunst; lebenslang zeichnete der König später an den Entwürfen seiner Architekten mit oder lieferte Erstentwürfe.
Zu Beginn seiner Herrschaft ab 1694 konzentrierte sich August allerdings auf die Organisation programmatischer Festlichkeiten, bei denen der Monarch selbst immer die Hauptrolle spielte, wozu er den Großen Garten durch Johann Friedrich Karcher erweitern und ausgestalten ließ. Auch beauftragte er den Goldschmied Dinglinger mit der Herstellung repräsentativer Arbeiten. Jedoch war das erste Jahrzehnt seiner Regierung hauptsächlich geprägt durch den sehr kostspieligen Erwerb der polnischen Königskrone 1697 und den noch weitaus kostspieligeren Großen Nordischen Krieg ab 1700. Im Bündnis mit Zar Peter I. unternahm August die Rückeroberung des einst polnischen Livland gegen Karl XII. von Schweden, um sich beim polnischen Adel Anerkennung zu verschaffen und das Wahlkönigtum möglichst in eine Erbmonarchie umzuwandeln. Durch die schwedische Gegenoffensive wurde August aber aus Polen verdrängt und 1706 sogar Sachsen besetzt, sodass er im Altranstädter Frieden zum Verzicht auf die polnische Krone gezwungen war. Erst nach der Niederlage Karls XII. bei Poltawa 1709 gelang mit russischer Hilfe die Rückeroberung Polens. Aus diesen Gründen entstand als erstes Bauwerk Augusts des Starken erst 1705–1708 das Taschenbergpalais für seine Mätresse Constantia von Cosel. Bis 1708 fertigte Dinglinger auf eigene Kosten den Hofstaat des Großmoguls an, ein mit tausenden von Edelsteinen besetztes Kunstwerk mit politischer Aussagekraft, das August erwartungsgemäß kaufte und noch jahrelang abzahlen musste; er ließ es sogleich zu seinem Wiedereinzug nach Warschau schaffen.

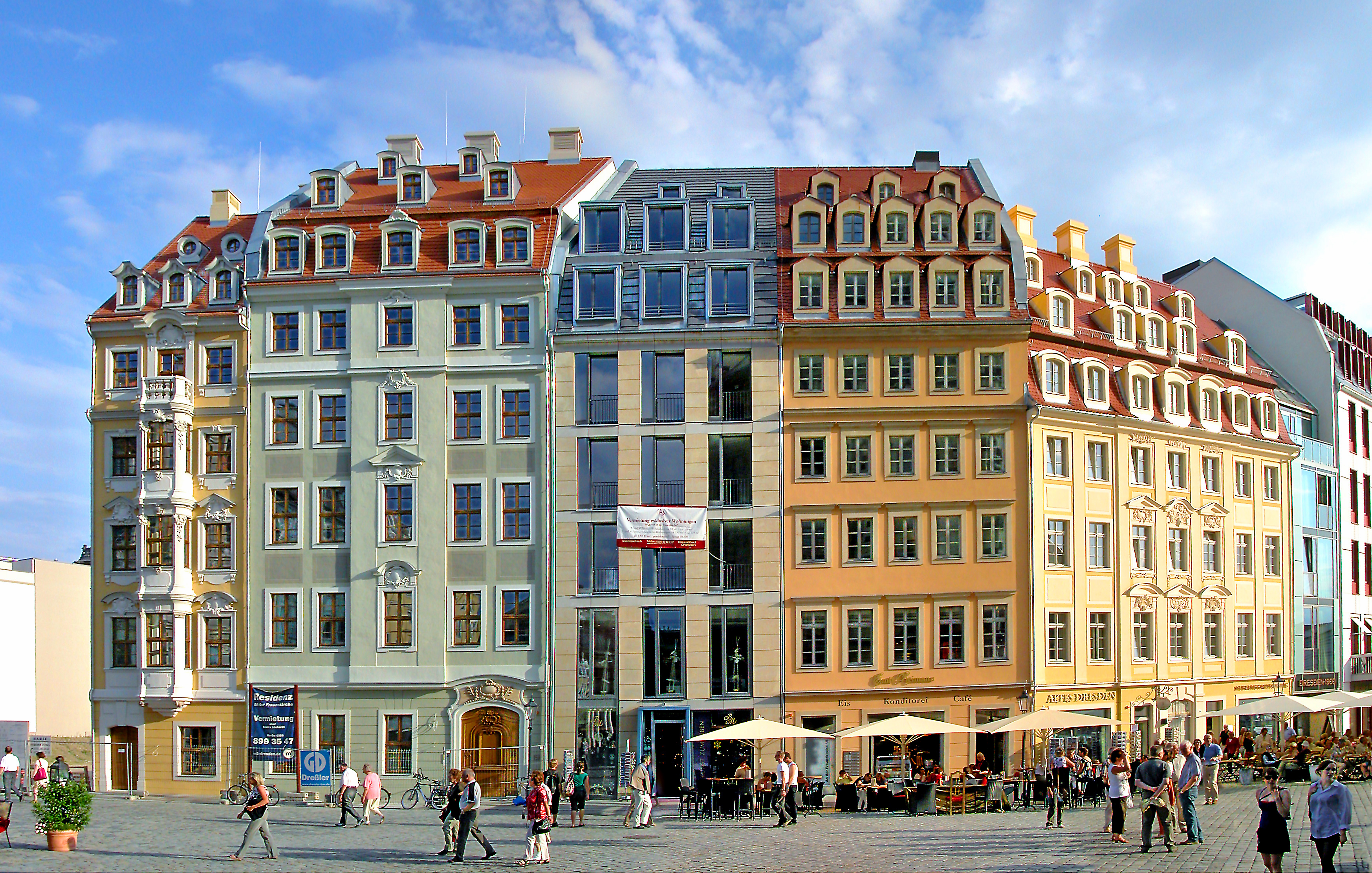
Rekonstruierte barocke Bürgerhäuser am Dresdner Neumarkt

Der König bemühte sich beizeiten um Reformen im Verwaltungs-, Gesetzes-, Steuer- und Heereswesen mit dem Ziel, zentralistische Herrschaftsprinzipien durchzusetzen. Auch die mehrfach ergänzten Dresdner Bauvorschriften waren ein Ausdruck absolutistischen Willens in der Architektur. Sie forderten die ausschließliche Steinbauweise und schrieben die Anzahl und Höhe der Stockwerke sowie die Verputzfarben vor. Sie kamen vor allem beim barocken Wiederaufbau der Neuen Königsstadt zur Anwendung, aber auch im Bereich des Neumarktes entstanden neue Straßenzüge mit einheitlichem Erscheinungsbild. Der Ingenieuroffizier August Christoph von Wackerbarth leitete ab 1697 das kurfürstlich-sächsische Bauwesen und wurde 1706 Generalintendant der Zivil- und Militärgebäude sowie Vorgesetzter des zivilen Oberbauamts; als faktischer Bauminister wurde er zum „Regisseur des Dresdner Barock“ (Fritz Löffler). Der Westfale Matthäus Daniel Pöppelmann wurde 1711 mit dem Bau des Dresdner Zwingers beauftragt; er wurde zum Vertreter des – von Italien her geprägten und über Wien und Prag vermittelten – beschwingten Hochbarocks, der in Teilen Norddeutschlands sowie in Großbritannien als „zu katholisch“ abgelehnt wurde. Ab 1710 ließ August der Starke das Meißner Porzellan herstellen, das bald zu einem wichtigen Exportprodukt und einer bedeutenden Einnahmequelle wurde. 1718 fügte Pöppelmann dem Zwinger ein Opernhaus hinzu, nachdem das ältere Opernhaus am Taschenberg bereits seit 1708 als katholische Hofkapelle diente. Zacharias Longuelune führte ab 1713 den französischen klassizistischen Barock in Dresden ein. Der schon der nächsten Generation angehörende Johann Christoph Knöffel, ein von Wackerbarth entdeckter und geförderter Sachse, entwickelte die zurückhaltendere, am französischen Klassizismus orientierte Auffassung Longuelunes fort und begründete das sächsische Rokoko. 1728 avancierte er neben den beiden Vorgenannten zum dritten Oberlandbaumeister. Im Oberbauamt wurden stets mehrere Architekten getrennt mit Entwürfen beauftragt und anschließend wurde in der Regel nicht einer ausgewählt, sondern unterschiedliche Formenelemente der einzelnen Entwürfe miteinander kompiliert, wobei der König und Wackerbarth oft mitwirkten. Dieses „kollegialische“ Verfahren führte zur Synthese vieler Stileinflüsse. In Leipzig wirkten gleichzeitig Johann Gregor Fuchs (1650–1715), der Pöppelmann-Schüler David Schatz (1667–1750), Christian Döring (1677–1750), George Werner (1682–1758), den man später als „Leipzigs Knöffel“ bezeichnete, und Friedrich Seltendorff (1700–1778).
Der sächsische Barock entstand, mit zeitlicher Verzögerung gegenüber Italien und Frankreich, in einem eigenen Spannungsfeld: in ihm trafen die eher gemäßigten Bauformen des protestantischen Nordens mit der gegenreformatorisch geprägten Kunst des Südens zusammen. Denn zweifellos hat auch der Übertritt Augusts des Starken zum Katholizismus dem Barock als Kunst der Gegenreformation in Sachsen den Boden bereitet; in nördlichen, protestantischen Gefilden kam er nur sehr selten zu so prachtvoller Entfaltung – eine Ausnahme bilden die Schlösser des Preußenkönigs Friedrich II., der aber von seinen Jugendeindrücken am Hofe Augusts des Starken zehrte und sich für seine Schlossbauten Künstler aus Sachsen kommen ließ, die das friderizianische Rokoko wesentlich mitprägten. „Charakteristisch ist für den sächsischen Barock, daß sich das Reiche und Bewegte eigentümlich mit Verstandeskühle verbindet.“ Er wird „als festlich-heiter, nobel und maßvoll charakterisiert“.

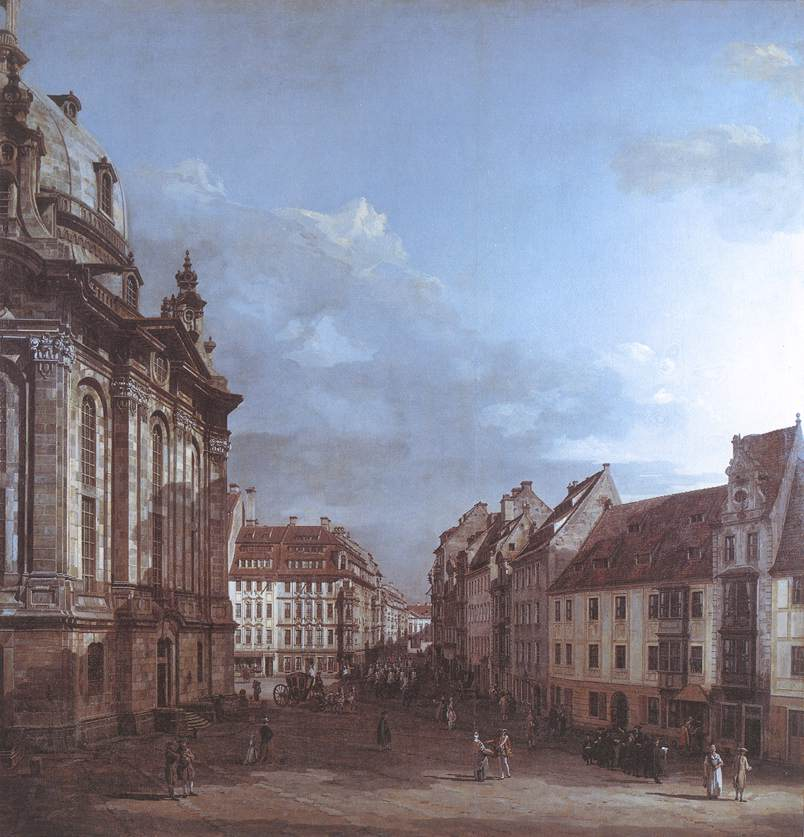
Bernardo Bellotto: Dresden, Frauenkirche und Rampische Gasse, zwischen 1749 und 1753

Während der 37-jährigen Regierungszeit Augusts des Starken entstanden ferner die Frauenkirche, das Japanische Palais sowie, als Kranz um die Hauptstadt herum, die Schlösser Moritzburg, Pillnitz und Übigau und der Barockgarten Großsedlitz. Eine Beschleunigung erfuhren die königlichen Bauaufträge für die Hochzeitsfeierlichkeiten des Kurprinzen 1719 mit der Habsburger Kaisertochter Maria Josefa. Nach dem Ende des Großen Nordischen Krieges 1721 wurden weitere Ressourcen frei. Den schon 1703 geplanten Umbau des Schlosses Moritzburg konnte Pöppelmann ab 1723 verwirklichen, den Umbau des Schlosses Pillnitz ab 1720. Neubauten bürgerlicher Wohn- und Geschäftshäuser entwickelten einen besonders erker- und mansardenreichen Stil mit Fassadendekorationen, die vom höfischen Stil beeinflusst waren, etwa auf der Rampischen Gasse. Während anfangs Fassaden oft noch mit Pilastern samt Basis und Kapitell gegliedert wurden, wie beim Palais im Großen Garten und noch 1724/25 bei Naumanns Schneeberger Bortenreuther-Haus, werden typisch für den Sächsischen Barock bald die aufgemalten Fassadengliederungen mit Lisenen, illusionistischen Farbspiegeln zwischen den Fensterreihen, wie sie Pöppelmann am Schloss Moritzburg angebracht hat und Knöffel an fast allen seinen Bauten; auch an vielen Bürgerhäusern findet sich dieses Dekor, so bereits beim Taschenbergpalais im rhythmischen Wechsel mit plastischem Fassadenschmuck.
Die am Wasser gelegene Stadt mit ihren Türmen, Kuppeln und Palästen bot für Baumeister und Künstler viele Aufträge; der lebhafte Kunstsinn von Hof, Adel und Bürgerschaft schuf eine anregende Atmosphäre und so hinterließen die drei Oberlandbaumeister oder auch der Bildhauer Balthasar Permoser eindrucksvolle Spuren; weit über die Grenzen der Landeshauptstadt hinaus verbreiteten geniale Handwerker den Ruhm des Dresdner Barock, so der Goldschmied Dinglinger und die Porzellankünstler Böttger, Kändler und Höroldt. Ende 1729 ließ August der Starke, der sich symbolisch gern auf das Goldene Zeitalter des ersten römischen Kaisers Augustus bezog, seine umfangreiche Antikensammlung im Erdgeschoss des Palais im Großen Garten aufstellen, die er ein Jahr zuvor in Rom erworben hatte; von den 194 antiken Statuen stammten 160 aus der Sammlung der Familie Chigi und 34 aus dem Besitz Alessandro Albanis. Diese erste große Antikensammlung in Deutschland bildete die Grundlage der Dresdner Skulpturensammlung.

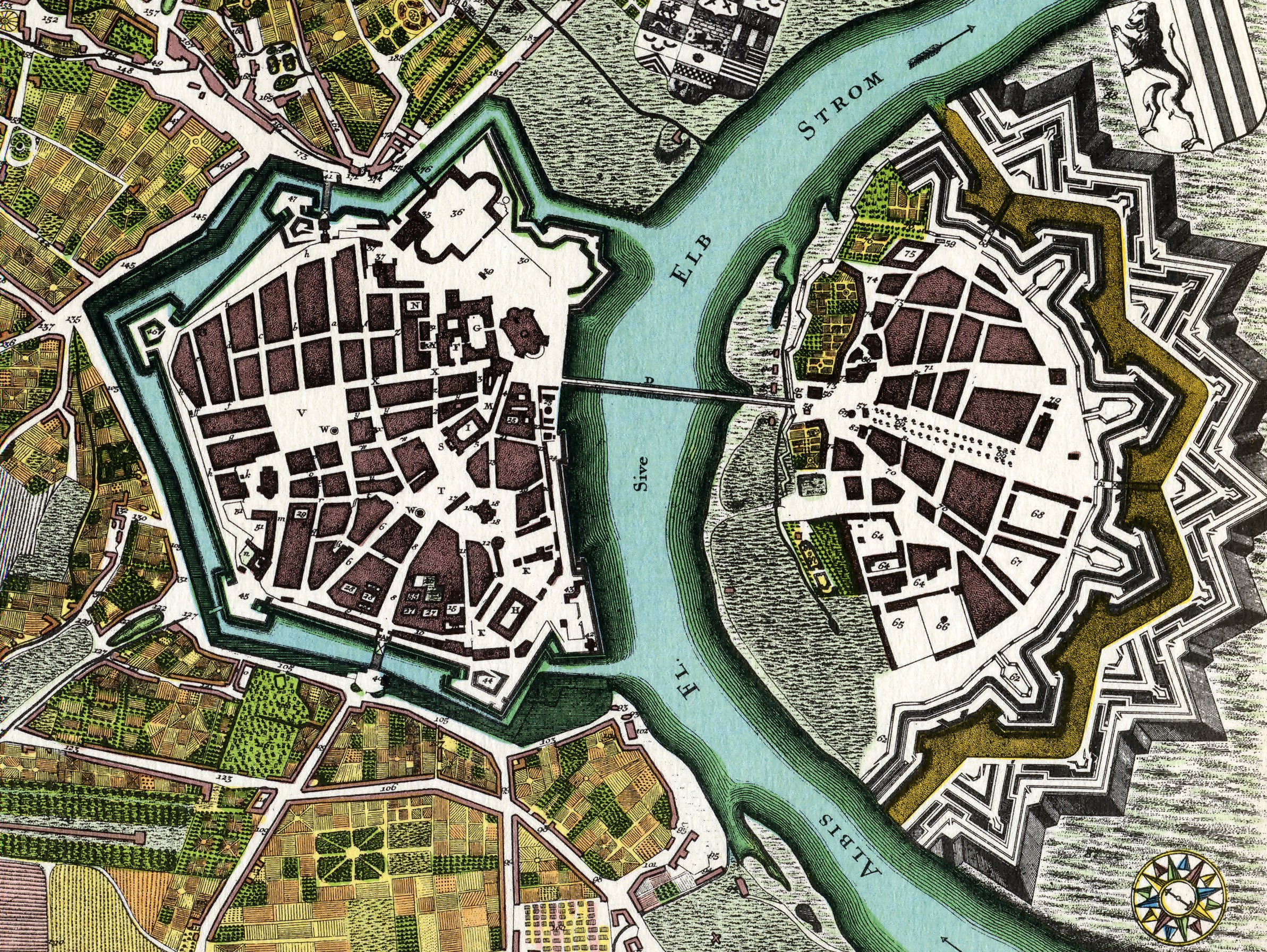
Die Stadtfestung Dresden um 1750 – rechtselbisch die Neue Königliche Stadt

Ein Jahr vor seinem Tod verlieh der Herrscher der rechtselbischen Stadtseite den Namen „Neue Königsstadt“ (Neustadt), worauf sich für die linkselbische Seite der Begriff „Altstadt“ einbürgerte. Die Neustadt hatte bereits Klengel 1685 nach dem Brand von Altendresden geplant; hier wurde eine vom Markt ausgehende strahlenförmige Straßenführung realisiert und für Einheitlichkeit der Fassaden gesorgt, was in den gewundenen Gassen der Altstadt mit ihrem historischen Häuserbestand weniger möglich war; von Warschau aus schrieb der König persönlich alle Einzelheiten vor; die Dreikönigskirche ließ er unter erheblichem Protest abreißen und ab 1732 an anderer Stelle von Pöppelmann neu aufbauen, weil sie der geplanten zentralen Prachtstraße, der heutigen Hauptstraße, mitten im Weg stand. Alle Bau- und Erweiterungspläne waren allerdings stets durch die Dresdner Befestigungsanlagen beschränkt, deren Funktion nach den Erfahrungen Magdeburgs im Dreißigjährigen Krieg unbedingt aufrechterhalten werden musste (und sich bei der preußischen Belagerung von 1760 auch bewährt hat).
1733 starb August der Starke und fast gleichzeitig Pöppelmann, Dinglinger, Permoser und Wackerbarth. Unter dem Sohn und Nachfolger Friedrich August II. wurde die Bautätigkeit fortgesetzt, es entstanden das Altstädter Rathaus (1741–45) am Altmarkt und das Neustädter Rathaus (1750–54) am Neustädter Markt, die Bürgerhausbebauung der Neustadt wurde planmäßig weitergeführt, die altstädtischen Wallanlagen am Elbufer von Knöffel zum Brühlschen Garten umgestaltet und dadurch die Orientierung zum Fluss hin vollendet. Die Nachfolge Wackerbarths als kursächsischer Generalbauintendant hatte 1728 Jean de Bodt angetreten, Knöffel folgte 1734 auf Pöppelmann als Leiter des Dresdner Oberbauamts und wurde nach de Bodts Tod 1745 dessen Nachfolger in der Leitung des neugeschaffenen Hof- und Zivilbauamts, die er bis zu seinem Tod 1752 innehatte. Auf ihn folgte Julius Heinrich Schwarze als Oberlandbaumeister.

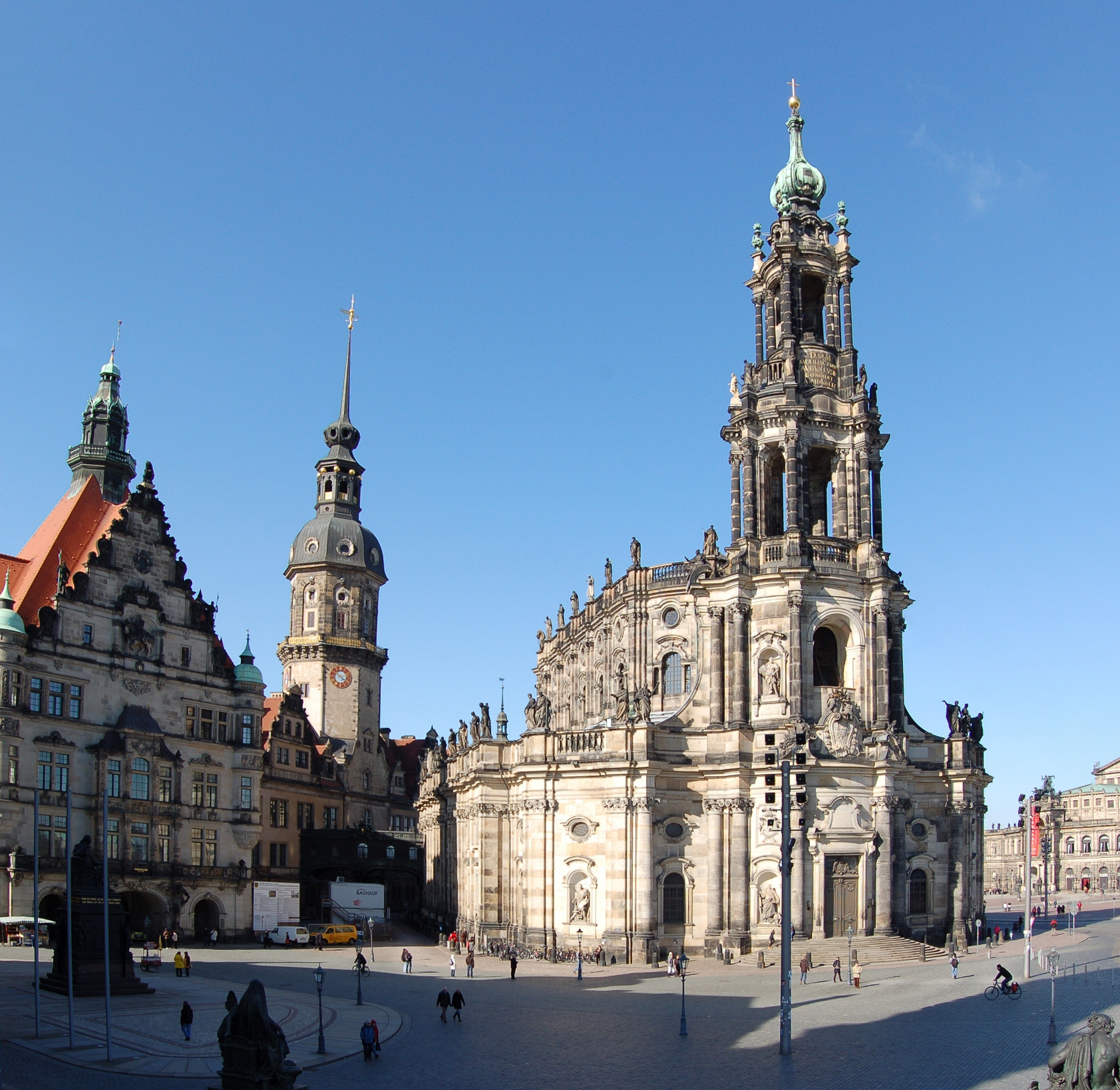
Die Katholische Hofkirche vor dem Residenzschloss

Aufgrund des Religionswechsels Augusts des Starken zum Katholizismus hatte die Dresdner Bürgerschaft ab 1726 die evangelische Frauenkirche als ein die gesamte Stadt überragendes monumentales Glaubenszeugnis durch den Ratszimmermeister George Bähr errichten lassen, von August dem Starken allerdings großzügig gefördert. August selbst nutzte nur die Schlosskapelle und das 1708 zur Hofkirche umgewidmete Opernhaus am Taschenberg für die Heilige Messe. Friedrich August II., der ebenfalls den polnischen Thron bestiegen hatte, ließ nun als Gegenzeichen von 1739 bis 1755 die Katholische Hofkirche erbauen, die bei aller ziselierten Feinheit noch einmal den Charakter des Hochbarocks und des Zwingers wiederaufnahm. „In diesem Werk des Römers Gaetano Chiaveri scheint alles vereinigt, was seit der Romanik der katholischen Kirchenarchitektur an Wirkungsvollem zu Gebote stand.“ Der römisch geprägte Bildhauer Lorenzo Mattielli und der „Klassizist“ Johann Gottfried Knöffler wetteiferten miteinander. Vom Gesims des Kirchenschiffes schauen Heiligenfiguren auf die protestantische Stadt herab, während man Prozessionen nur im Inneren abhielt, wofür eigens ein Umgang gebaut wurde, der an der Außenform ablesbar ist. Während katholische Barockkirchen im Sinne der Gegenreformation den Glauben fühlbar machen sollen, anstatt ihn intellektuell zu erklären, kommen die protestantischen Kirchenbauten in Sachsen, allen voran die Frauenkirche, zu eigenständigen Lösungen, indem sie aus dem Theaterbau die Emporen übernehmen, damit mehr Menschen dem lutherischen Predigtgottesdienst folgen können. „Im damaligen Europa, in dem noch immer konfessionelle Auseinandersetzungen aufflammten, gab es keine andere Hauptstadt, in der zwei der repräsentativsten Kirchen der beiden großen Konfessionen auf engem altstädtischen Raum gemeinsam das Stadtbild bestimmten.“
Friedrich August II. hatte im Gegensatz zu seinem Vater wenig politisches Talent und Interesse und überließ alles seinem Premierminister Heinrich von Brühl, auch die Baufragen, was sich finanziell und politisch schließlich verhängnisvoll auswirken sollte, doch machte er Dresden durch seine Liebe zur italienischen Oper und eine ausgeprägte Sammelleidenschaft für Kunstschätze zu einer noch glanzvolleren Barockstadt. 1746 erwarb er von Francesco III. d’Este, Herzog von Modena, für 100.000 venezianische Zecchini (entspricht etwa 650 kg Gold) die 100 besten Werke der Este'schen Kunstsammlung für die Dresdner Gemäldegalerie Alter Meister, welcher sie bis heute Weltgeltung verschaffen. Zum Inbegriff des Rokoko wurden Kändlers Figurengruppen aus Meißner Porzellan, das als Exportgut auch hohe wirtschaftliche Bedeutung gewann. Gleichzeitig wurde Dresden durch Winckelmann zum Ausgangspunkt für die deutsche klassizistische Kunsttheorie, und der Architekt Friedrich August Krubsacius unterstützte ihn in seiner Polemik gegen die „schwülstigen Formen“ des Barock.
Mit dem Beginn des Siebenjährigen Krieges 1756 wurde die Blüte des Augusteischen Zeitalters abrupt beendet. Als die verbündete österreichische Armee sich der von den Preußen besetzten Stadt näherte, rief der preußische Gouverneur zu Vergeltungsaktionen auf und ließ die Stadt teilweise abbrennen. 1760 belagerten die Preußen Dresden erfolglos und beschossen die Innenstadt dabei mit Kanonen, etwa 400 Häuser und fünf Kirchen wurden zerstört, jedoch danach zumeist wieder aufgebaut – in einer letzten Phase, die den Dresdner Barock, mit Gewandhaus (1768–70) und Landhaus (1770–76), Kreuzkirche (1764–88) und Annenkirche (1764–69) sowie dem Umbau des Knöffel’schen Wohn- und Mietshauses zum Coselpalais (1762–64) im Nachklang aushallen lässt. Erst zu Beginn des nächsten Jahrhunderts sollten sich wieder neue schöpferische Kräfte regen, vor allem in Literatur und Malerei, wie sie heute im Kügelgenhaus – Museum der Dresdner Romantik gezeigt werden.

## Baukulturelles Erbe, Zerstörung, teilweiser Wiederaufbau
Dem Dresdner Barock folgte der Klassizismus, das Biedermeier und die Zeit Sempers (1800 bis 1870). Dem schloss sich die erste Blütephase der Villenbebauung und des Neobarock an, in der Webergasse oder in schlichterer Form in der Wilschen Gasse (Wilsdruffer Straße). Die Entwicklung Dresdens zur Großstadt gegen Ende des 19. Jahrhunderts führte zum Abriss zahlreicher barocker Bauwerke. So fielen etwa die Brühlschen Herrlichkeiten auf der Elbterrasse einer historistischen Neubebauung zum Opfer, das Palais Vitzthum-Schönburg, das Palais Moszinska, das Boxberg’sche Palais, das Prinz-Max-Palais und viele andere.

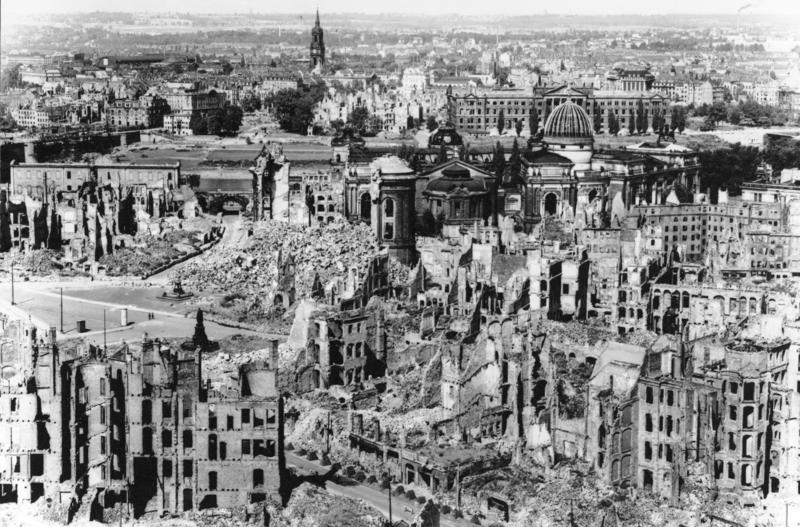
Blick auf den Neumarkt und die Ruine der Frauenkirche (Bildmitte), 1945

Im Zweiten Weltkrieg bewirkten dann die Luftangriffe auf Dresden faktisch den Untergang der historischen Barockstadt. Zahllose teilzerstörte Bauwerke wurden im Zuge des Wiederaufbaus der Stadt endgültig beseitigt und ganze Straßenzüge fielen der planmäßigen Enttrümmerung zum Opfer, darunter sehr viele barocke Bürgerhäuser, aber auch so bedeutende Großbauten wie das Altstädter Rathaus, das Neustädter Rathaus oder das Palais Wackerbarth. Trotz des Neubaufurors schafften es Hans Nadler und seine Mitstreiter im Denkmalamt neben manchen engagierten Ehrenamtlichen, in langen Verhandlungen mit den regierenden Kommunisten wichtige Ruinen wie das Dresdner Residenzschloss, die Semperoper, das Coselpalais, das Taschenbergpalais, die Dreikönigskirche für einen späteren Wiederaufbau zu sichern. Fritz Löfflers Buch „Das alte Dresden“ (1955), das in Zusammenarbeit des Instituts für Denkmalpflege und der Bauakademie vorbereitet wurde, sollte den Dresdnern die Erinnerung an die alte Stadt wachhalten und den Auswärtigen, insbesondere den Ostberliner Politikern, klarmachen, was die Trümmer einst bedeutet hatten. Bei der Sophienkirche, dem letzten erhaltenen gotischen Bauwerk Dresdens, unterlagen die Denkmalschützer; die wiederaufbaufähige Ruine wurde 1962 auf Beschluss der DDR-Regierung gesprengt und an ihrer Stelle eine Großgaststätte errichtet; ab 2009 ließ die Landeshauptstadt eine ehemalige Seitenkapelle als Gedenkstätte Busmannkapelle teilrekonstruieren.
Die spätere Rekonstruktion der Frauenkirche aber war nur dank der Erhaltung des Trümmerbergs möglich, den man auf Vorschlag Nadlers vorsorglich zum Kriegsmonument erklärt hatte. Zwinger, Hofkirche und Kreuzkirche wurden unter Leitung des Denkmalschutzes alsbald wieder restauriert, die ausgebrannten Ruinen von Landhaus, Gewandhaus und dem Palais im Großen Garten folgten in den 1960er Jahren, während die Schlösser Moritzburg und Pillnitz sowie der Barockgarten Großsedlitz den Krieg unbeschadet überstanden hatten.

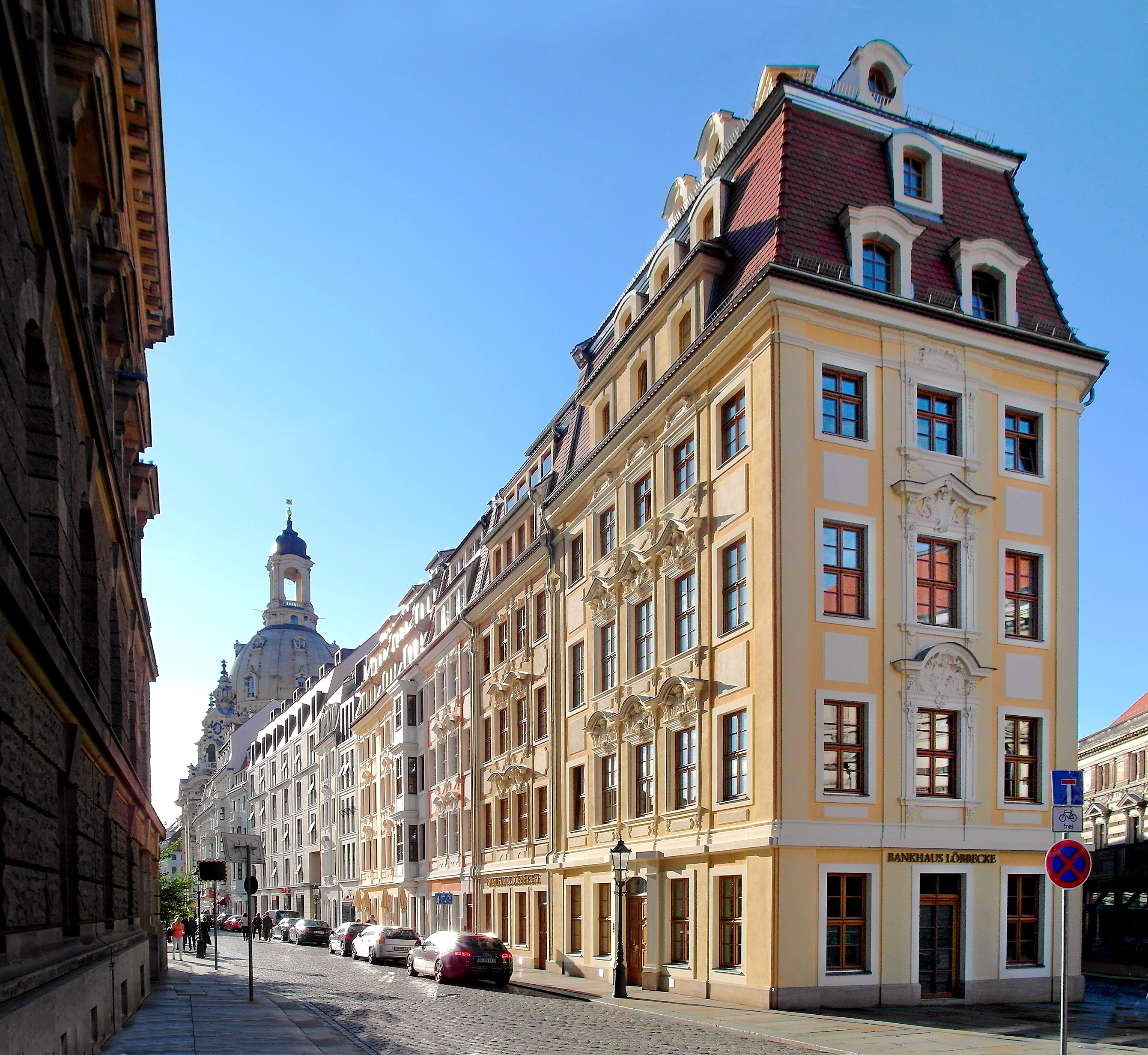
Wieder aufgebaute Rampische Straße, im Vordergrund Pöppelmanns Haus Rampische Straße 33

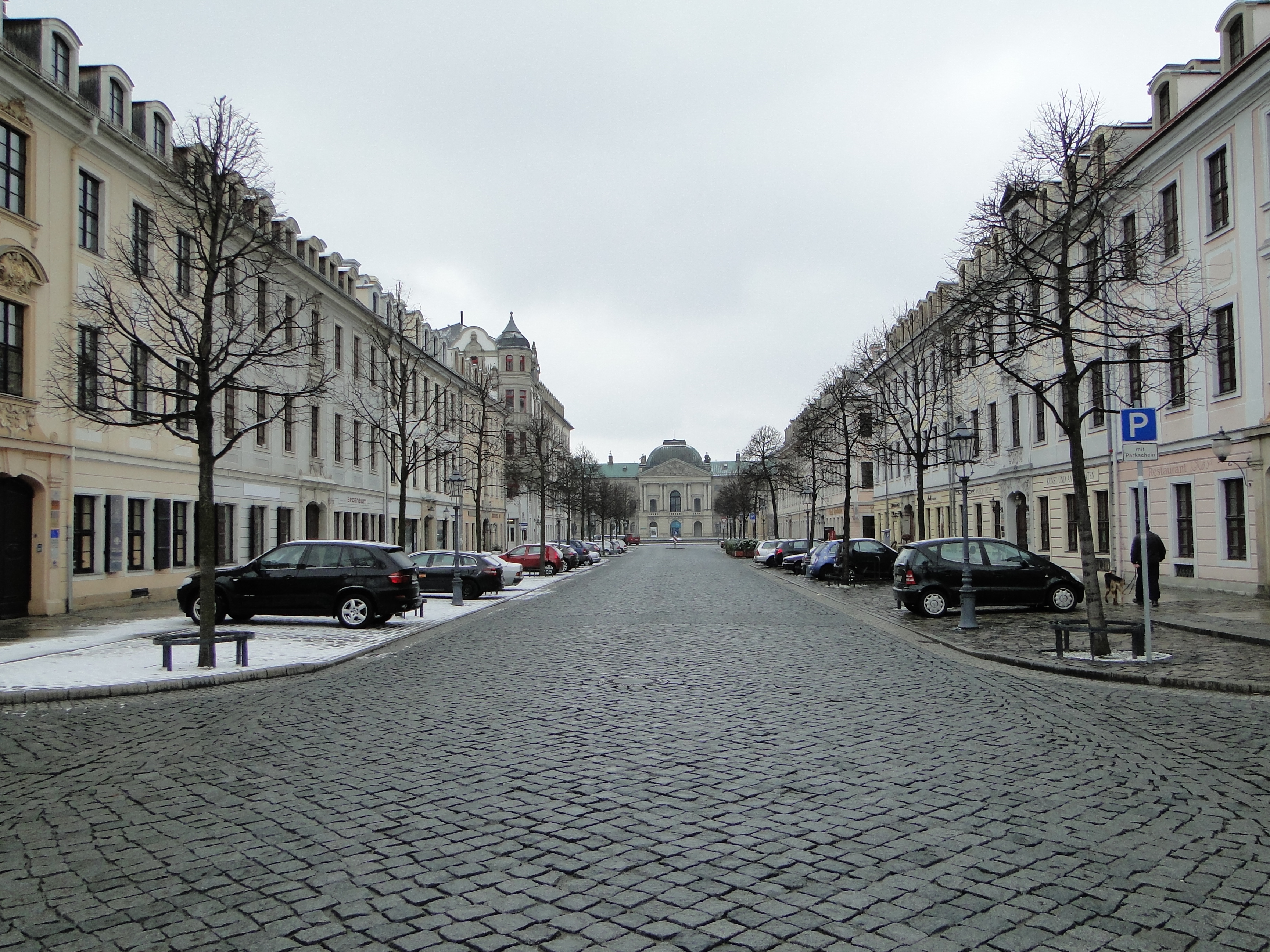
Die Königstraße im Barockviertel Königstraße, am Ende das Japanische Palais

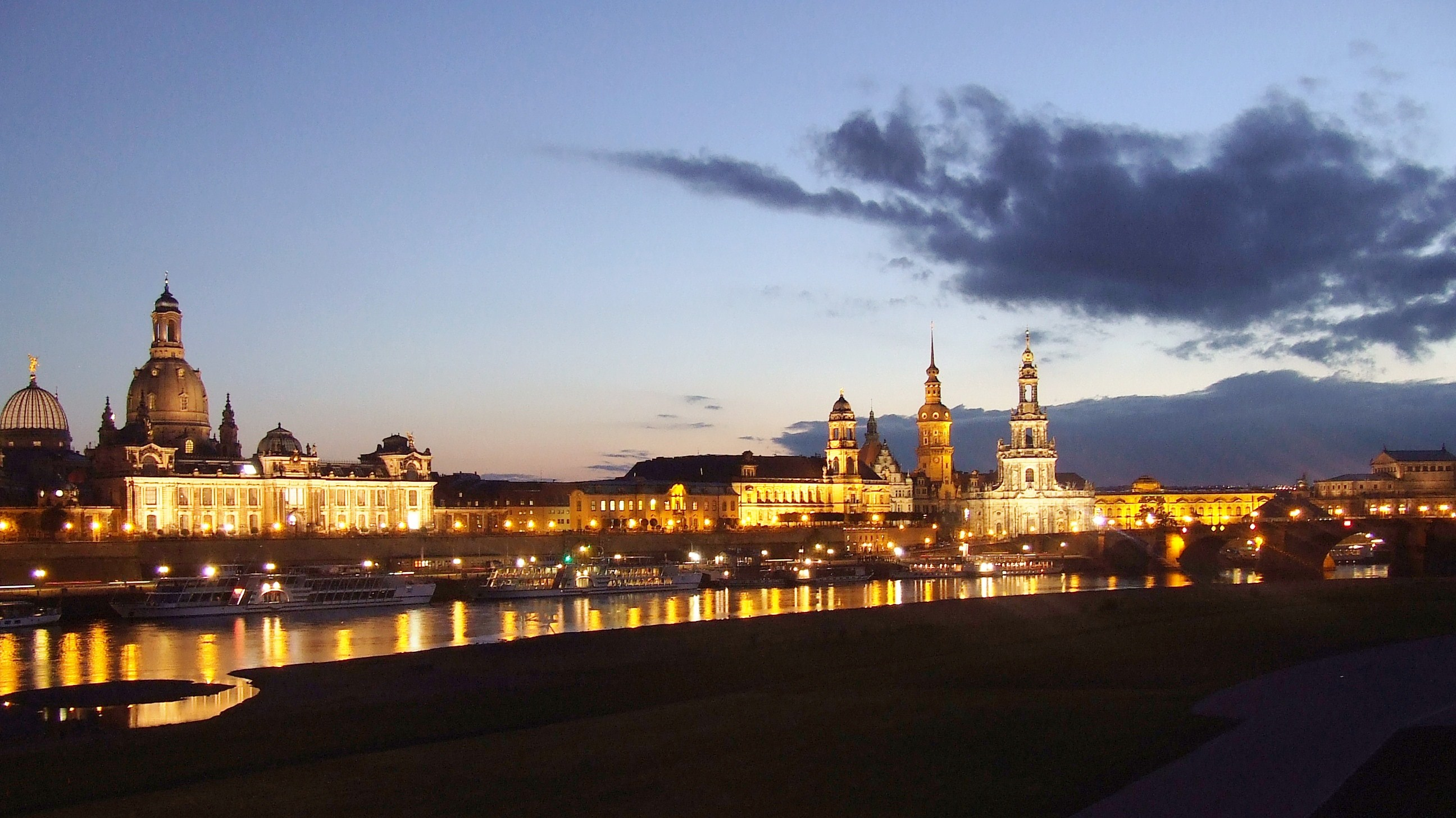
Dresden (2008)

Nach der Wende und friedlichen Revolution in der DDR und der deutschen Wiedervereinigung wurden nicht nur einzelne Gebäude rekonstruiert, allen voran die Frauenkirche und das Dresdner Residenzschloss, sondern ganze Plätze und Straßenzüge, so weitgehend der Neumarkt, während der Altmarkt in den 1950er Jahren modern im Stil des sogenannten Stalinbarock wieder aufgebaut worden war. Das der Frauenkirche benachbarte Coselpalais wurde unter Verzicht auf den historischen Innenhof rekonstruiert. Nach der Wiedereröffnung der Frauenkirche 2005 entstand auch die gänzlich verschwundene Rampische Straße als wiedererlebbare barocke Gasse, die vom Neumarkt bis hin zum wiederaufgebauten Kurländer Palais führt, mit zahlreichen Rekonstruktionen oder nachempfundenen Fassaden, ebenso die Landhausstraße mit dem British Hotel. Das Quartier zwischen den beiden Straßenzügen ist noch im Bau begriffen, weitgehend in modernen Formen, darunter aber das Palais Hoym als geplante Fassadenrekonstruktion.
Relativ viele barocke Bürgerhäuser in der inneren Neustadt, vor allem um die Dreikönigskirche herum, hatten den Krieg jedoch überdauert. Da aber keine Mittel für eine Sanierung zur Verfügung gestellt wurden, ließ man sie verfallen; die Verödung des Viertels sollte schließlich im planmäßigen Abriss enden, der aber nur in Teilen erfolgte. Nach 1990 wurden die zahlreichen erhaltenen Barockgebäude saniert. In diesem Barockviertel Königstraße genannten Areal des Dresdner Bürgerhausbarocks um Königstraße und Rähnitzgasse ist barocke Bausubstanz in allen Details, besonders auch in den Treppenhäusern, Innenhöfen und Passagen, bis hin zu originalen Türblättern und Fenstern erhalten.
Weitere Rekonstruktionen sind in der Planung, während einige original erhaltene Bauwerke (wie das Dresdner Schloss Übigau) noch immer auf ihre Rettung warten (ebenso manch qualitätvolle ländliche Barockbauten wie Schloss Wachau, Schloss Schönwölkau, Schloss Neusorge, das Neue Schloss in Uhyst oder Schloss Martinskirchen). Wiederhergestellt ist auch das berühmte Elbpanorama, der Blick auf die Silhouette der Altstadt. Die überaus reichen, weitgehend geretteten Sammlungen aus der Barockzeit werden vor allem in der Gemäldegalerie und im Residenzschloss präsentiert, so im Grünen Gewölbe, Münzkabinett, Kupferstichkabinett, in der Rüstkammer und in der Türckischen Cammer; die Porzellansammlung fand im Zwinger ihr dauerhaftes Domizil. Jedoch finden sich auch über das ganze Land verstreut viele sehenswerte und bedeutende Zeugnisse des Augusteischen Barock.

## Barocke Bauwerke in Dresden

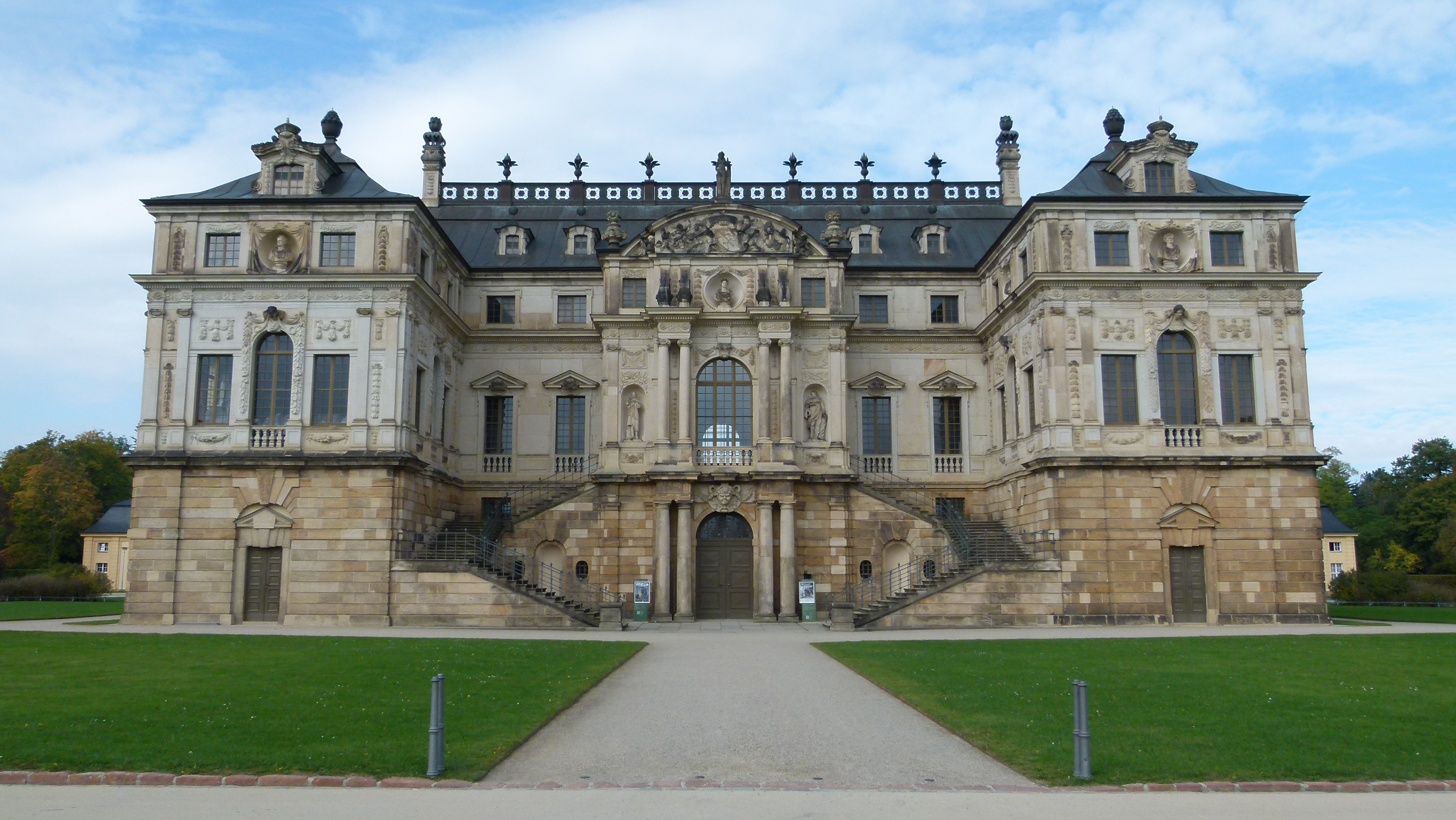
Palais im Großen Garten, ältester barocker Großbau Dresdens um 1680

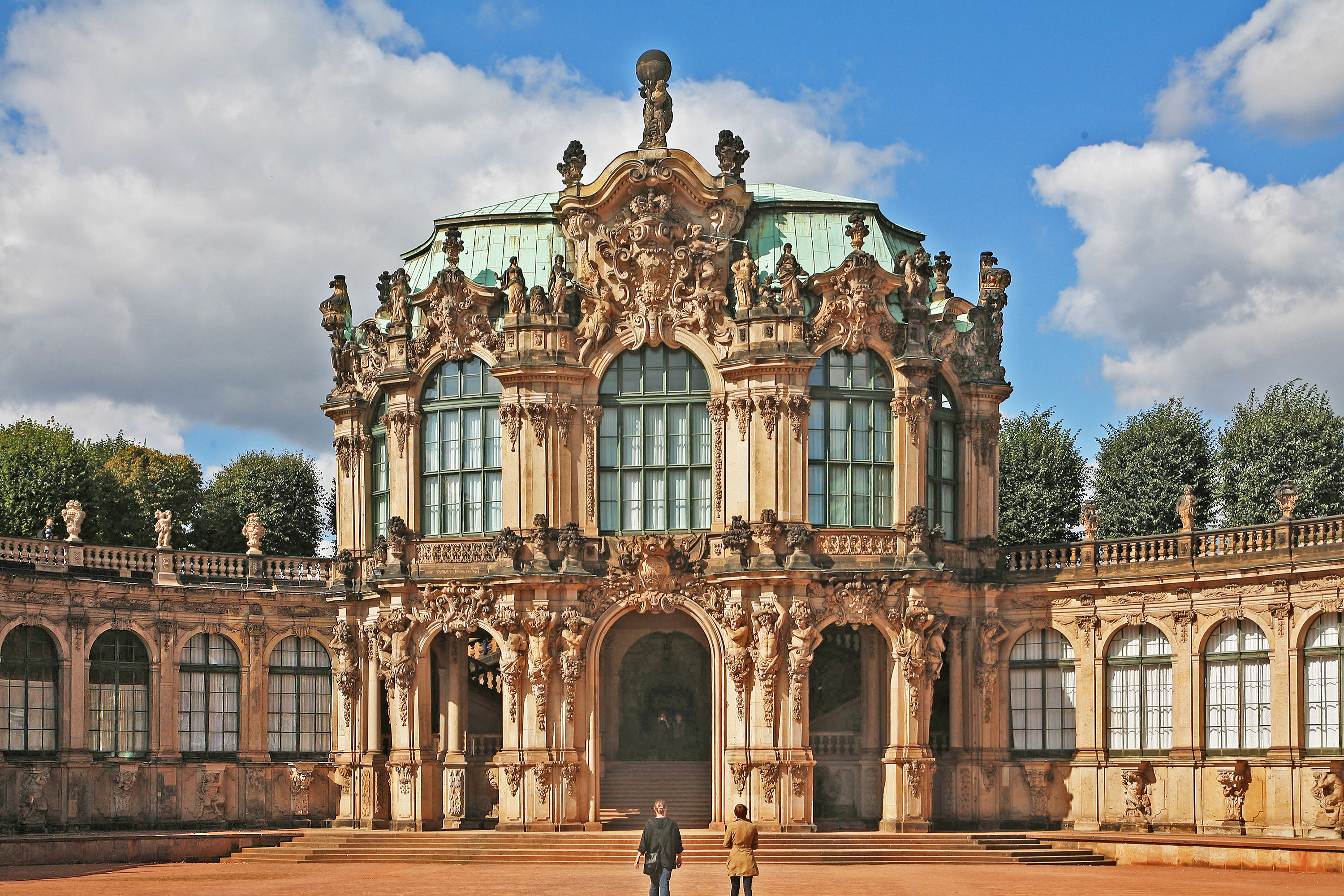
Wallpavillon des Zwingers, das berühmteste Bauwerk des Sächsischen Barock, ein Gemeinschaftswerk des Architekten Pöppelmann und des Bildhauers Permoser

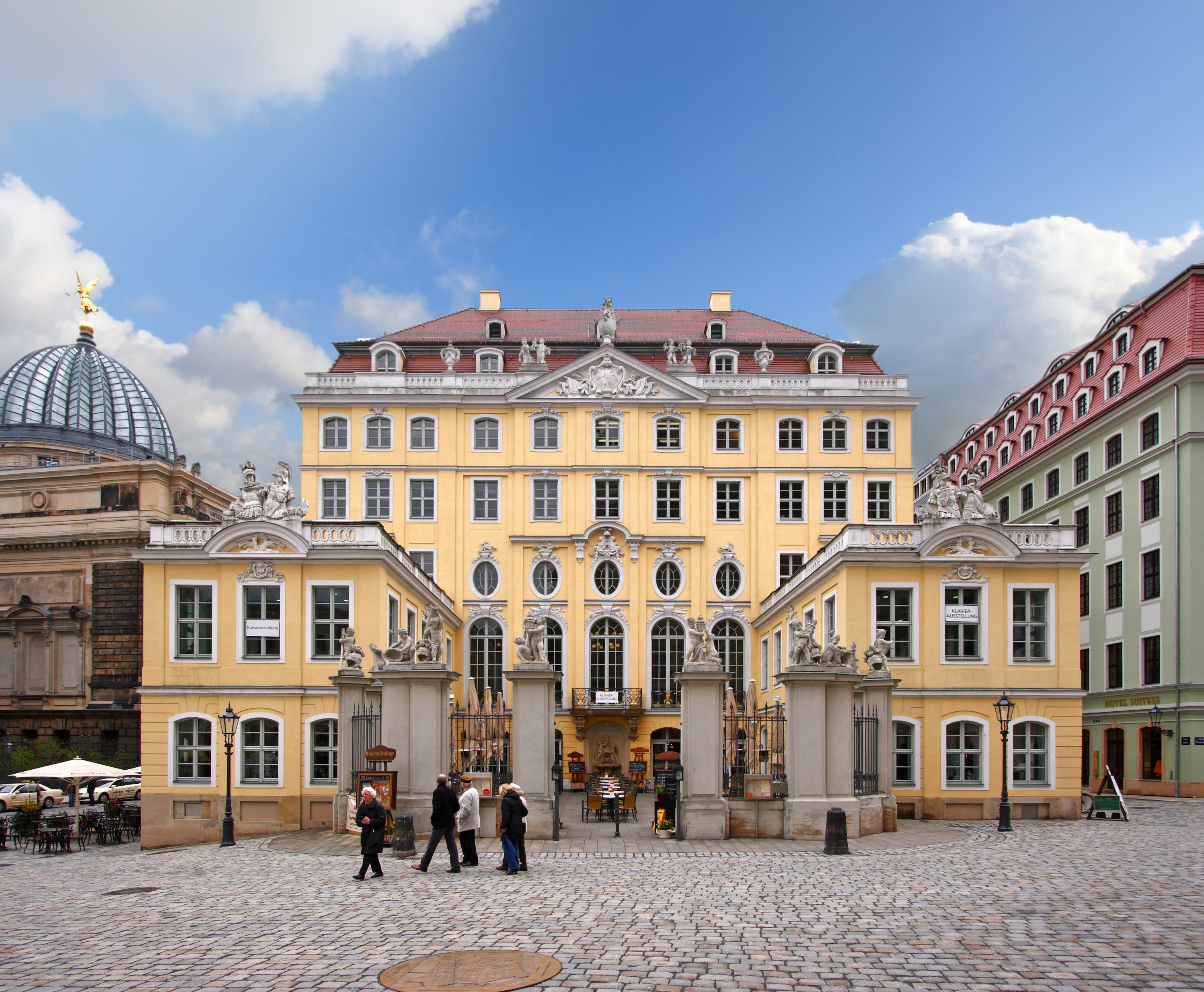
Das wiederaufgebaute Coselpalais, ein Spätwerk des Dresdner Barock

### Gebäude
Der größte Teil der noch erhaltenen barocken Bauwerke befindet sich in den elbnahen Gebieten und liegt in dem Teil des Elbtalkessels, der von 2004 bis 2009 als UNESCO-Welterbe Kulturlandschaft Dresdner Elbtal geschützt war. Ein großformatiges Panoramabild von Dresden zur Zeit des Barocks befindet sich im Panometer Dresden.

### Wichtige Dresdner Barockbauten
- Annenkirche (Architekt: Johann George Schmidt)
- Augustusbrücke (1727–31 Umbau der alten Elbbrücke durch Pöppelmann/Fehre, 1907 Neubau)
- Blockhaus (Neustädter Wache) (Longuelune/Knöffel), davor der Goldene Reiter
- Palais des Bauherren Beichlingen, später geteilt in Hôtel de Saxe (Neumarkt) und British Hotel (Landhausstraße) (Bähr/Haase)
- Brühlsche Terrasse (Brühlscher Garten) (Knöffel)
- Coselpalais (Julius Heinrich Schwarze)
- Delphinbrunnen (Pierre Coudray/Knöffler)
- Dinglingerbrunnen (wohl von Dinglinger selbst entworfen)
- Dinglingerhaus (von Matthäus Daniel Pöppelmann entworfen)
- Dreikönigskirche (Pöppelmann, Innenraum von Bähr, Ausführung durch Schmidt und Fehre)
- Frauenkirche (Bähr)
- Friedensbrunnen (Steger/Süßner)
- Gewandhaus (Schmidt/Knöbel)
- Großer Garten (Karcher) und Palais im Großen Garten (Starcke)
- Katholische Hofkirche (Chiaveri)
- Kollegienhaus (oder Kanzlei bzw. Regierung, heute Mitteltrakt des Hotel Bellevue) (Bähr/Pöppelmann)
- Palais Hoym (Krubsacius, derzeit im Wiederaufbau, im Hof Brunnen von Knöffler)
- Japanisches Palais (Pöppelmann/Longuelune/Jean de Bodt)
- Kreuzkirche (Schmidt/Krubsacius/Exner/Hölzer)
- Kurländer Palais (Knöffel)
- Landhaus (Krubsacius)
- Neptunbrunnen (Longuelune/Mattielli)
- Schloss Pillnitz (Pöppelmann/Longuelune, Flügelbauten später von Exner/Weinlig/Schade)
- Taschenbergpalais (Karcher/Pöppelmann/Leplat/Knöffel/Exner)
- Zwinger (Pöppelmann/Permoser)

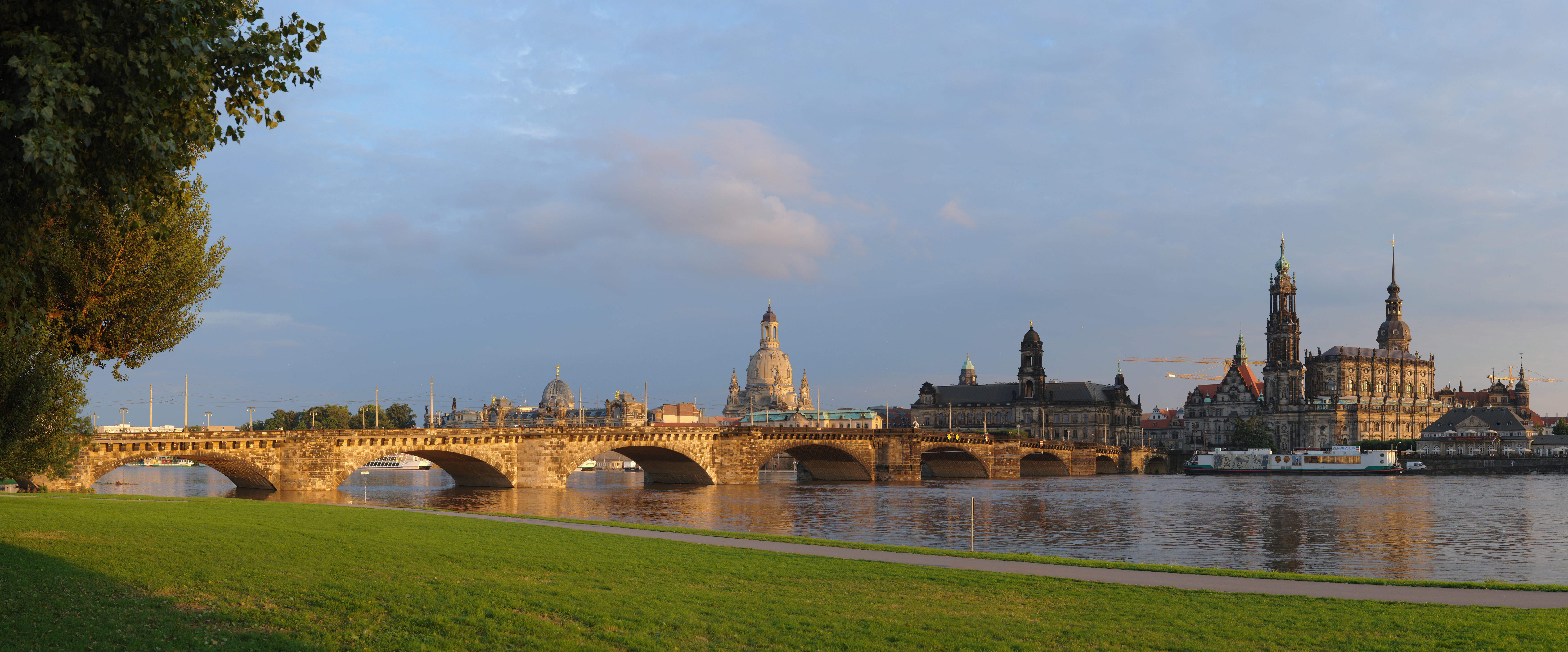
Augustusbrücke
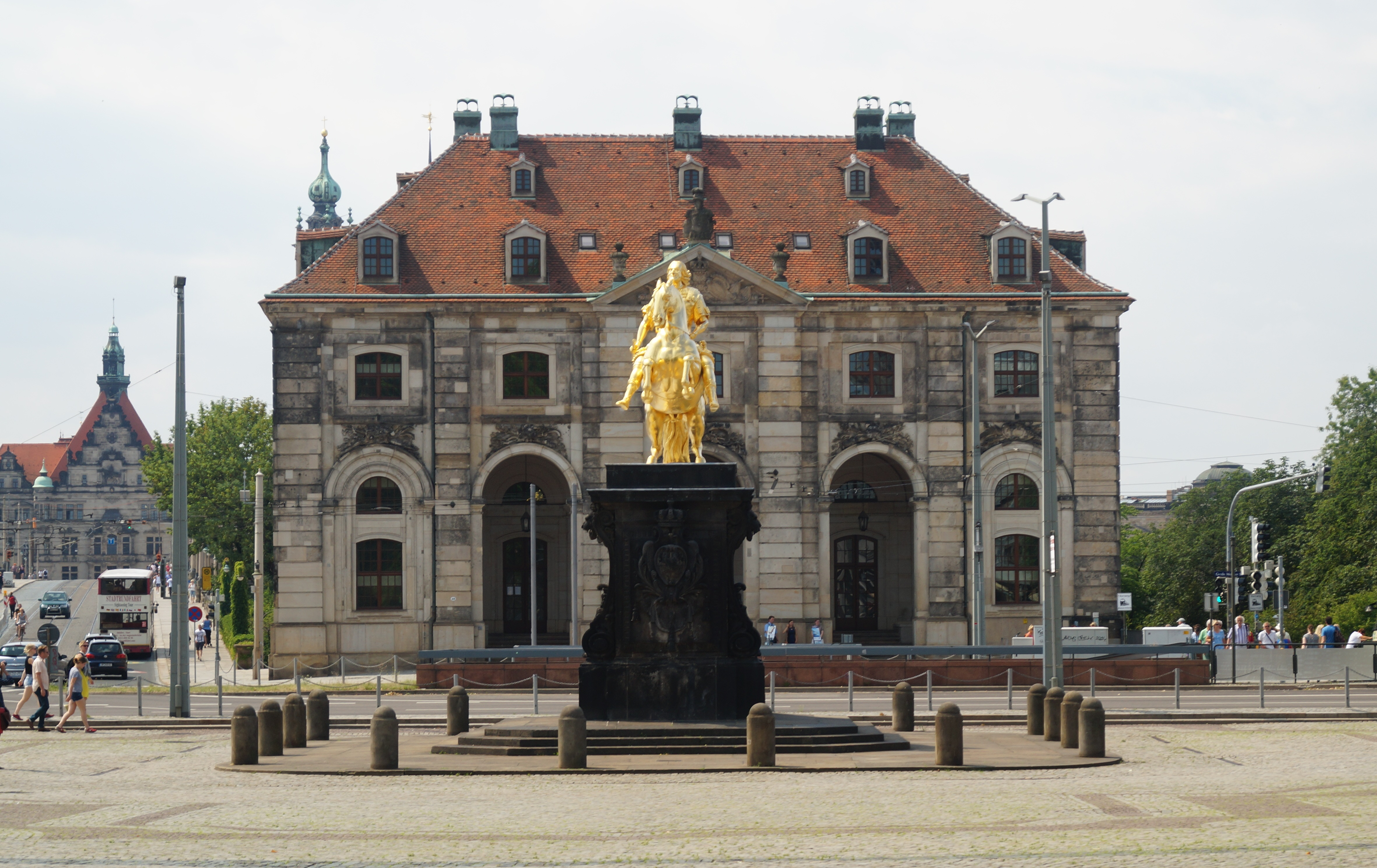
Blockhaus und Goldener Reiter
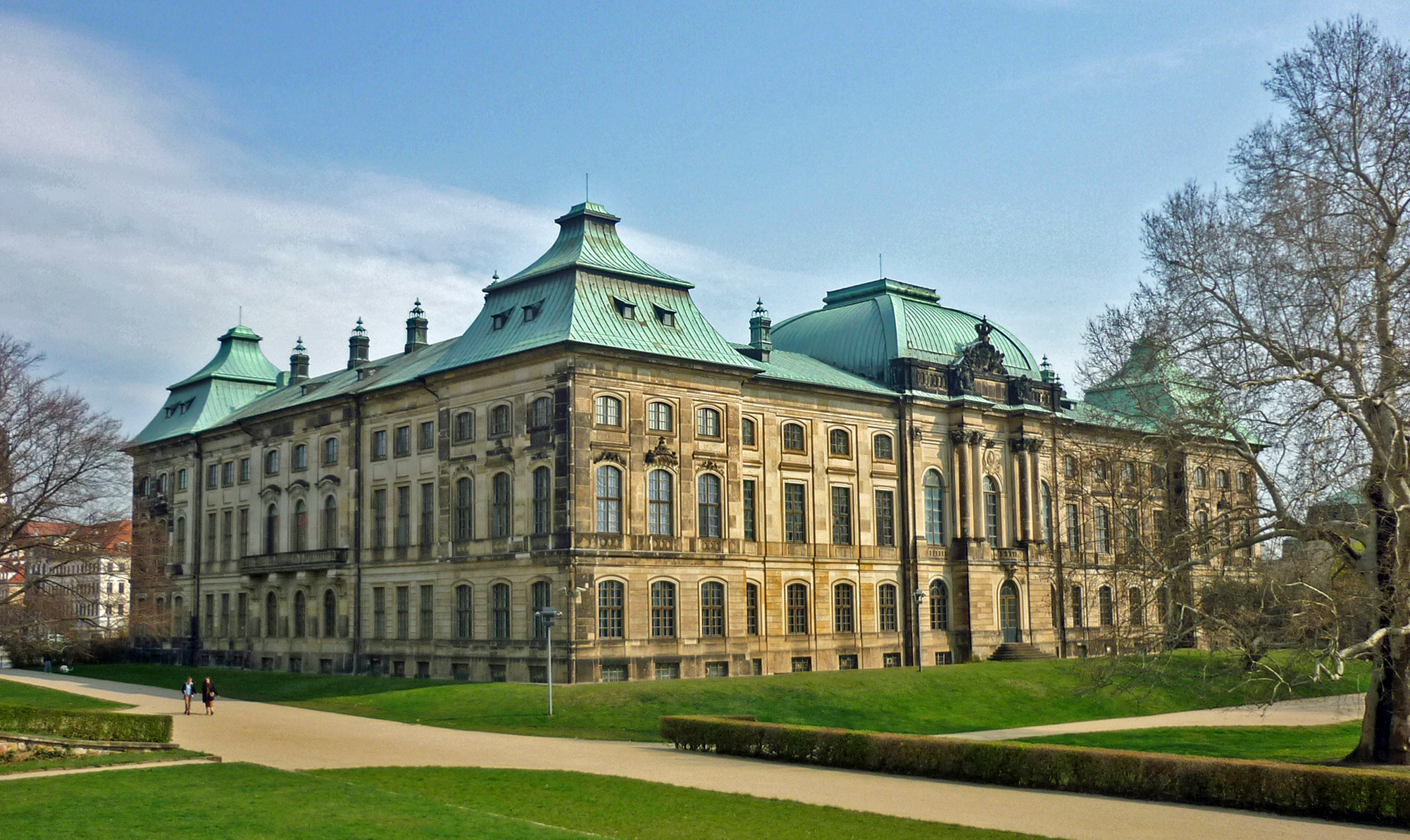
Japanisches Palais
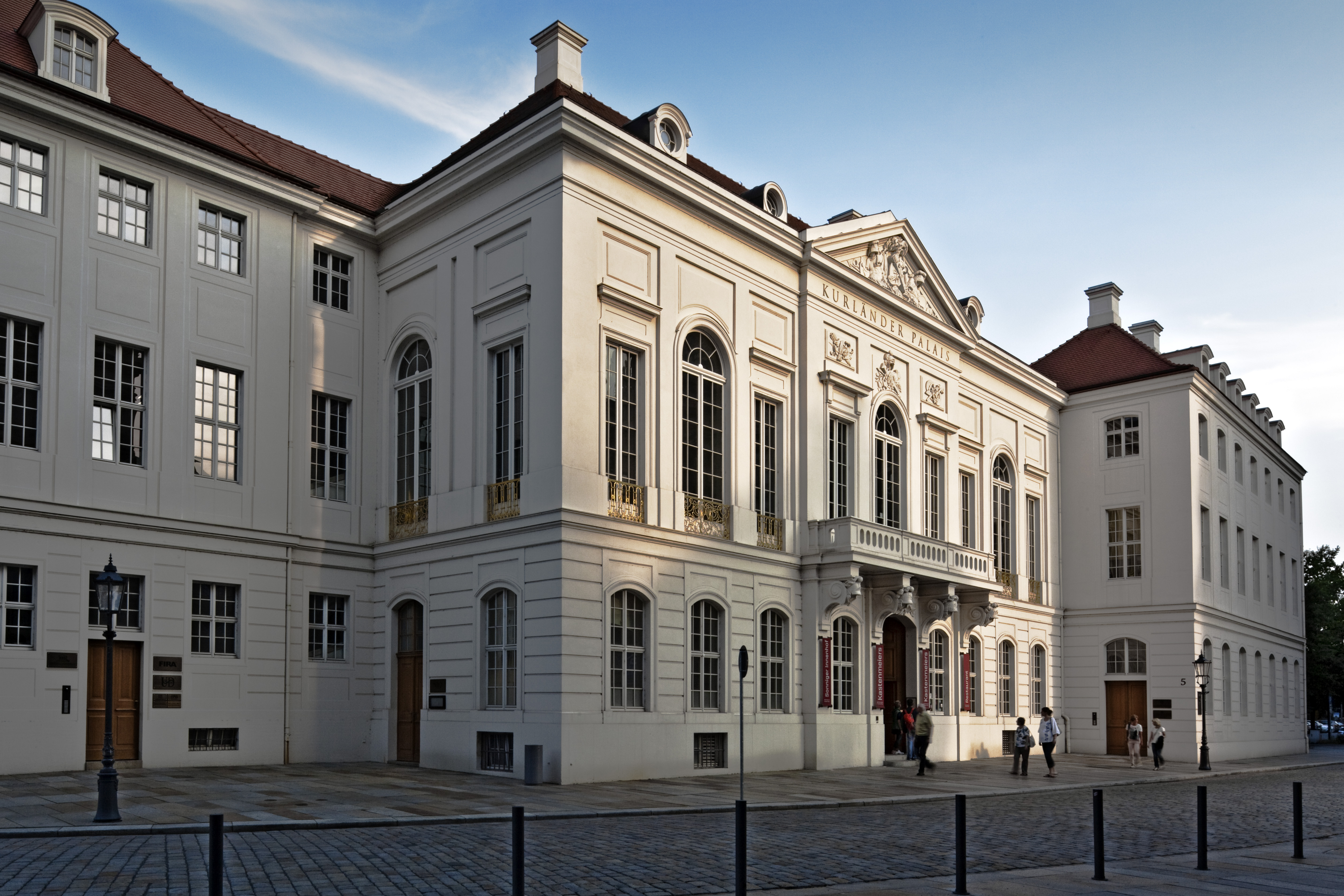
Kurländer Palais
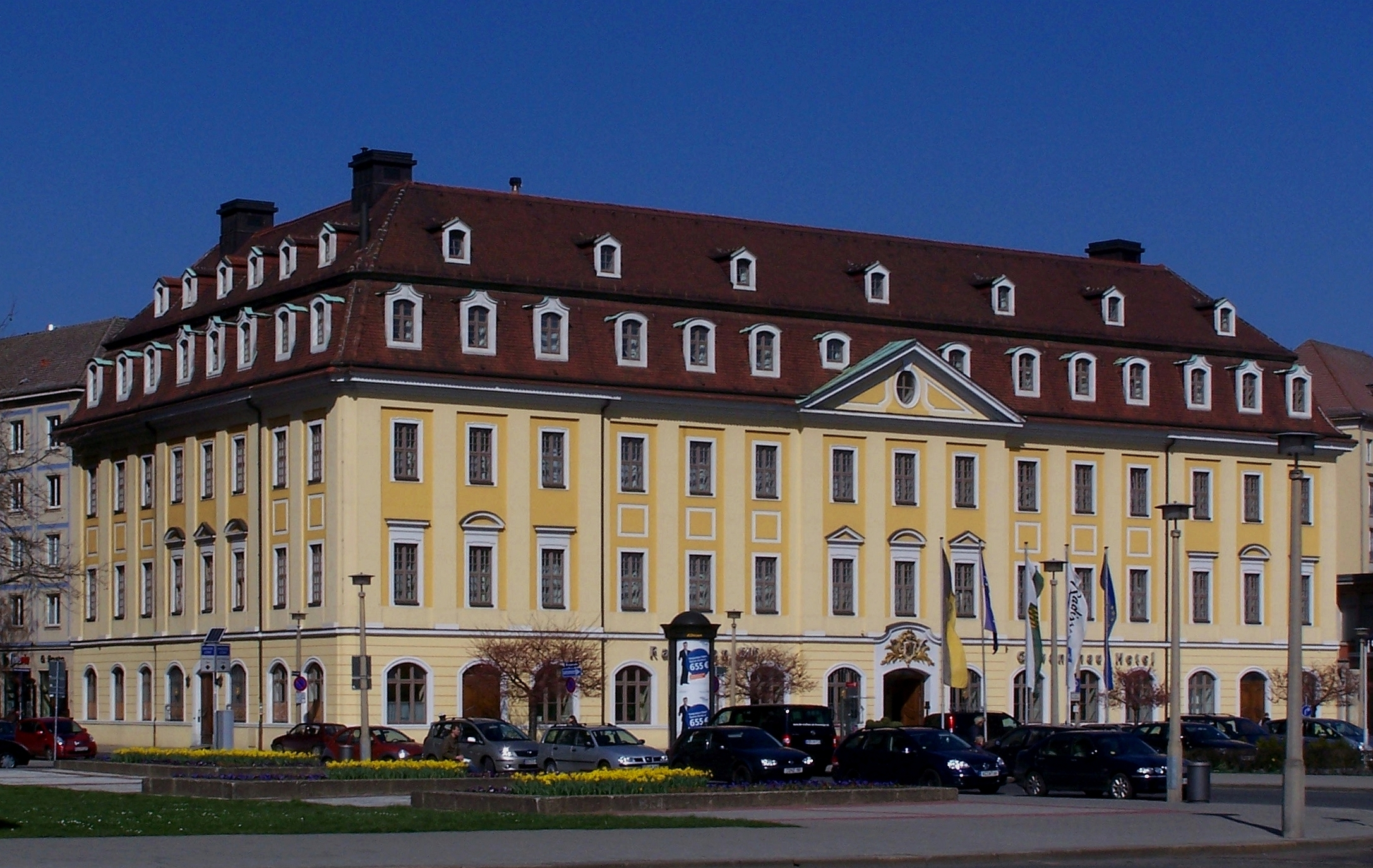
Gewandhaus
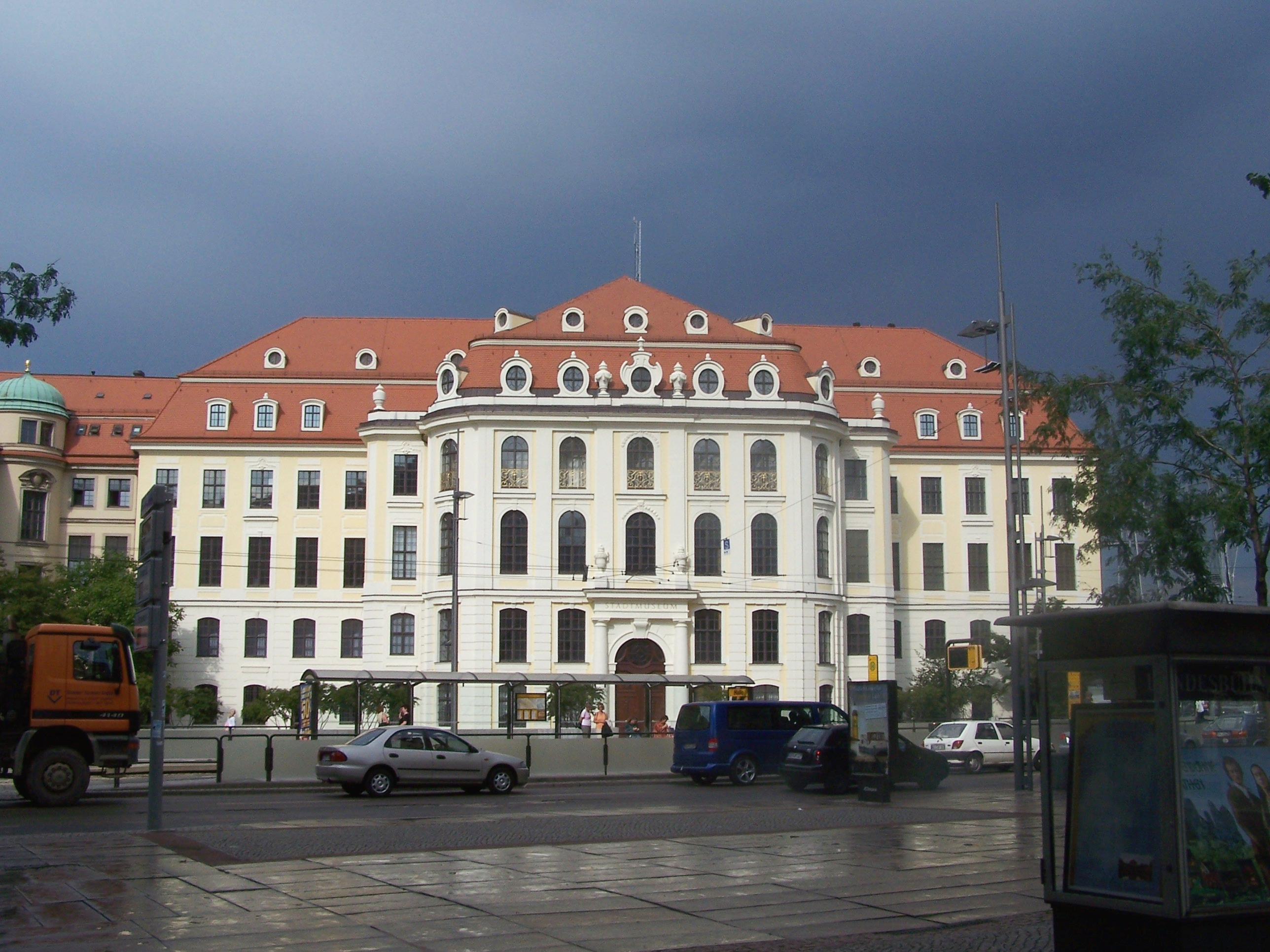
Landhaus
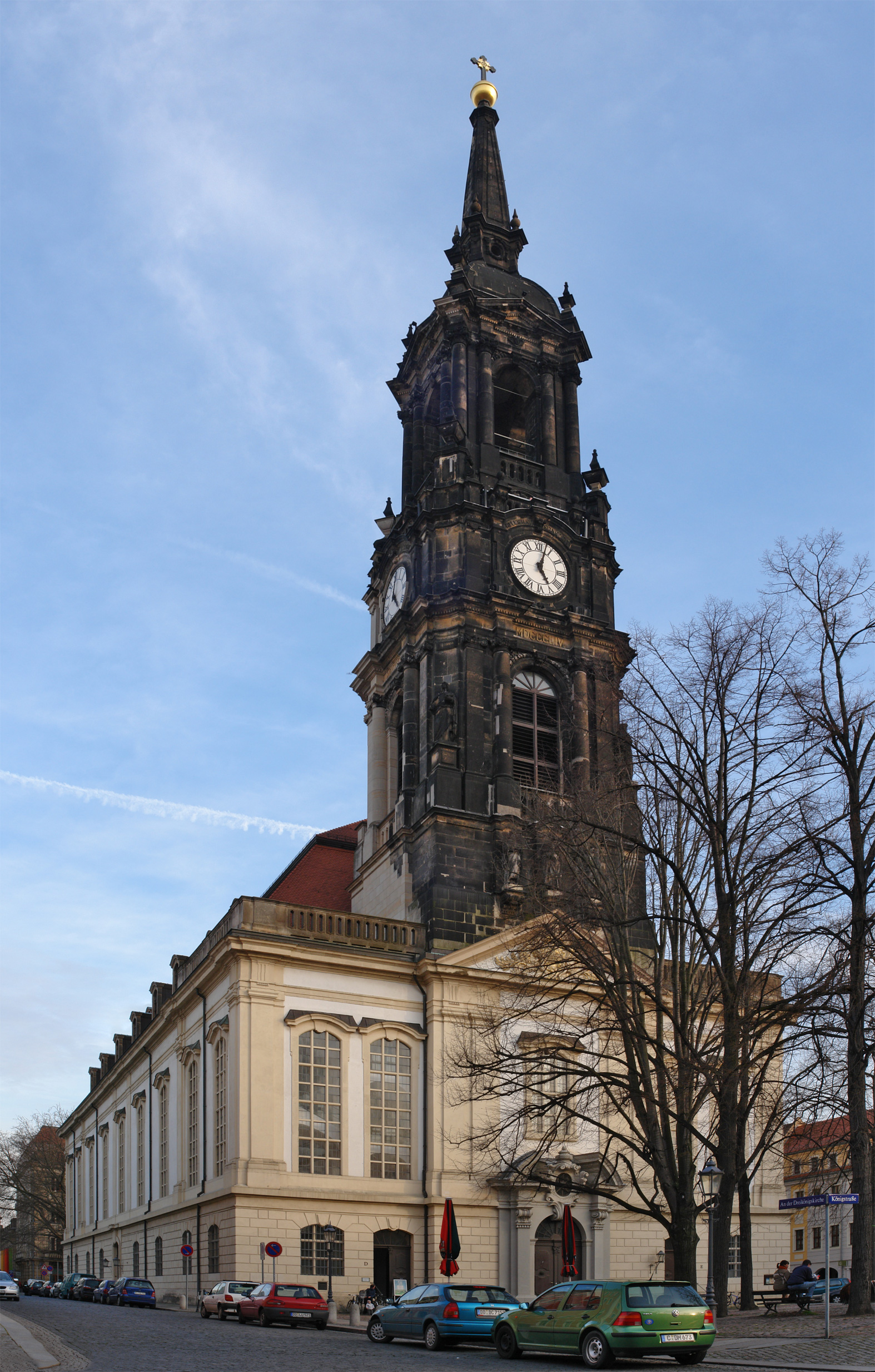
Dreikönigs-Kirche
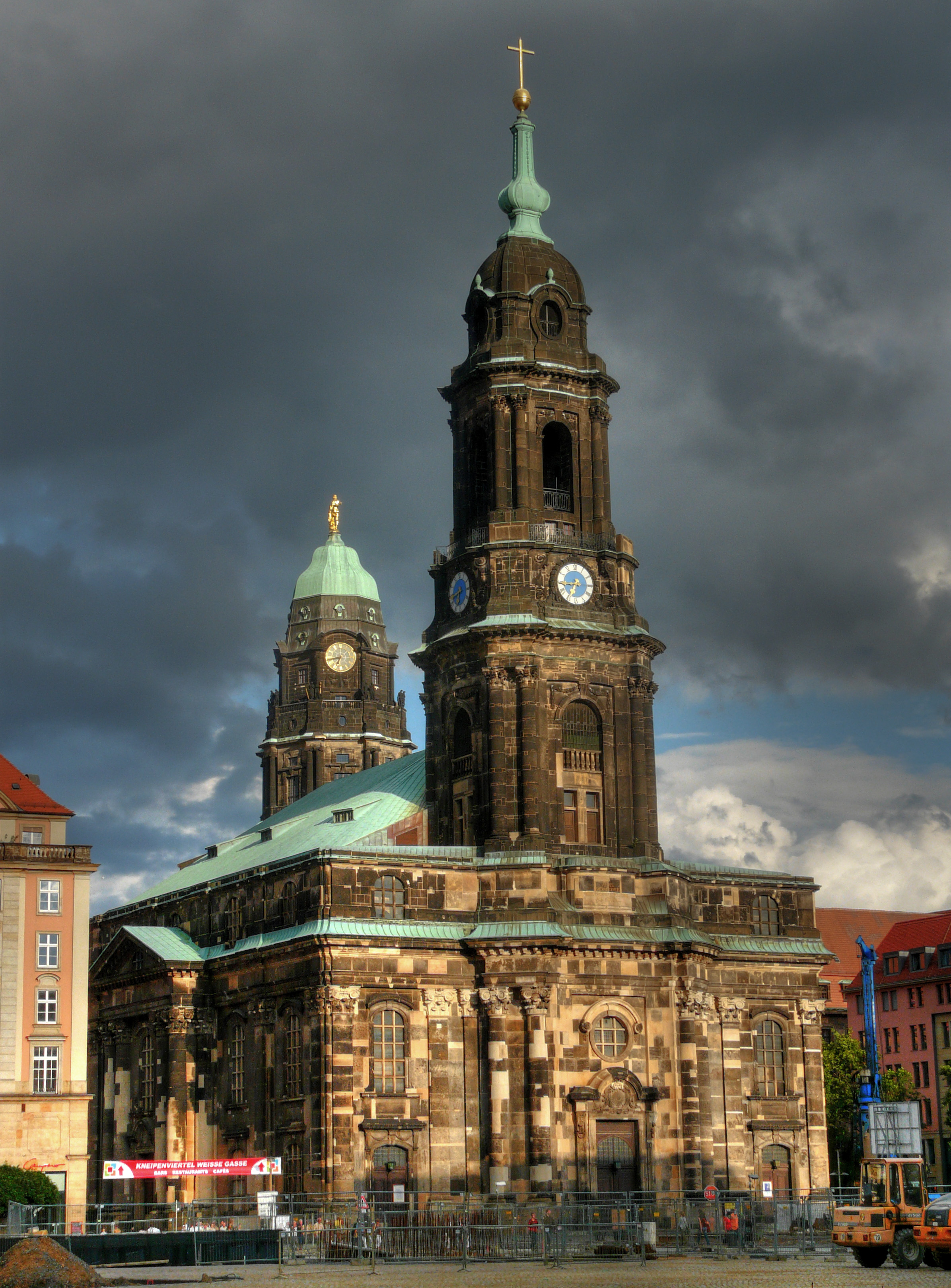
Kreuzkirche

## Augusteischer Barock außerhalb Dresdens

### Bauten des Königs

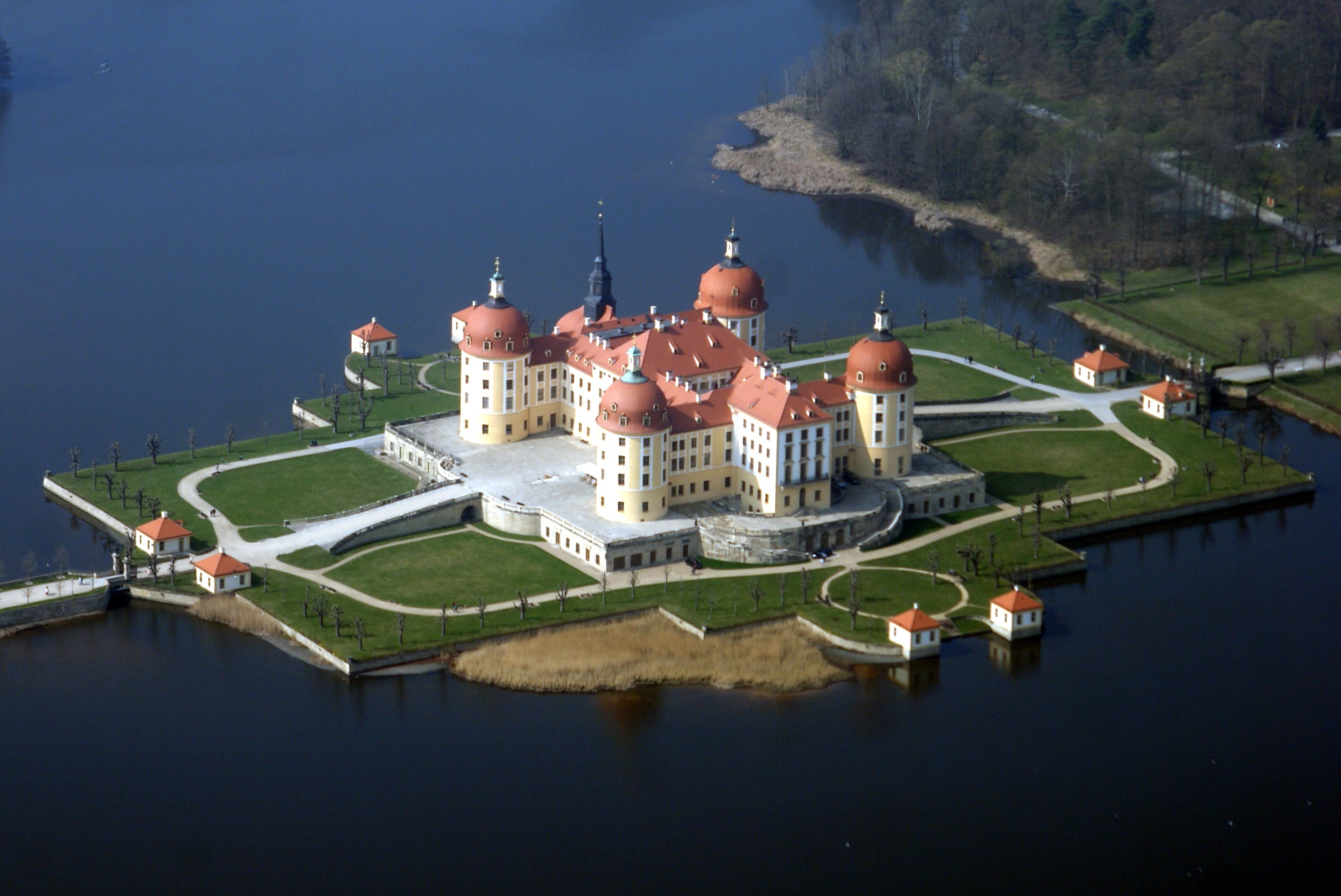
Schloss Moritzburg

Schloss Moritzburg und Schloss Pillnitz sind neben dem Zwinger zweifellos die beiden Hauptwerke des königlich-augusteischen Barock. Moritzburg ließ August der Starke ab 1703 planen und ab 1723 bis zu seinem Tode nach seinen eigenen Entwürfen von Pöppelmann aus einem Jagdhaus der Renaissancezeit zu einer gewaltigen Schlossanlage ausbauen, die der Abhaltung großer Hofjagden diente. Im barocken Sinne gestaltet wurde auch die weiträumige Umgebung einschließlich der Anlage des Schlossteichs, einer langen Zufahrtsallee und strahlenförmiger Sichtachsen im Wald.
Pillnitz war ursprünglich ebenfalls ein kleines Renaissanceschloss, das August der Starke ab 1720 von Pöppelmann und Longuelune im barocken Stil um- und ausbauen ließ, es bestand zuerst aus dem an der Elbe liegenden Wasserpalais und dem zum Hang hin gegenüberliegenden Bergpalais und wurde Ende des 18. Jahrhunderts durch ein beide verbindendes Neues Palais zu einer Dreiflügelanlage ergänzt. An der Elbtreppe des Wasserpalais legten die aus Dresden eintreffenden Prunkschiffe an. Es ist der europaweit größte barocke Bau im chinoisen Stil. Beide Schlösser sind unzerstört geblieben und zählen zu den Hauptsehenswürdigkeiten des Dresdner Elbetals.

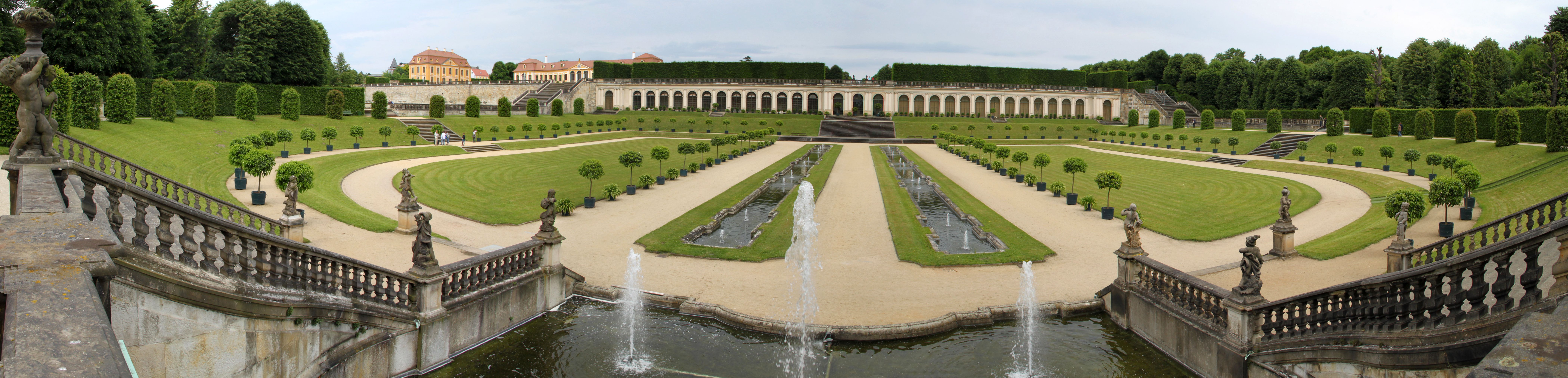
Barockgarten Großsedlitz

Der Barockgarten Großsedlitz bei Pirna, ab 1719 durch Wackerbarth angelegt, diente später den jährlichen Stiftungsfesten des polnischen Weißen-Adler-Ordens, des von August dem Starken 1705 gestifteten höchsten Ordens des polnischen Königreichs. Er ist einer der authentischsten Barockgärten Deutschlands, mit zahlreichen erhaltenen Skulpturen von Kirchner, Thomae und anderen. Die weiträumigen Gartenanlagen und Bauten sind eine Gemeinschaftsleistung der drei Oberlandbaumeister und Schöpfer des Dresdner Barock, Knöffel, Longuelune und Pöppelmann.
Das Taschenbergpalais gleich neben dem Residenzschloss in Dresden erbaute der König 1705 bis 1708 für seine Mätresse Constantia von Cosel. Es wurde in mehreren Etappen unter Mitwirkung von Karcher, Pöppelmann, Leplat und Knöffel errichtet. Nachdem die Gräfin Cosel 1713 in Ungnade gefallen war, wurde das Palais vom Hof genutzt. Auch Schloss Pillnitz musste sie wieder herausgeben, bevor dessen großer Ausbau begann.
Das Japanische Palais, 1715 von Pöppelmann im Kern erbaut, 1717 vom König erworben, von 1729 bis 1733 durch Pöppelmann, Longuelune und Jean de Bodt wesentlich erweitert, war ursprünglich für die Porzellansammlung gedacht, wurde aber später für die Antikensammlung und als Bibliothek verwendet, heute als Museum für Völkerkunde und die Naturhistorischen Sammlungen.
Das Jagdschloss Hubertusburg, näher zu Leipzig gelegen, ließ Friedrich August II., noch als Kurprinz, von Johann Christoph von Naumann erbauen und ab 1743 nach Plänen von Knöffel zur Abhaltung der großen Hofjagden im Wermsdorfer Forst erweitern, Vollendet wurde es schließlich von Knöffels Nachfolger Julius Heinrich Schwarze. Es liegt in der Nähe des älteren Renaissance-Jagdschlosses.
- Moritzburg – Schloss
- Moritzburg – Fasanerie
- Schloss Pillnitz
- Barockgarten Großsedlitz
- Taschenbergpalais, Dresden
- Japanisches Palais, Dresden
- Jagdschloss Hubertusburg in Wermsdorf

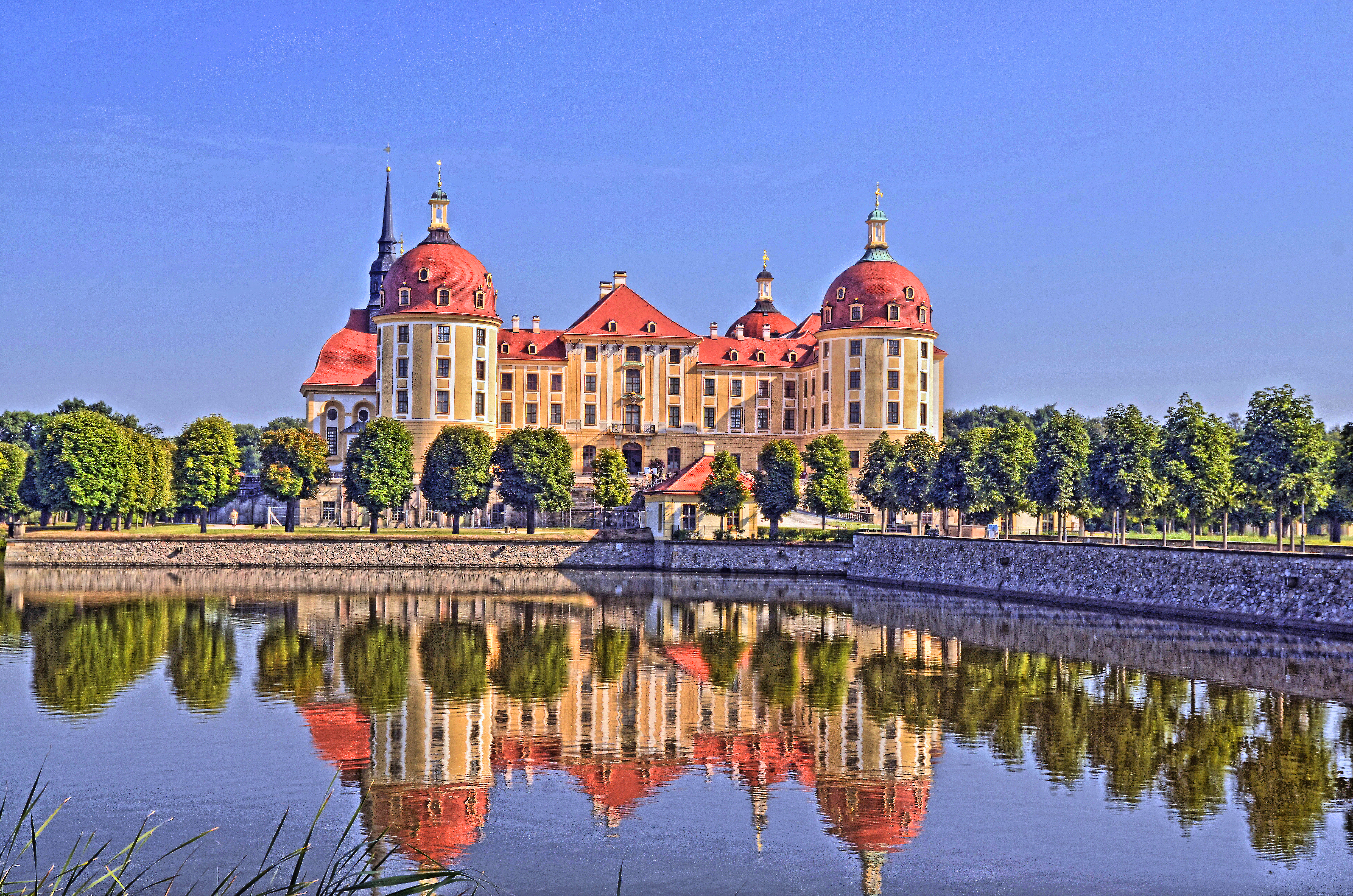
Schloss Moritzburg
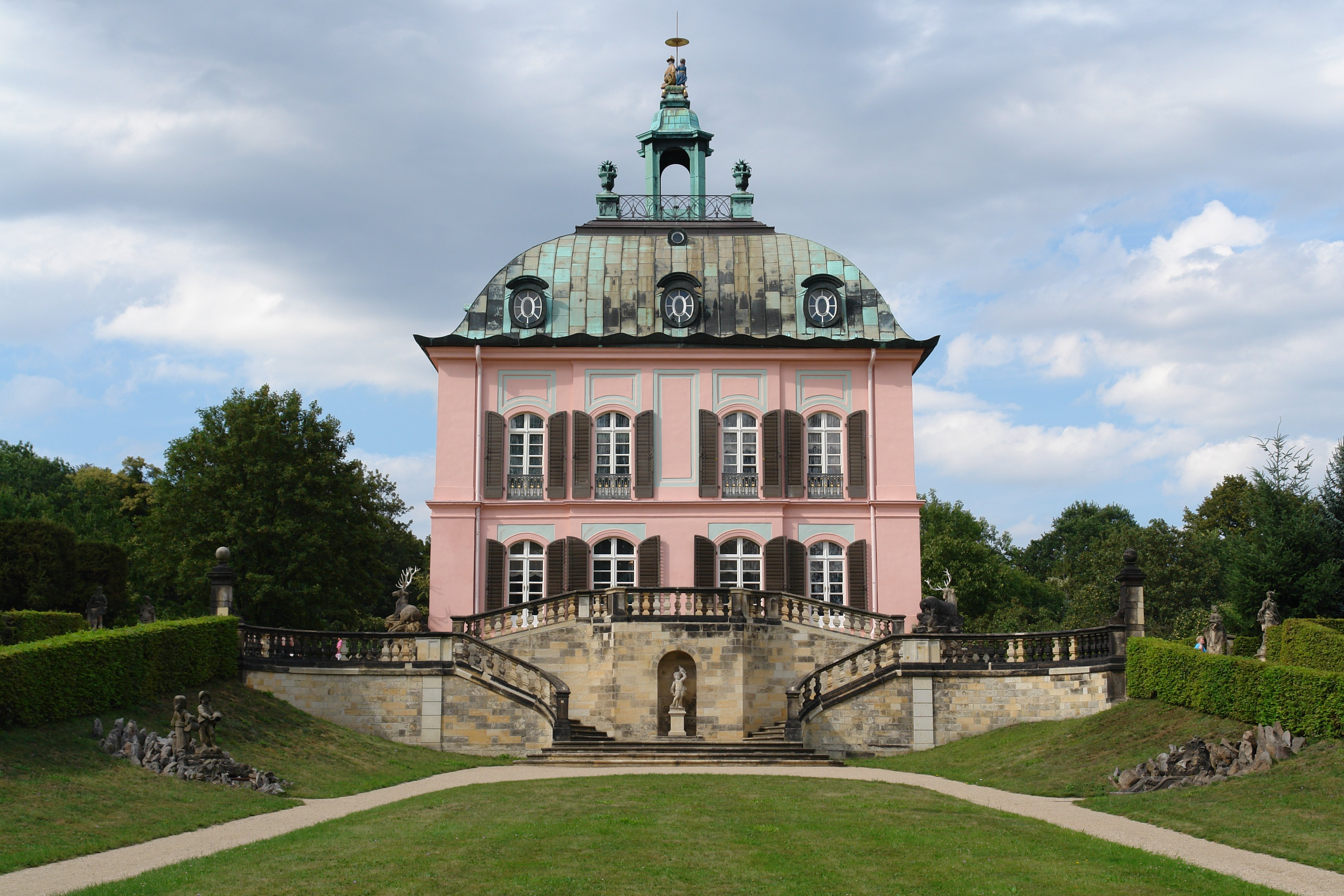
Fasanerie Moritzburg
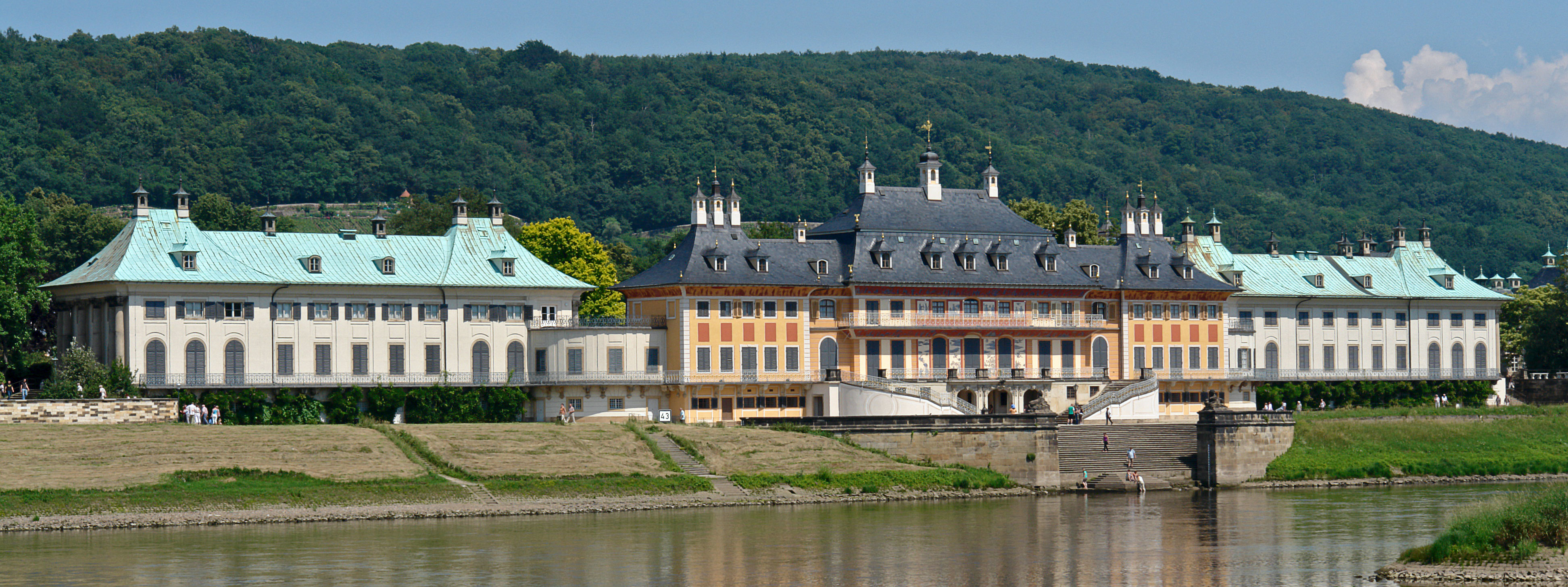
Schloss Pillnitz
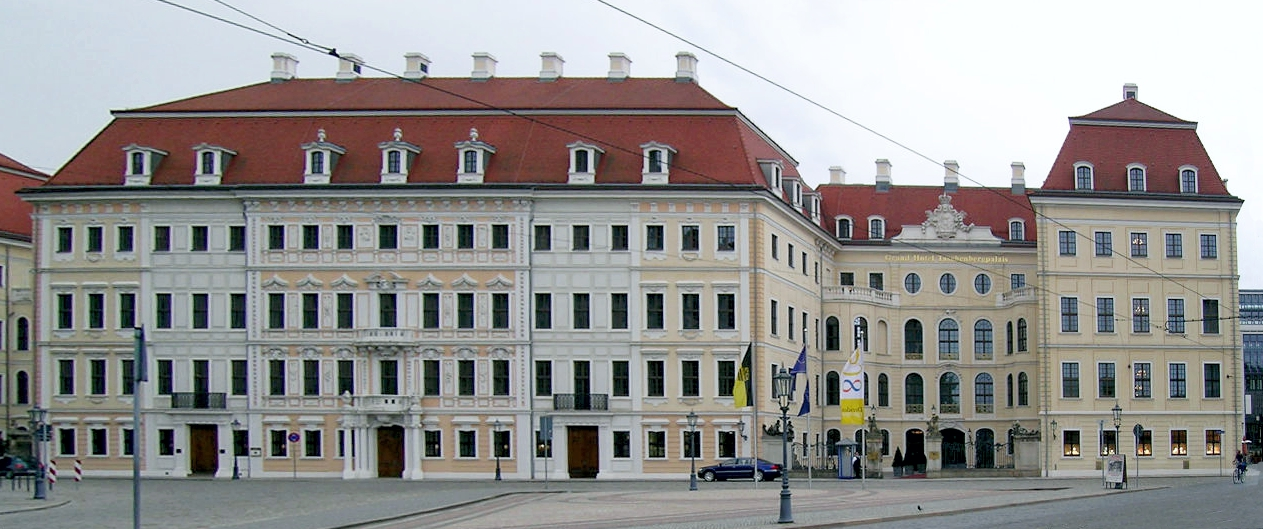
Taschenbergpalais, Dresden
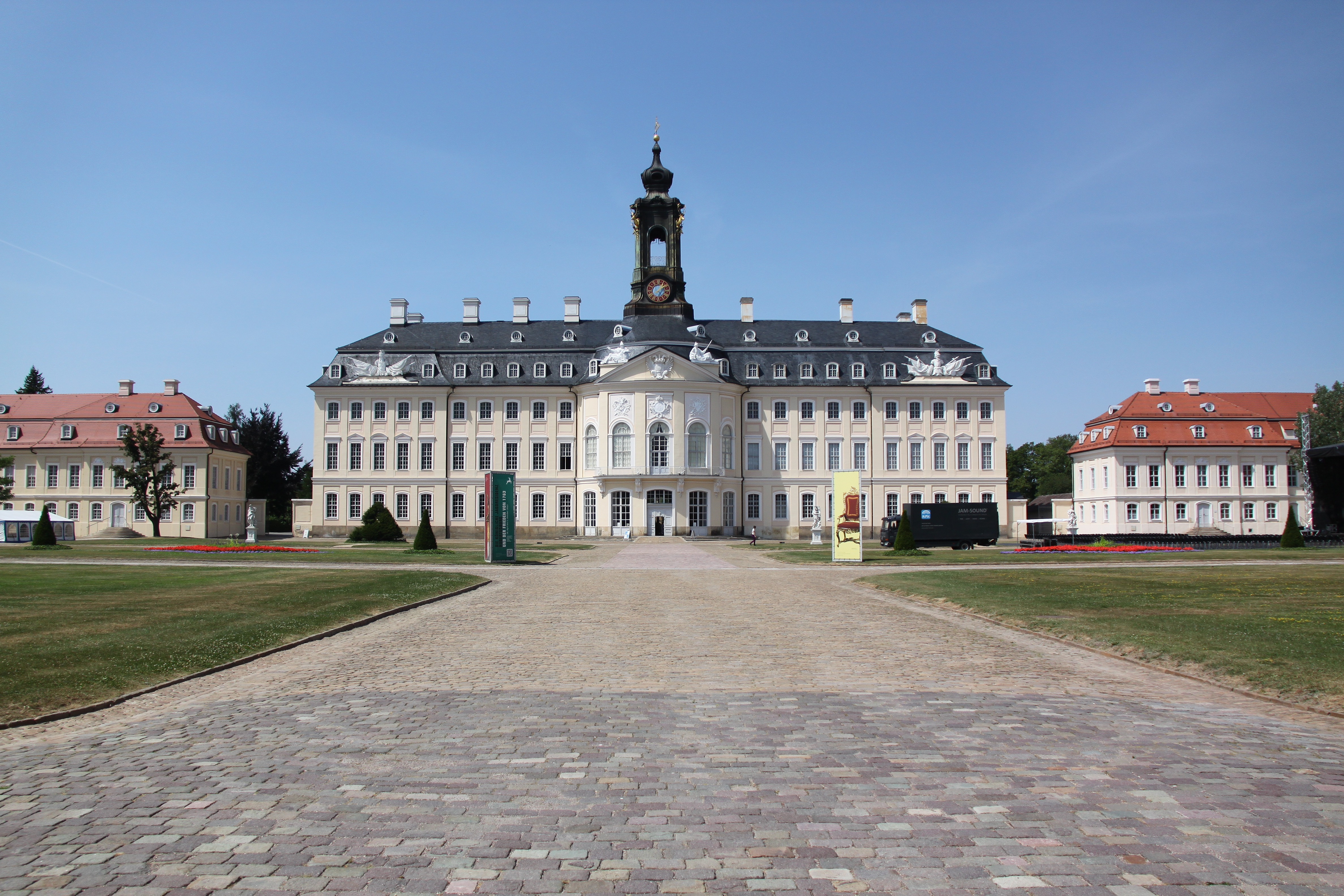
Jagdschloss Hubertusburg

### Städtische und bürgerliche Bauten
Die Bürger Dresdens und Leipzigs, wie auch kleinerer Städte Sachsens, ließen sich Geschäfts- und Wohnhäuser im Stil des augusteischen Barock erbauen. Etliche blieben erhalten, in Dresden vor allem im Barockviertel Königstraße, während in der Inneren Altstadt jüngst viele rekonstruiert wurden. In Bautzen haben ganze Straßenzüge mit ähnlich großen Bürgerhäusern wie den zerstörten der Dresdner Altstadt und mit erstaunlich reich gestalteten Fassadendekorationen als Originale die Zeitläufte überdauert, so am Hauptmarkt, in der Inneren Lauenstraße und der Reichenstraße. Auch in Görlitz gibt es Beispiele, ebenso in Zittau.
Typisch für Leipzig waren die „Durchhäuser“, so die Geschäftshöfe von George Werner, jedoch fielen viele barocke Prachtbauten der Innenstadt, wie auch Gartenschlösser am Stadtrand, der Grundstücksspekulation um 1900 und dem Bau von Messehäusern zum Opfer. Die Universitätsstadt Leipzig war im Augusteischen Zeitalter mit 30.000 Einwohnern die größte und als Messestadt auch reichste Metropole Sachsens; sie zog Wissenschaftler und Künstler an, 27 Jahre lebte und arbeitete hier Johann Sebastian Bach.
Beispielhaft für augusteische Bürgerhäuser sind:
- Aeckerleins Hof, Leipzig, zerstört; (Architekt: Johann Gregor Fuchs und Christian Schmidt)
- Barthels Hof, Leipzig (George Werner)
- Hohmanns Hof, Leipzig, zerstört; (Werner)
- Kochs Hof, Leipzig, zerstört; (Werner)
- Rathaus Bautzen (Johann Christoph von Naumann)
- Hartmannsches Haus, Innere Lauenstraße 2, Bautzen
- Haus Innere Lauenstraße 6, Bautzen (mit Figuren der Permoser-Werkstatt)
- Barockhaus Neißstraße 30, Görlitz (Karcher/Suckert)
- Lange Straße 10, Pirna (spätgotisches Bürgerhaus, 1719 für den Kurprinzen und seine Braut als „Herrschaftslogier“ umgestaltet)
- Siegertsches Haus am Markt in Chemnitz (Naumann)
- „Goldene Sonne“, Markt 9, Zittau (Pöppelmann oder Schule)
- Kügelgen-Haus, Dresden
- Große Meißner Straße 15, Dresden (Vorderhaus Bähr, Hinterhaus Pöppelmann)
- Köhlersches Haus, Dresden
- Bortenreuther-Haus, Schneeberg (Naumann)

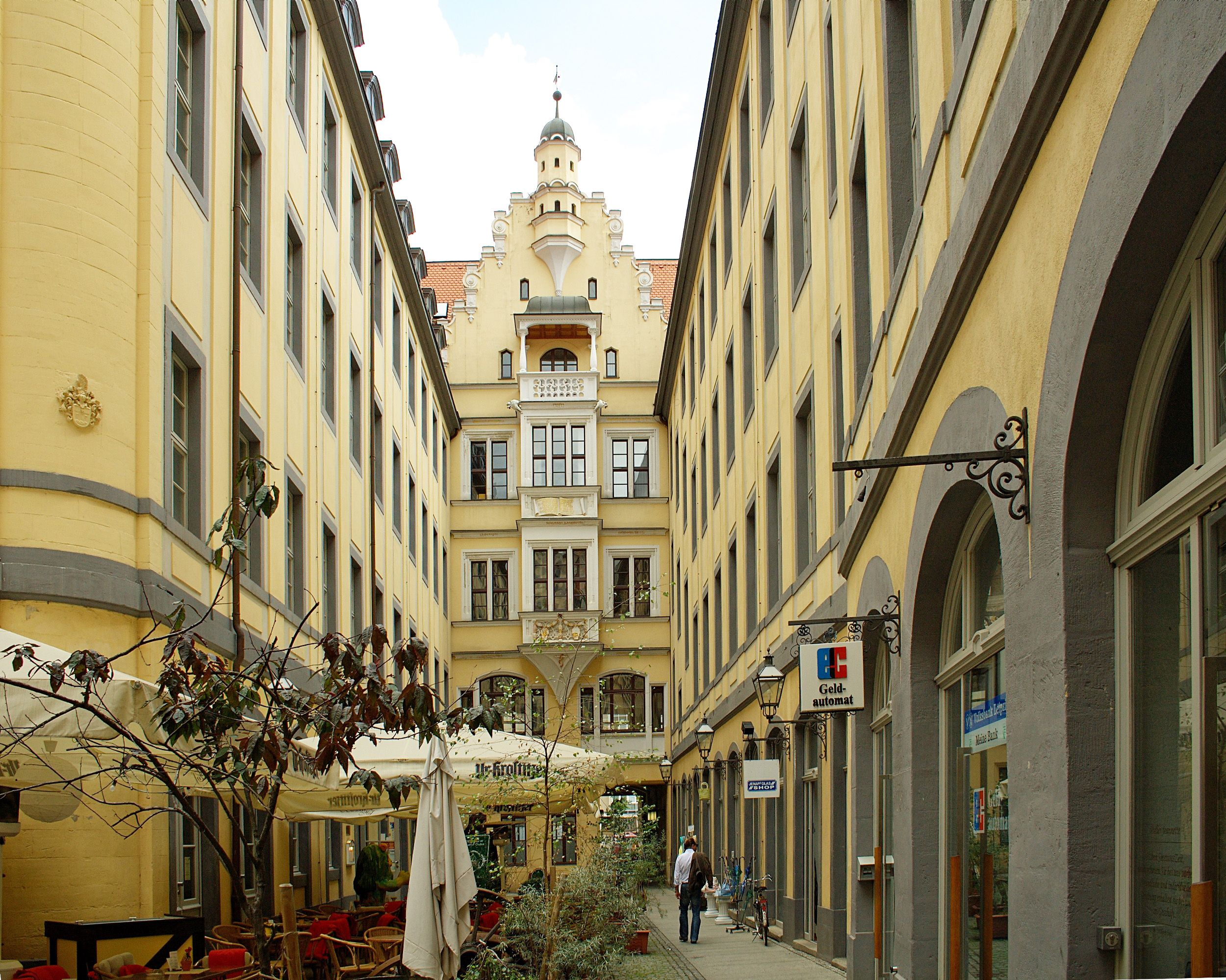
Barthels Hof, Leipzig
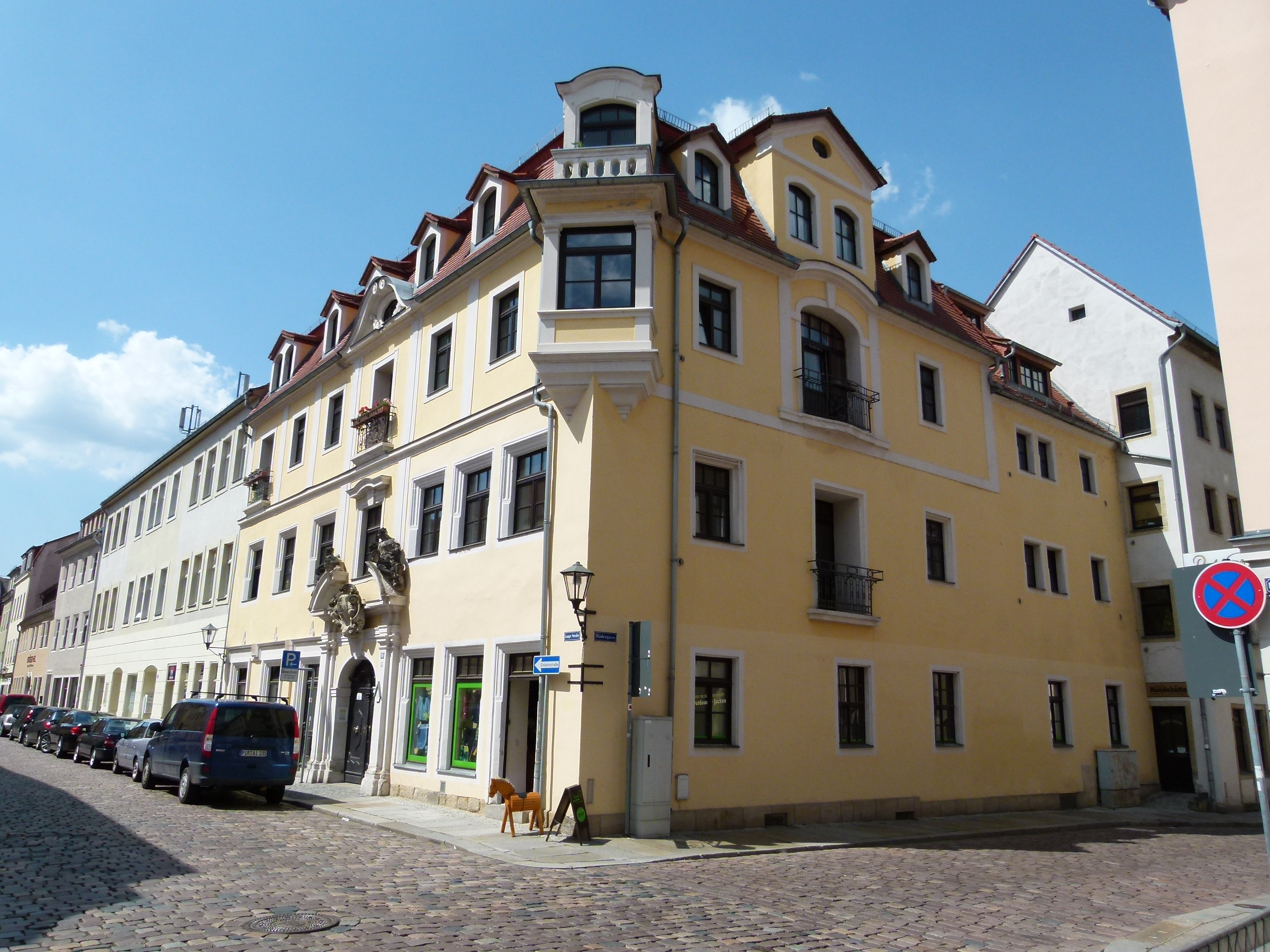
Lange Straße 10, Pirna
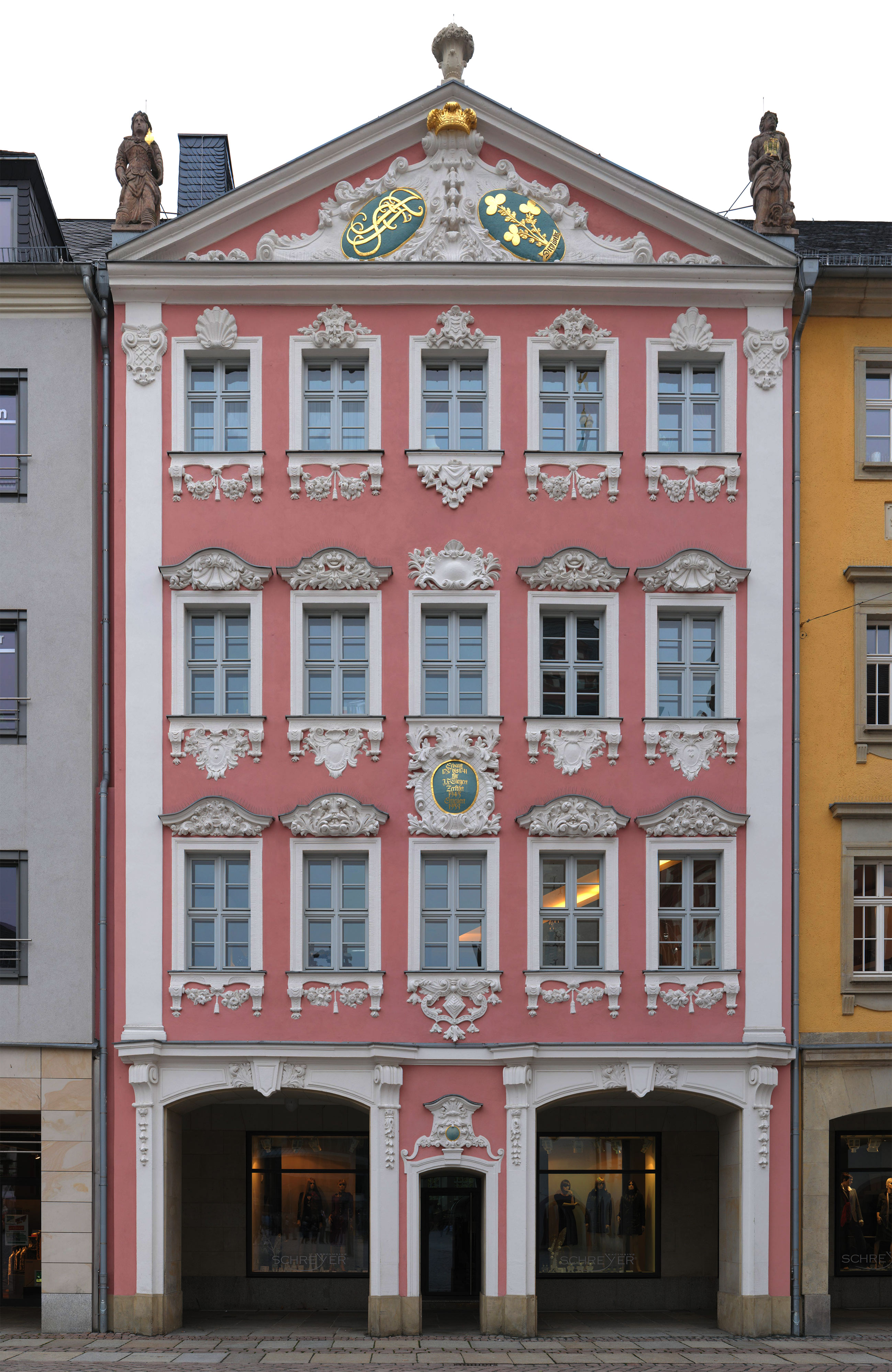
Siegert-Haus, Chemnitz
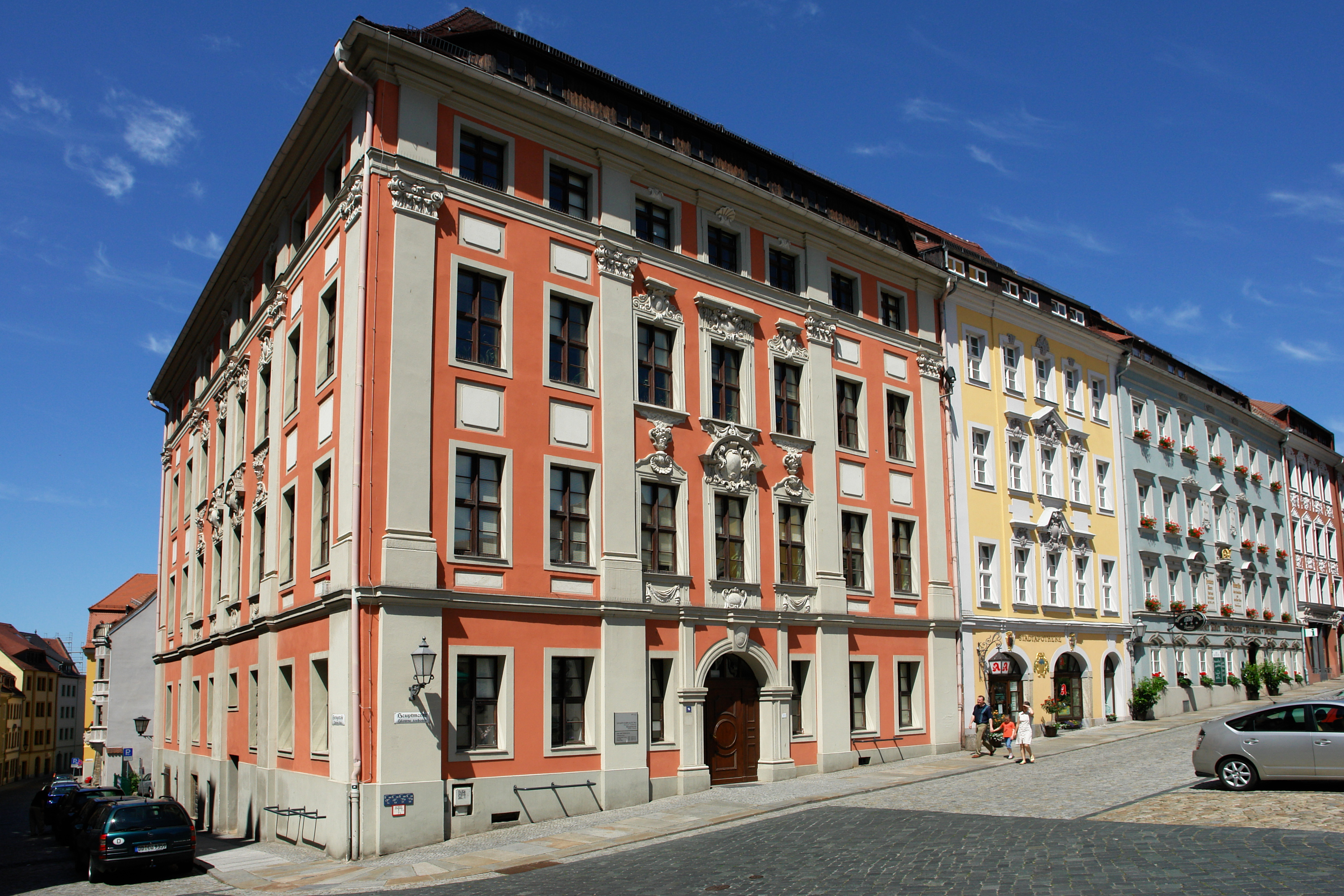
Hauptmarkt, Bautzen
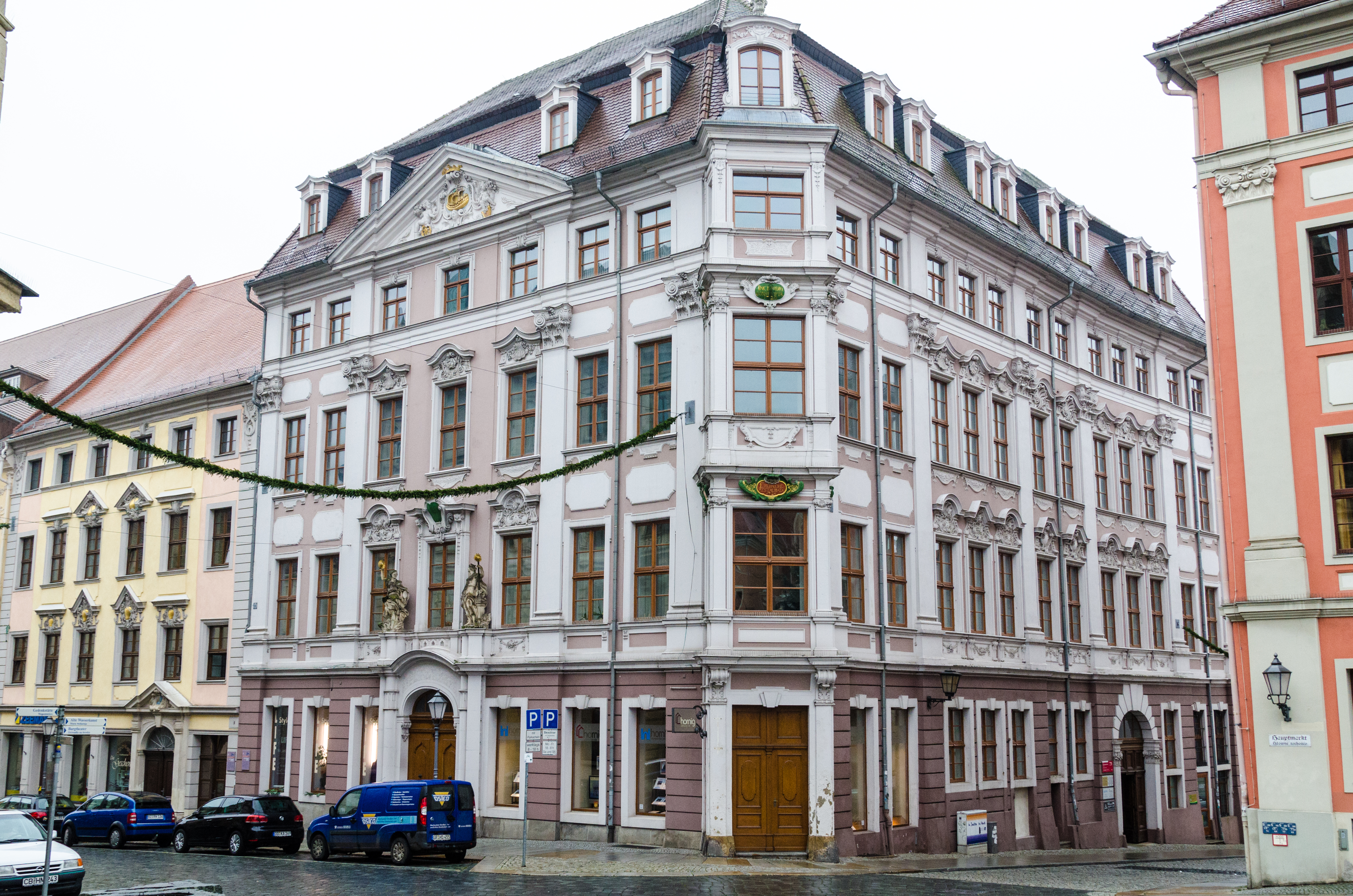
Innere Lauenstraße 2, Bautzen
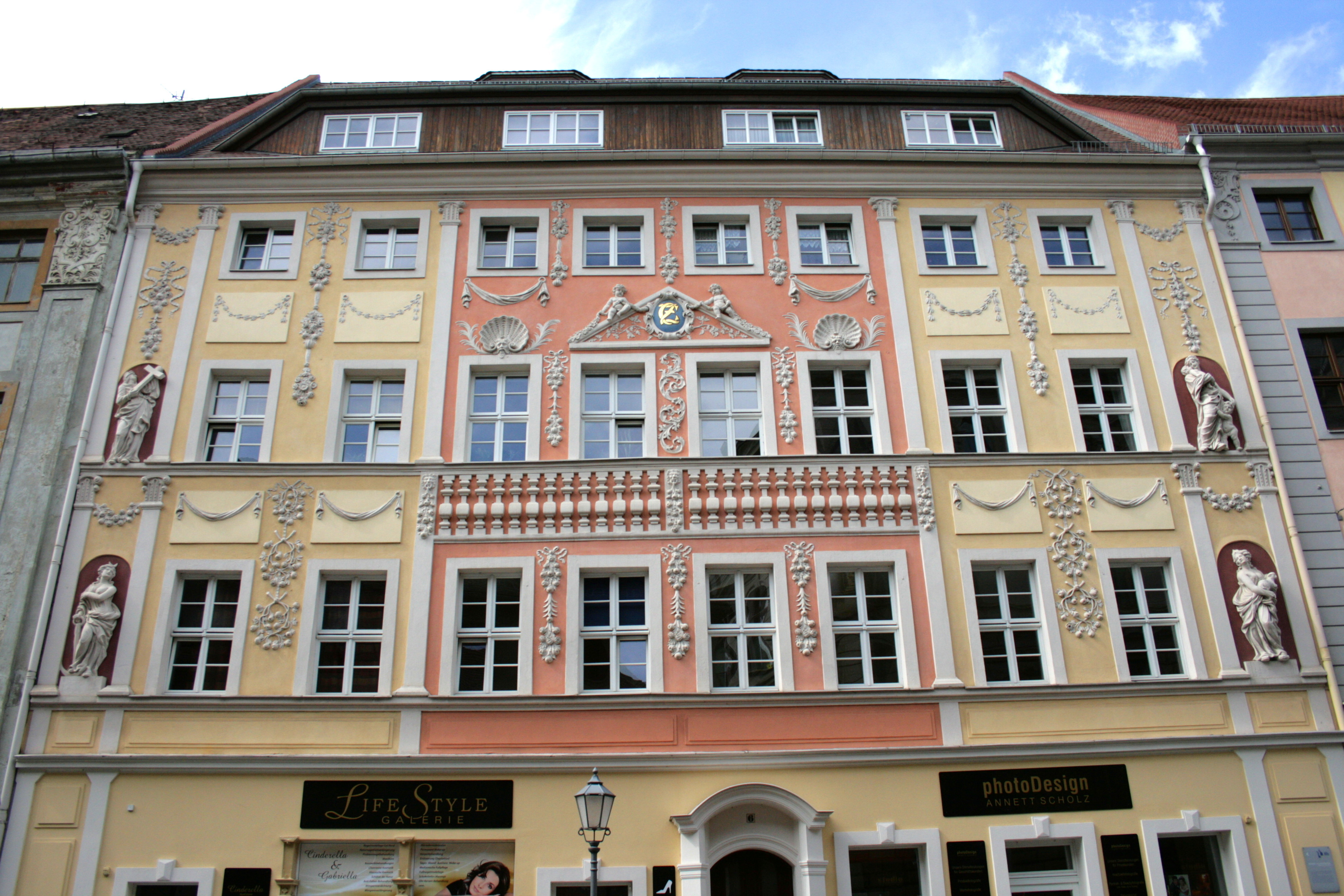
Innere Lauenstraße 6, Bautzen
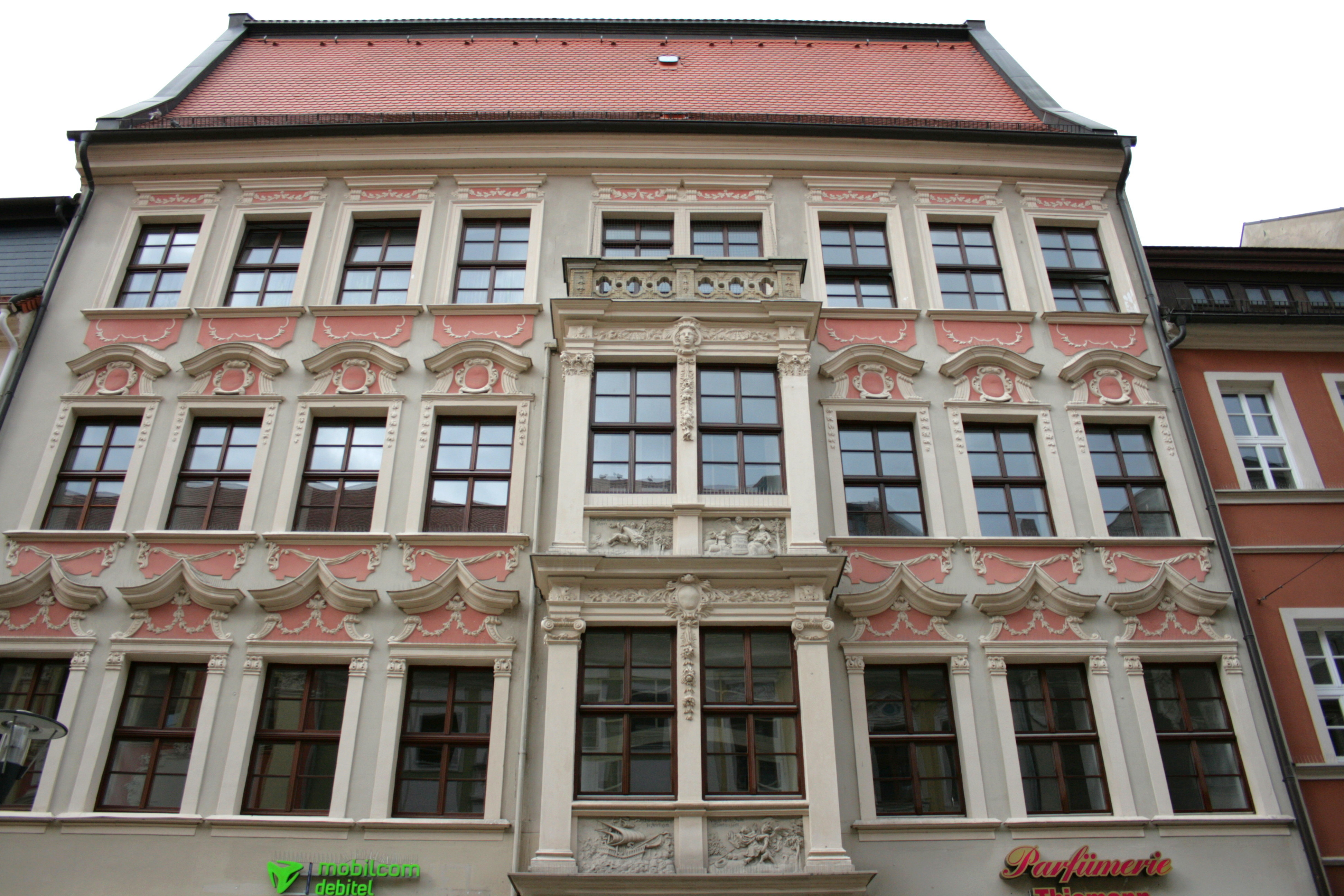
Reichenstraße 5, Bautzen
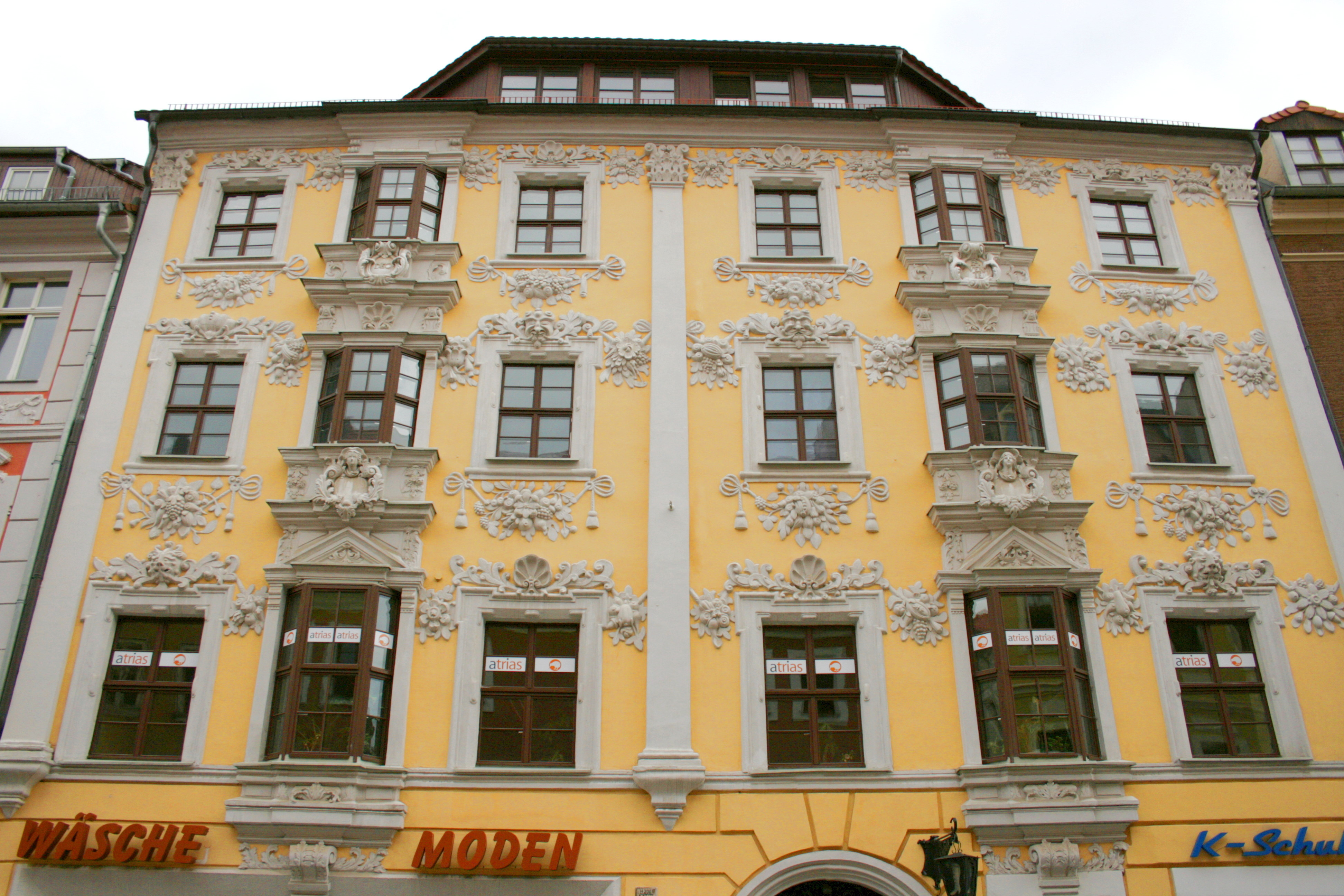
Reichenstraße 12, Bautzen
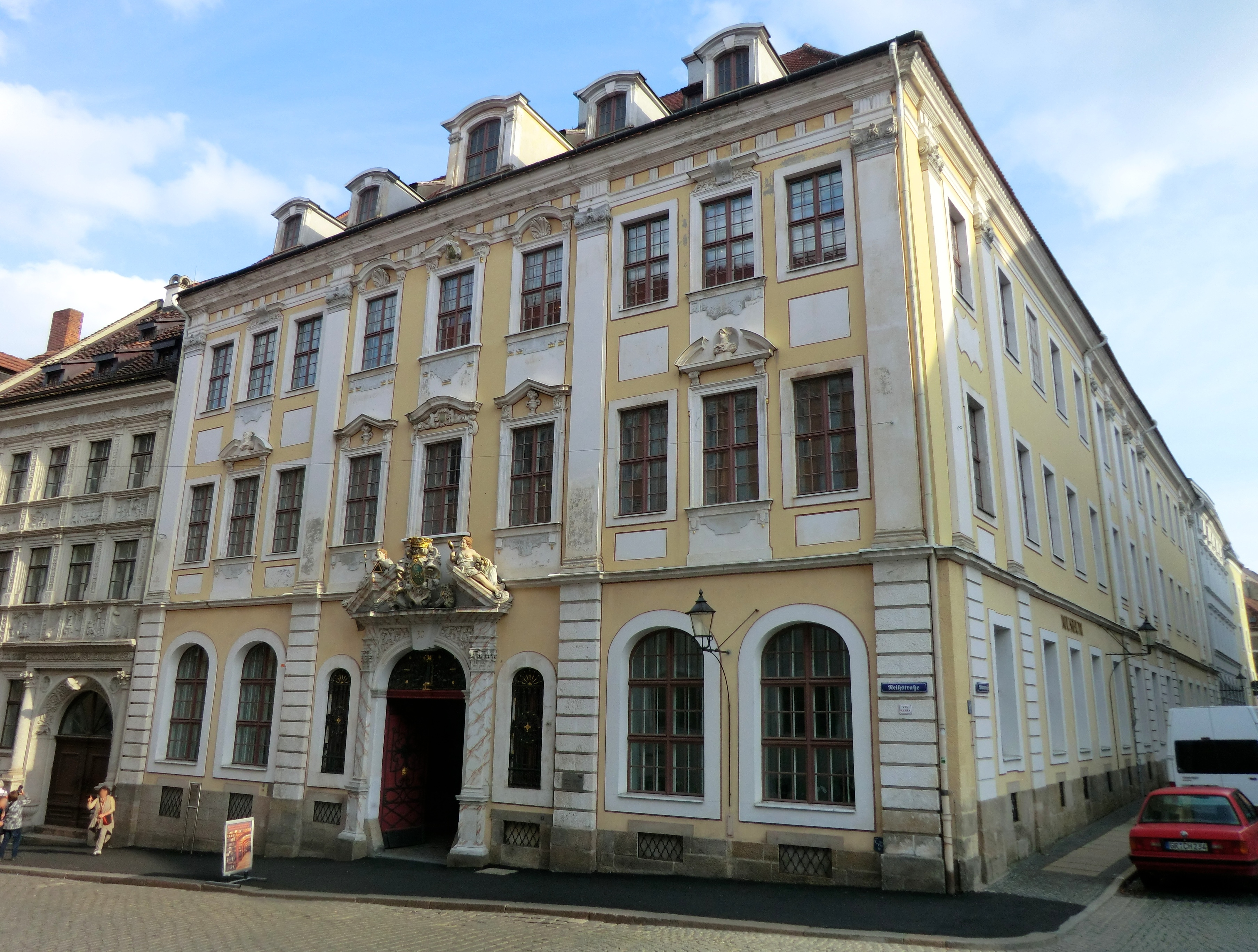
Barockhaus Neißstraße 30, Görlitz
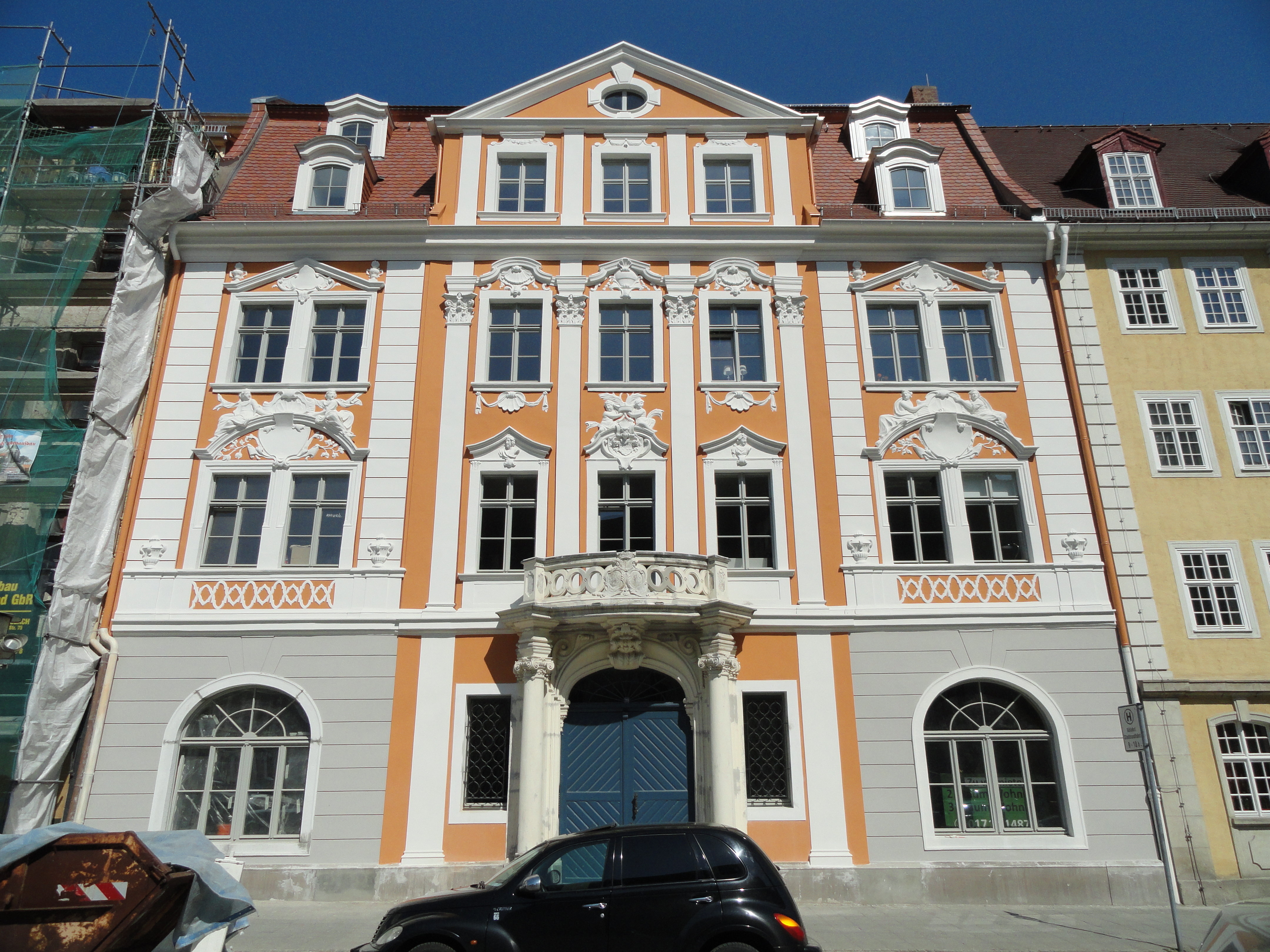
Obermarkt 29, Görlitz
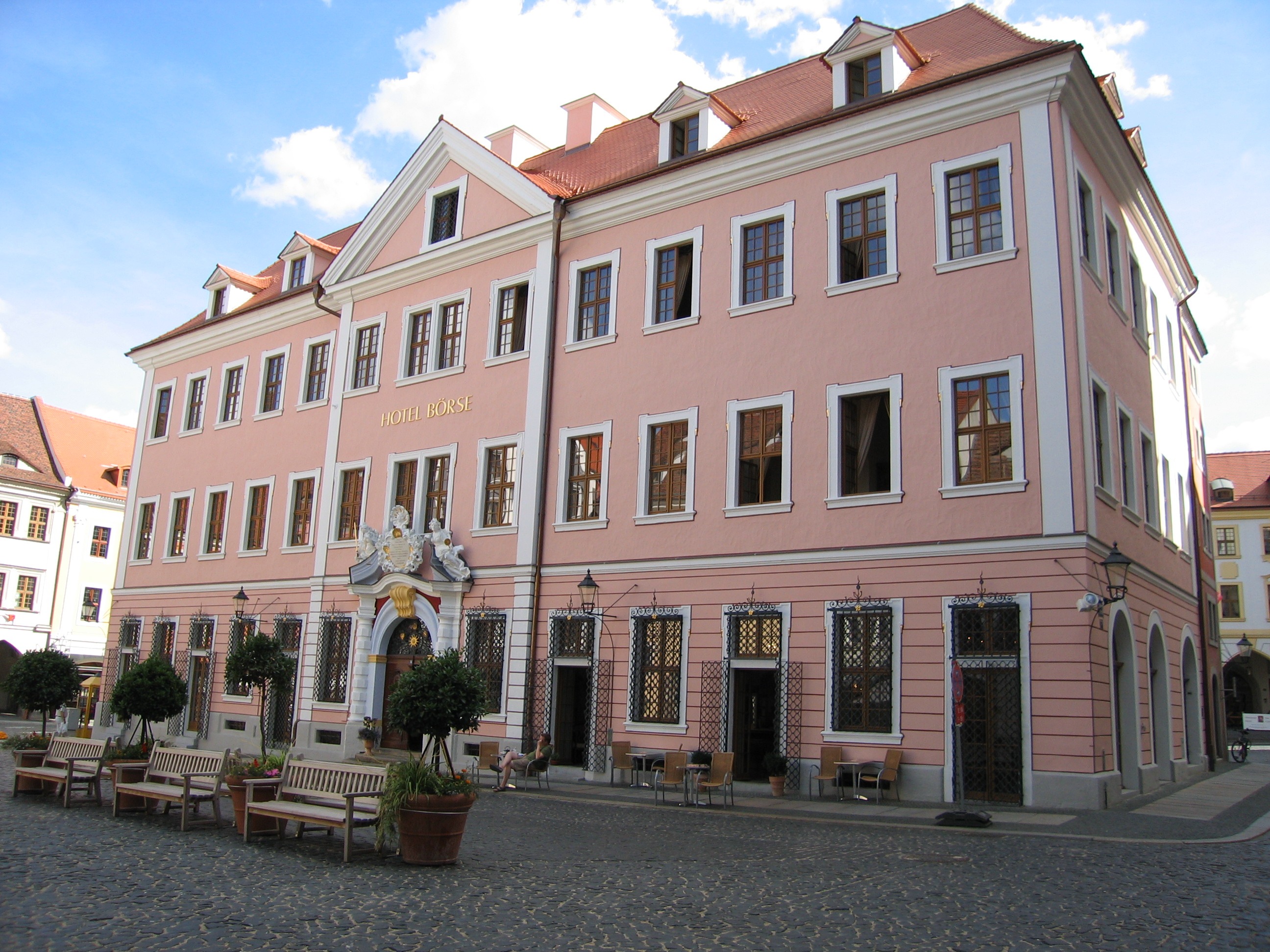
Untermarkt 16, Görlitz
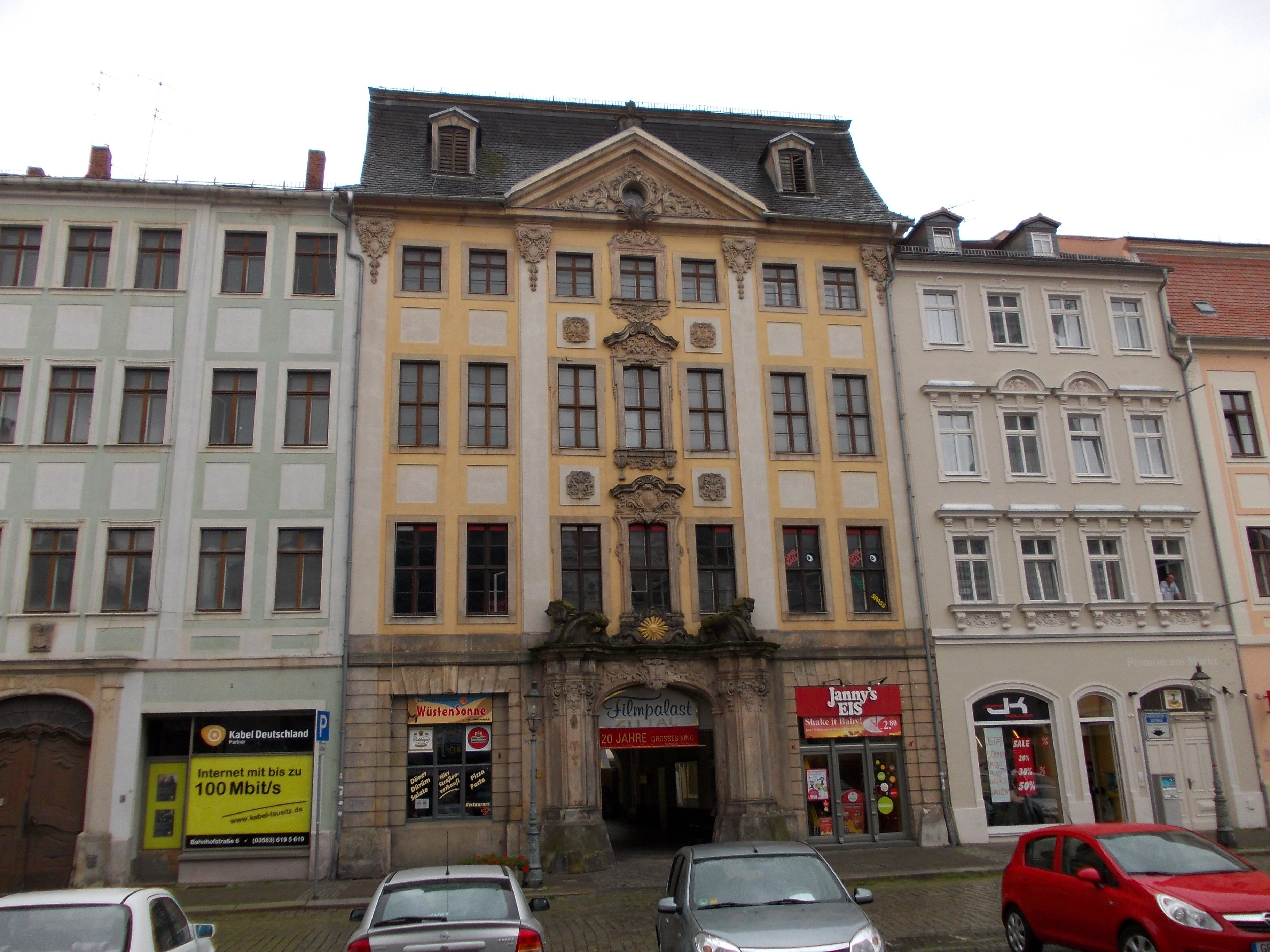
„Goldene Sonne“, Markt 9, Zittau
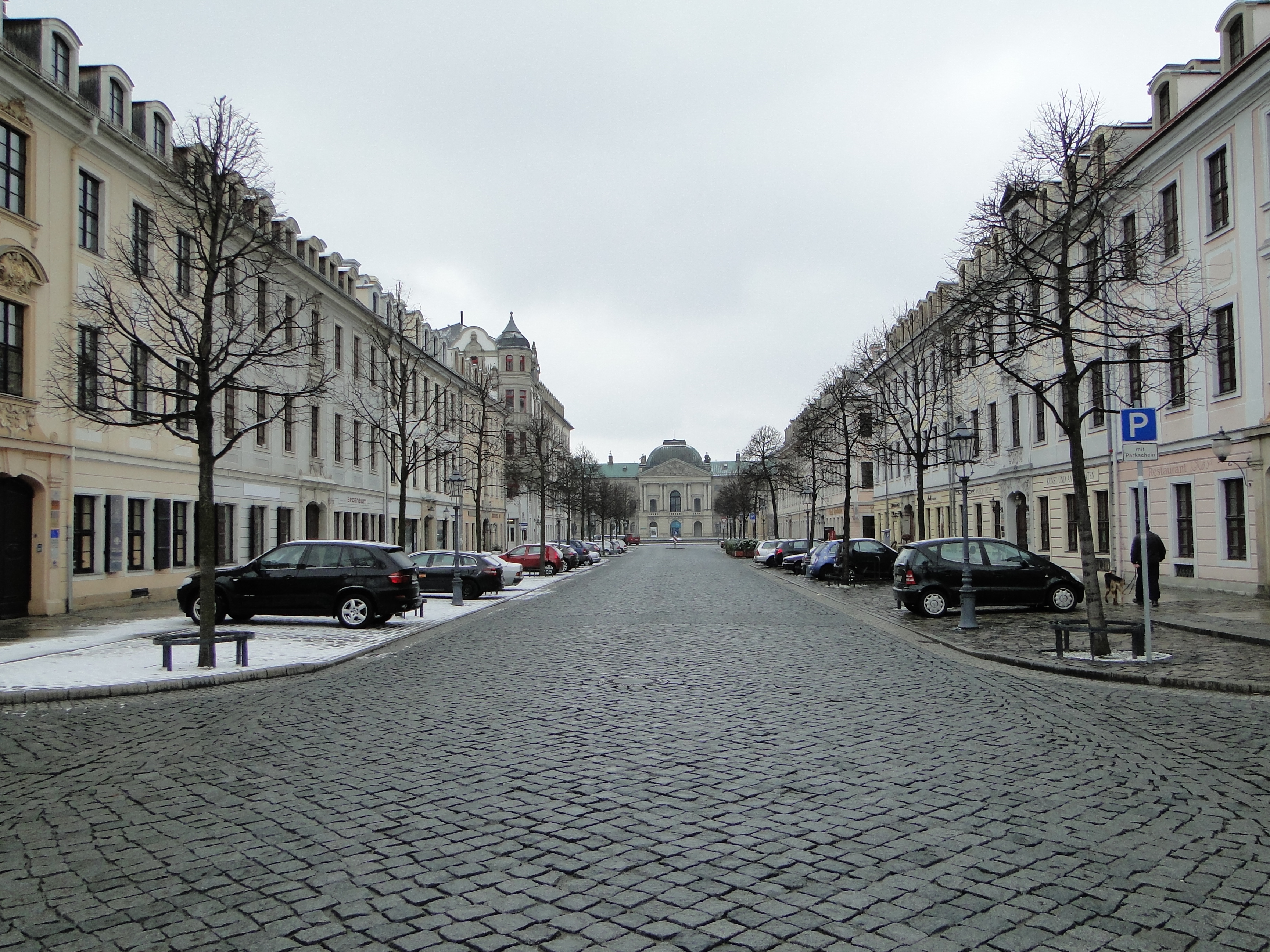
Königstraße, Dresden
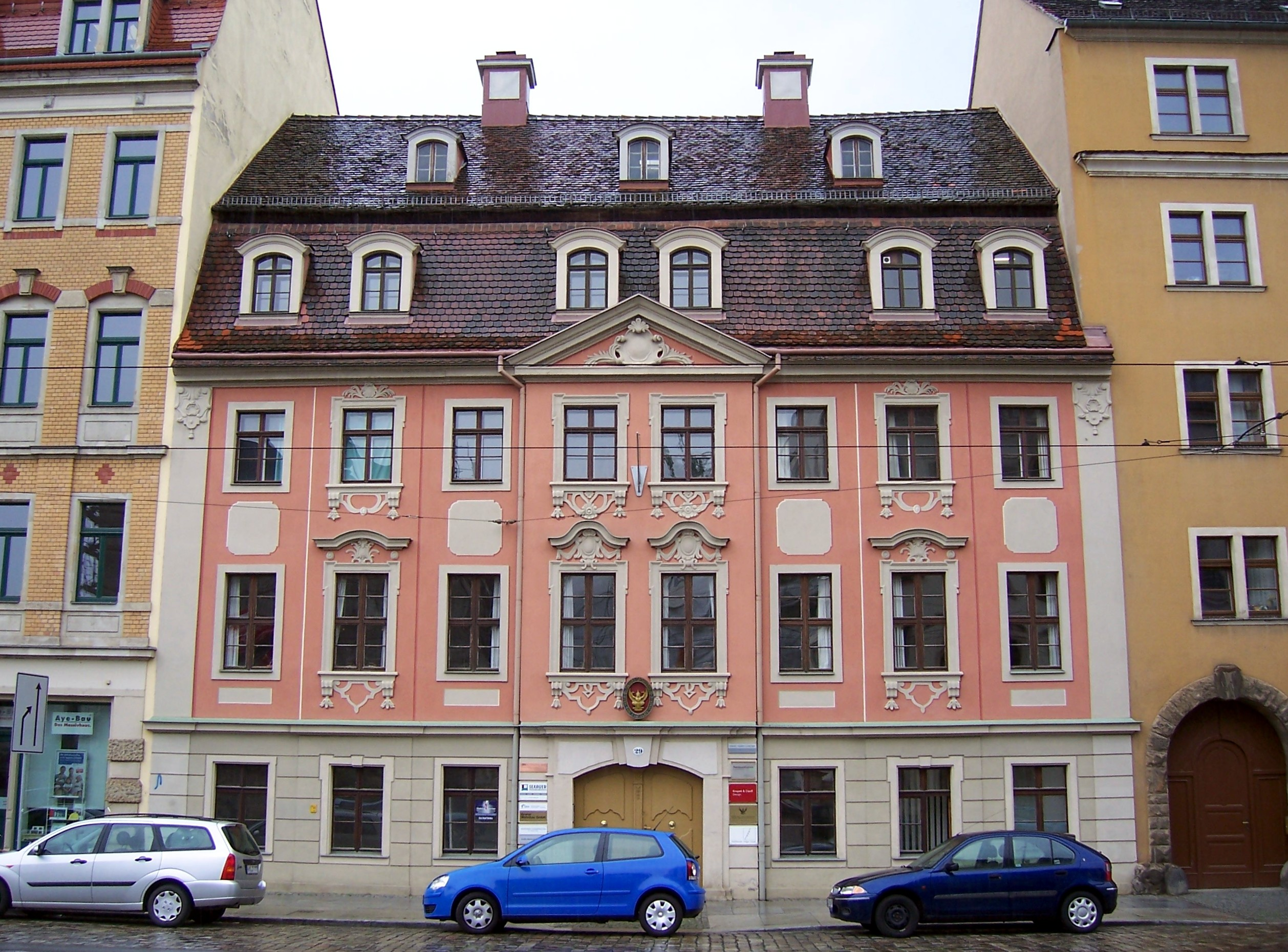
Friedrichstraße 29, Dresden
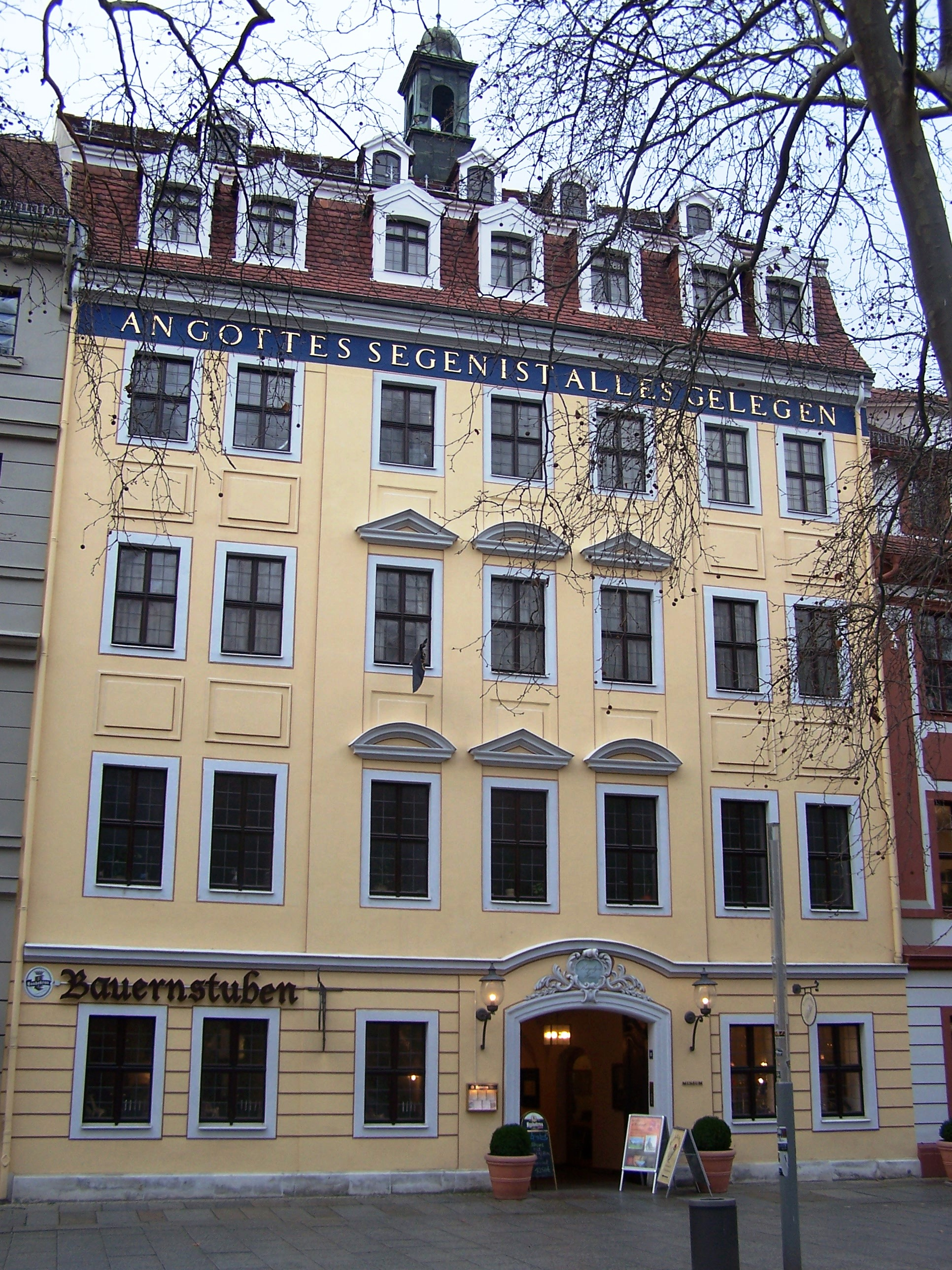
Kügelgen-Haus, Dresden
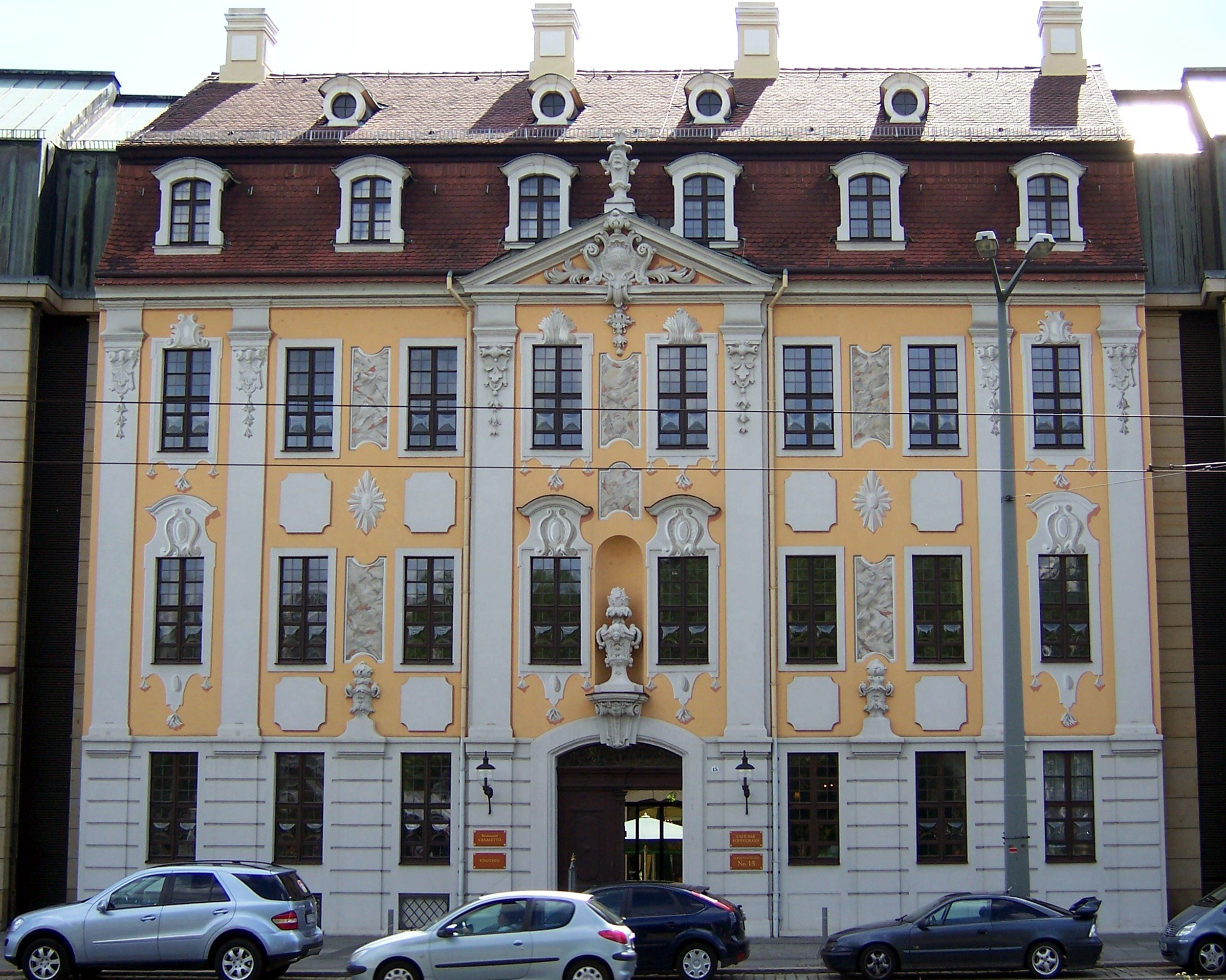
Große Meißner Str. 15, Dresden
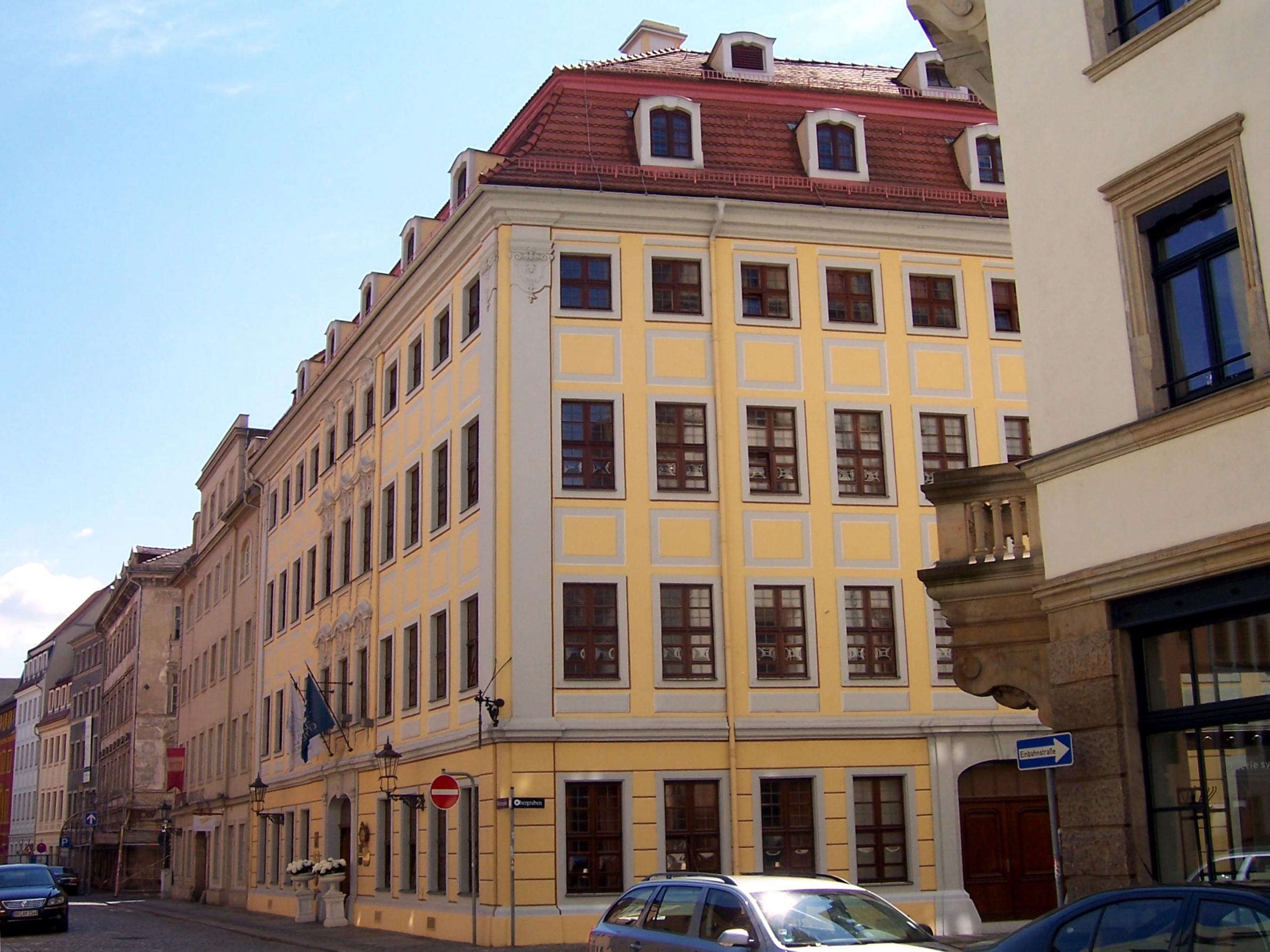
Rähnitzgasse 19, Dresden
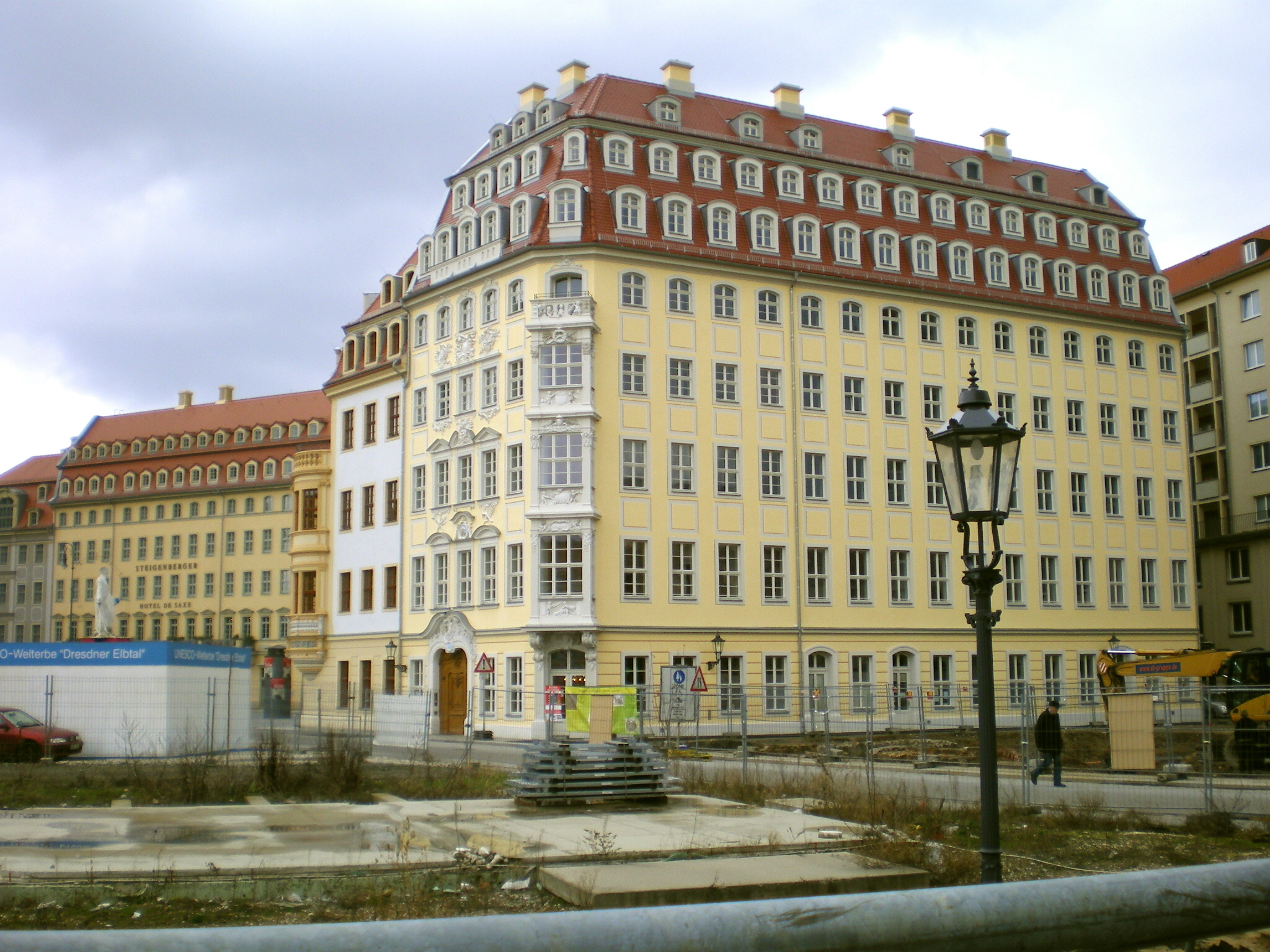
Köhlersches Haus, Dresden (Rekonstruktion)

### Bauten des Adels
Der Adel beauftragte zumeist die großen Architekten des Dresdner Hofs oder ihre Mitarbeiter mit Entwürfen für seine À-la-mode-Landschlösser, die dann oft von lokalen Baumeistern und Handwerkern ausgeführt wurden; für die Stuckdekorationen, Wandmalereien, Statuen usw. griff man dann wieder auf die bewährten und hochqualifizierten Hofkünstler und ihre Werkstätten zurück, ebenso für das Mobiliar und die Gemälde. Viele dieser Barockschlösser wurden für Adlige errichtet, die im Sächsischen Hofstaat einträgliche Ämter ausübten; doch die Generationen nach ihnen taten sich oft schwer, die für die landwirtschaftlichen Erträge der zugehörigen Rittergüter meist viel zu großen Schlösser angemessen zu erhalten, insbesondere in den wirtschaftlich schwierigen Zeiten des Siebenjährigen Krieges, der Koalitionskriege und nach der Bauernbefreiung Anfang des 19. Jahrhunderts. Wiederholte Verkäufe waren daher nicht selten; damit gingen oft auch Umbauten im Inneren einher.
Durch die Bodenreform in der Sowjetischen Besatzungszone 1945 wurden alle Großgrundbesitze samt Schlössern und Mobiliar entschädigungslos enteignet. Durch Plünderungen bei Kriegsende und der Enteignung ging den meisten Landschlössern die reiche historische Ausstattung verloren. Viele davon wurden nach dem Krieg, obwohl unzerstört, abgerissen, Grund war der Befehl Nr. 209 der Sowjetischen Militäradministration in Deutschland (SMAD) vom 9. September 1947. Deshalb hat die Landesbodenkommission Sachsen auf ihrer Sitzung vom 12. Dezember 1947 den für die sächsische Kulturlandschaft so verhängnisvollen Beschluss gefasst: „Die Kreisbodenkommissionen werden angewiesen, sofort mindestens 25 % der Herrenhäuser und Schlösser abzubrechen.“ Das war der Todesstoß für mehr als 240 Schlösser und Herrenhäuser in Sachsen. Die übrigen, immer noch mehr als 1000 Burgen, Schlösser, Herrenhäuser und Gärten wurden in der DDR-Zeit zumeist durch Nutzung als Behördengebäude, Alten-, Pflege- und Freizeitheime, Konsum etc. zwar im Inneren sowie durch An- oder Umbauten oft entstellt, aber wenigstens erhalten. Erst nach der Deutschen Wiedervereinigung kam es zur aufwändigen und fachgerechten Restaurierung vieler heruntergekommener Schlösser, während manche erst danach begannen, einen durch Leerstand oder Ketten-Verkäufe trostlosen Zustand zu fristen, der teils bis heute anhält. Einige der bedeutenden augusteischen Landschlösser sind:
- Schloss Brandis (David Schatz)
- Schloss Burgscheidungen (Schatz)
- Schloss Choren (Samuel Locke)
- Schloss Elsterwerda (Pöppelmann/Knöffel)
- Gohliser Schlösschen, Leipzig (Seltendorff)
- Schloss Hermsdorf (George Bähr)
- Stiftsschloss Joachimstein (Karcher/Pöppelmann/Beyer)
- Schloss Knauthain (Schatz)
- Neues Schloss Königshain
- Jagdhaus Kössern (Pöppelmann)
- Schloss Lichtenwalde
- Schloss Lieberose
- Schloss Martinskirchen (Krubsacius)
- Schloss Milkel
- Altes Schloss Neschwitz (Karcher)
- Schloss Neusorge (wohl Knöffel)
- Schloss Nischwitz (Pöppelmann/Knöffel)
- Schloss Oberlichtenau (Festsaal von Knöffel)
- Schloss Otterwisch
- Schloss Rammenau (wohl Knöffel)
- Schloss Reichstädt
- Schloss Reinhardtsgrimma (Knöbel)
- Schloss Reinharz
- Schloss Seußlitz (Bähr)
- Haus Sorgenfrei in Radebeul (Giesel)
- Schloss Übigau, Dresden (Eosander von Göthe)
- Schloss Wachau (wohl Knöffel)
- Schloss Wackerbarths Ruhe (Knöffel)
- Schloss Wiederau
- Schloss Schönwölkau (italienischer Architekt aus Warschau, mit Bauschmuck der Permoser-Werkstatt)
- Neues Schloss Zabeltitz (Knöffel)

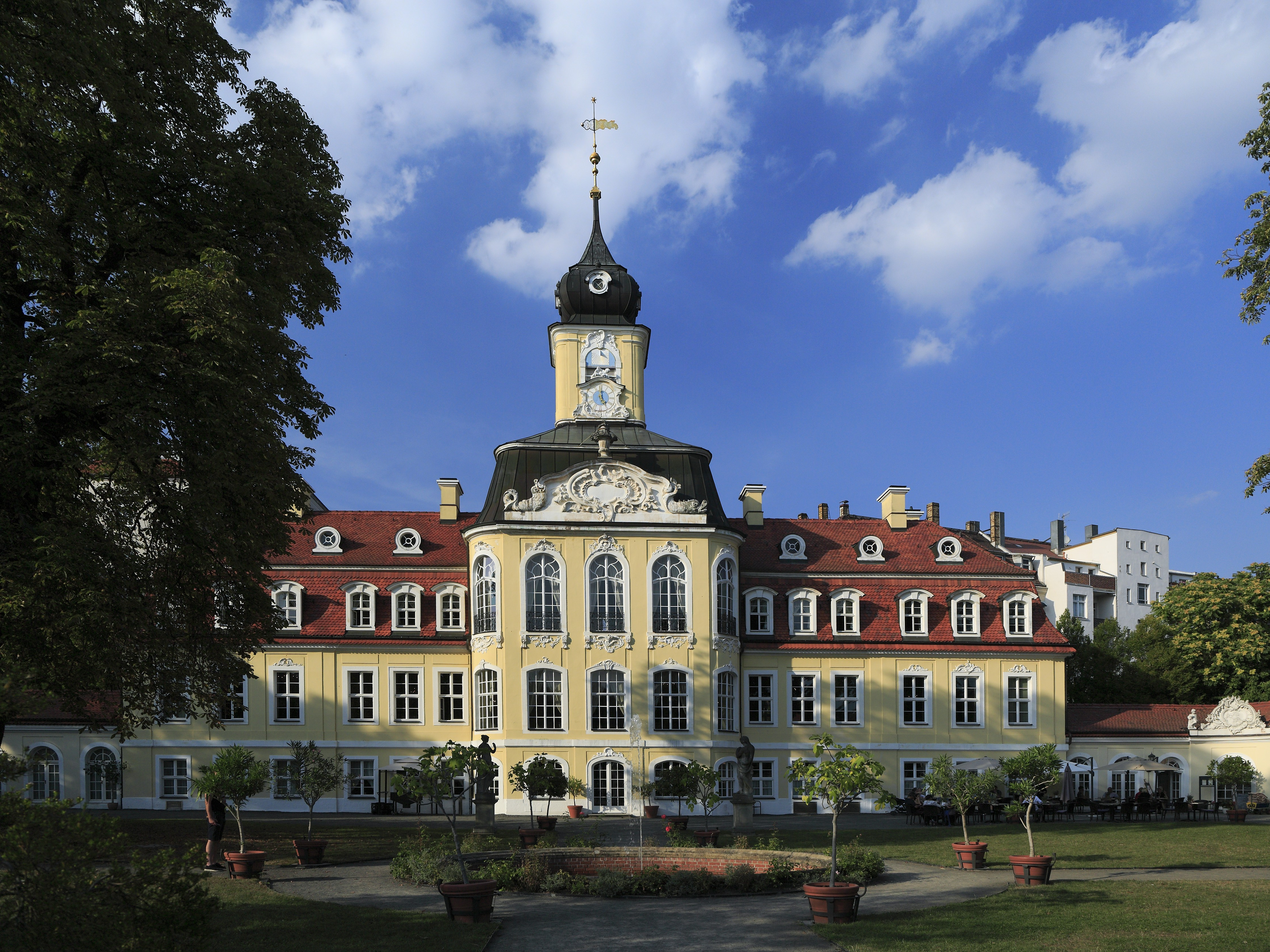
Gohliser Schlösschen, Leipzig
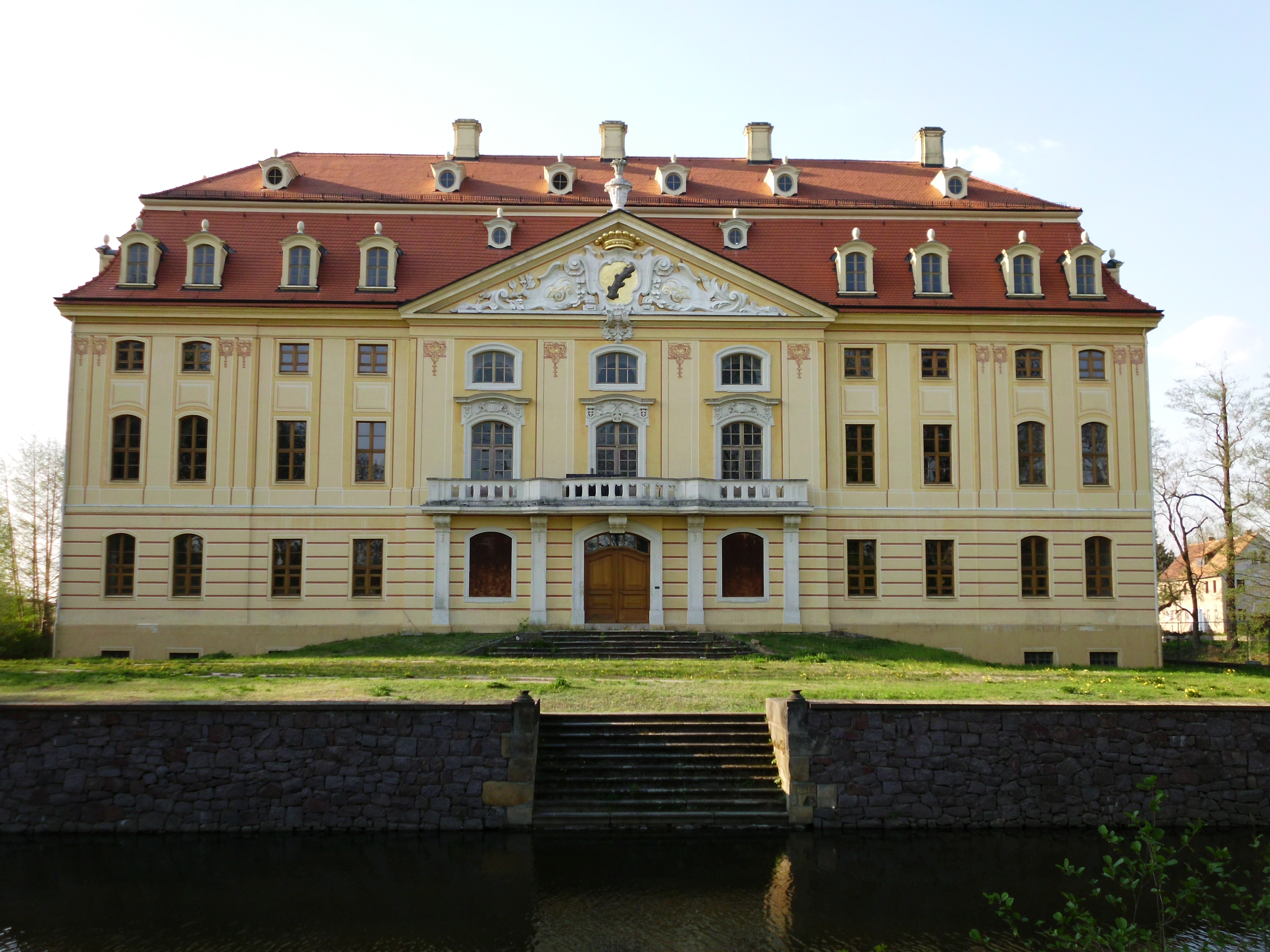
Schloss Wachau
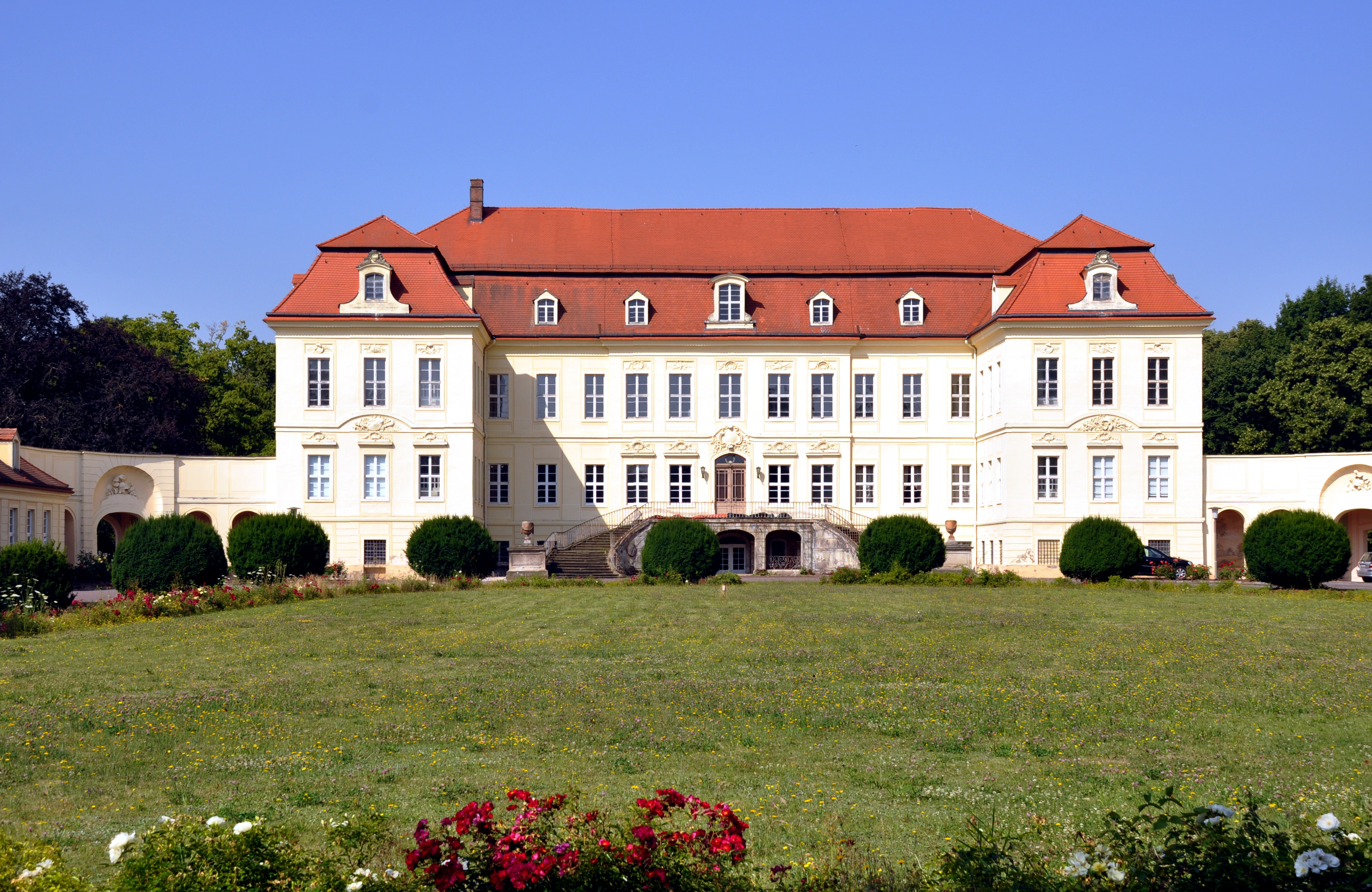
Schloss Nischwitz
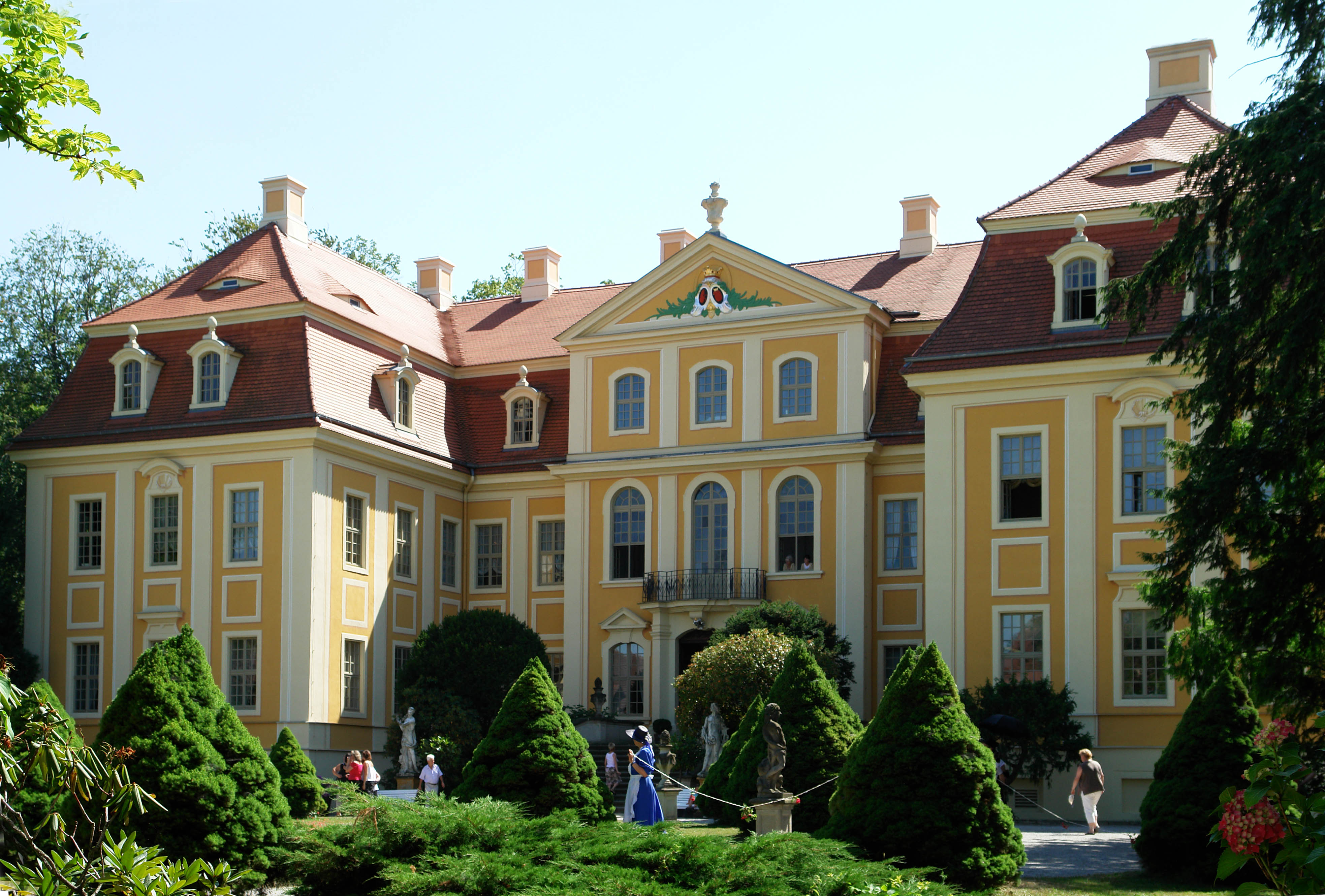
Schloss Rammenau
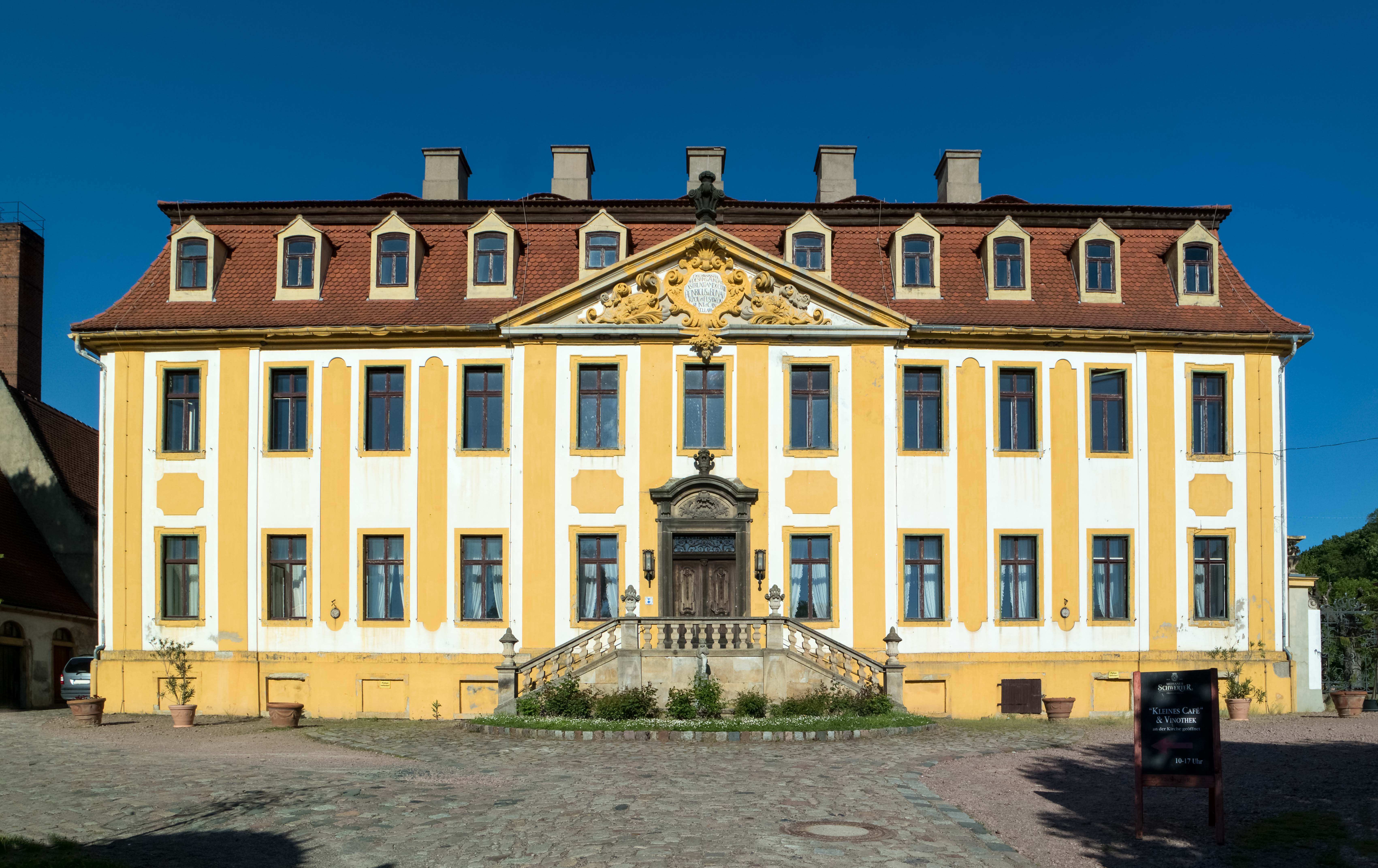
Schloss Seußlitz
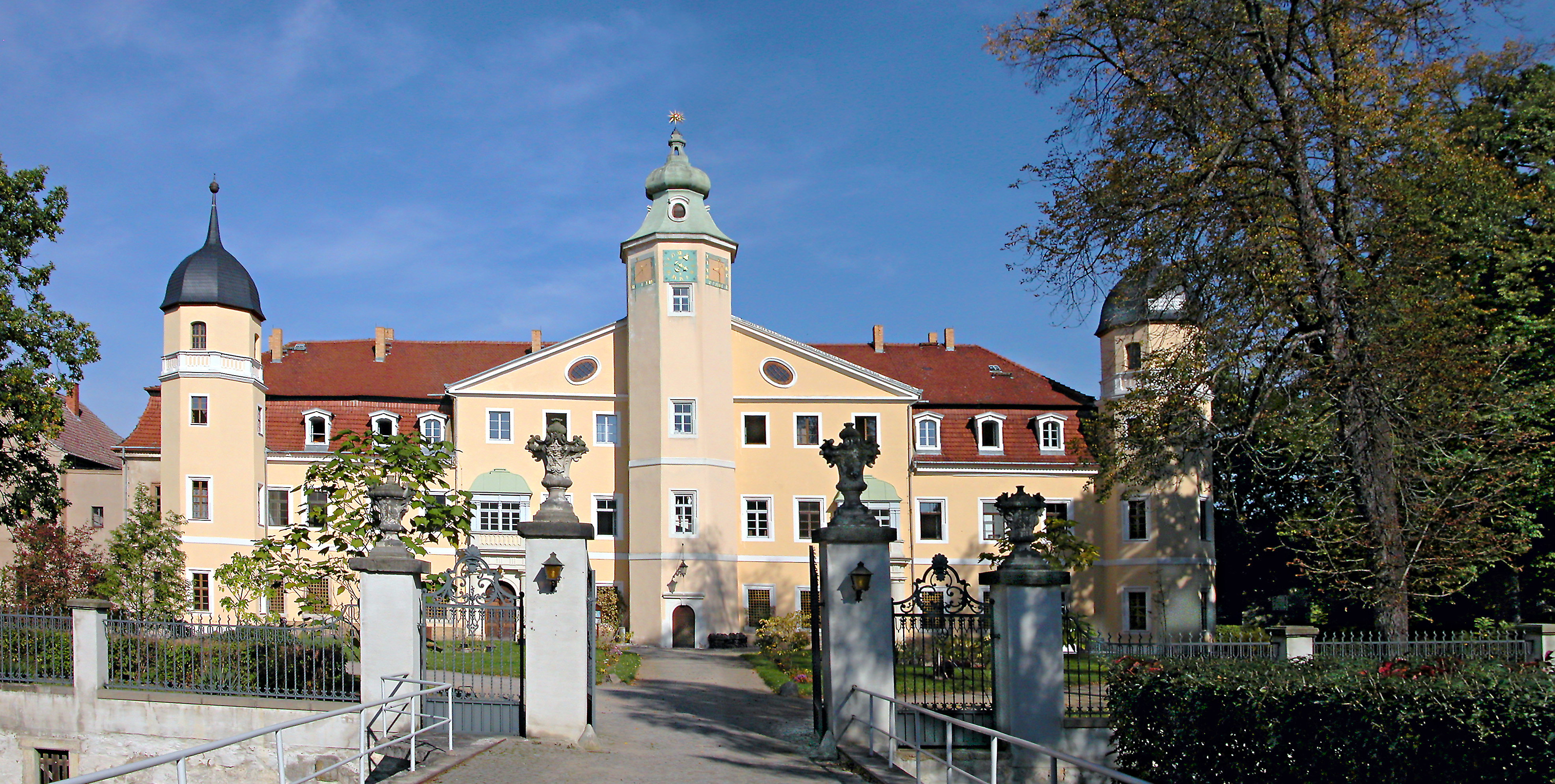
Schloss Hermsdorf
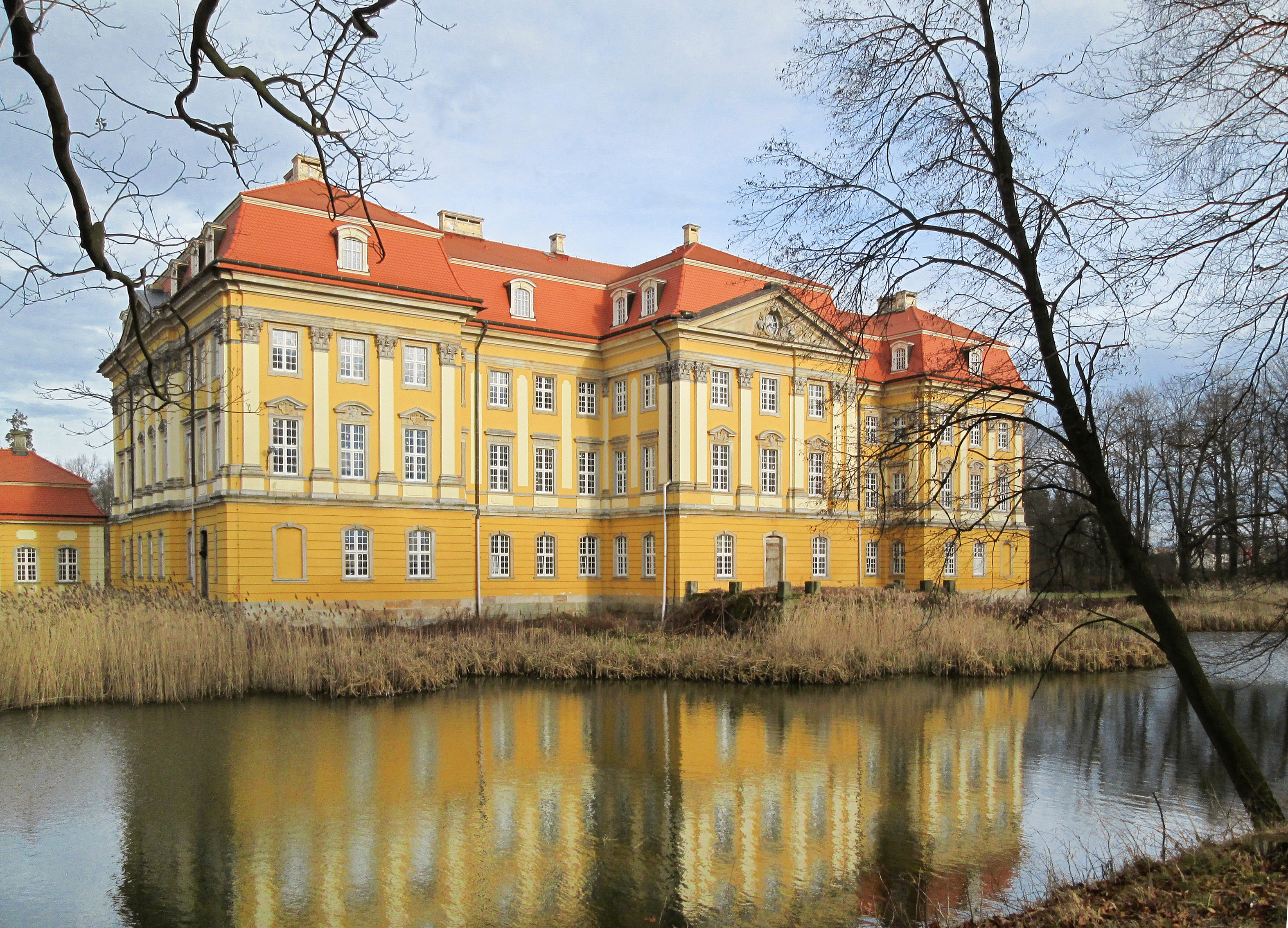
Stiftsschloss Joachimstein
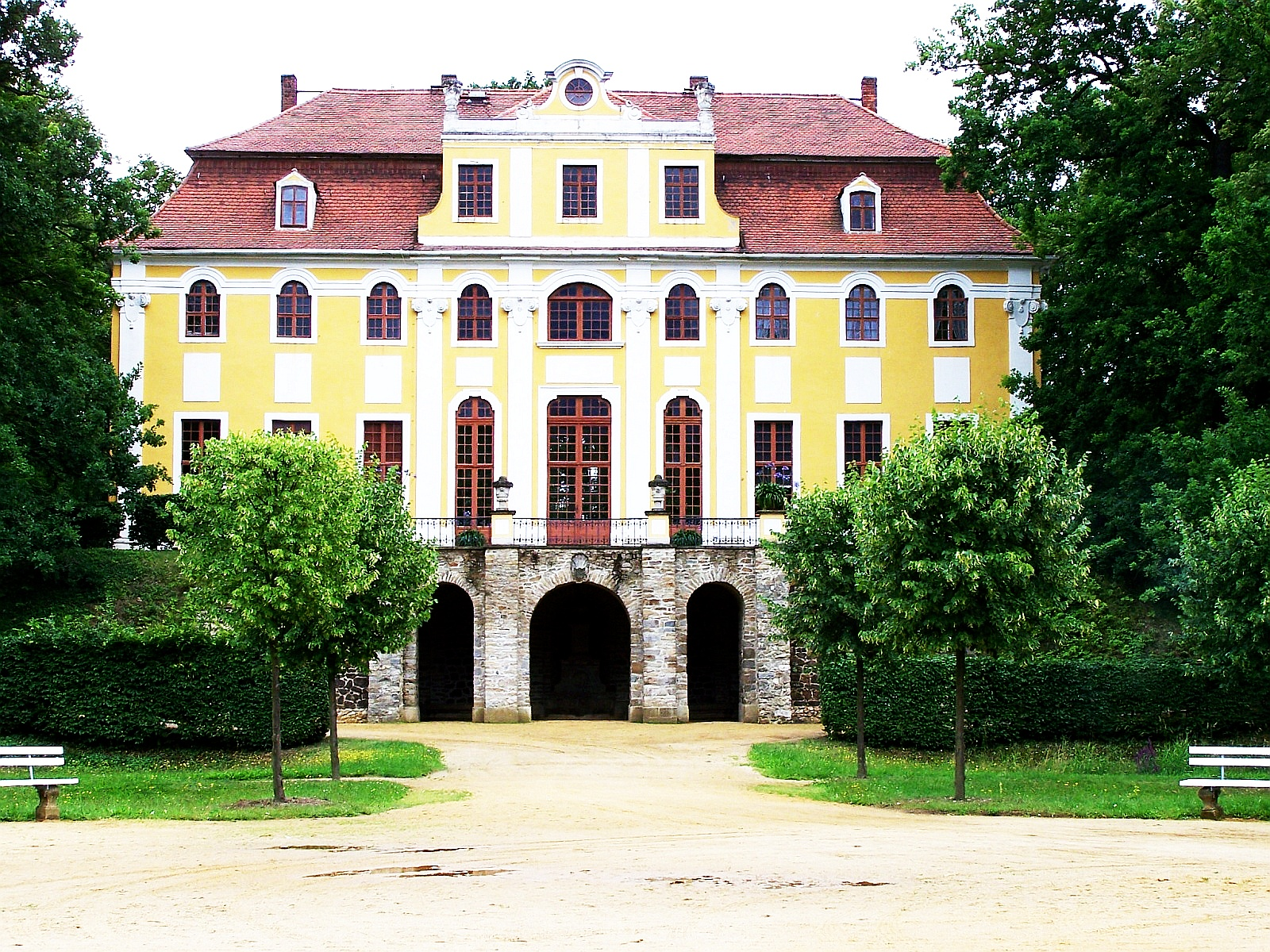
Altes Schloss Neschwitz
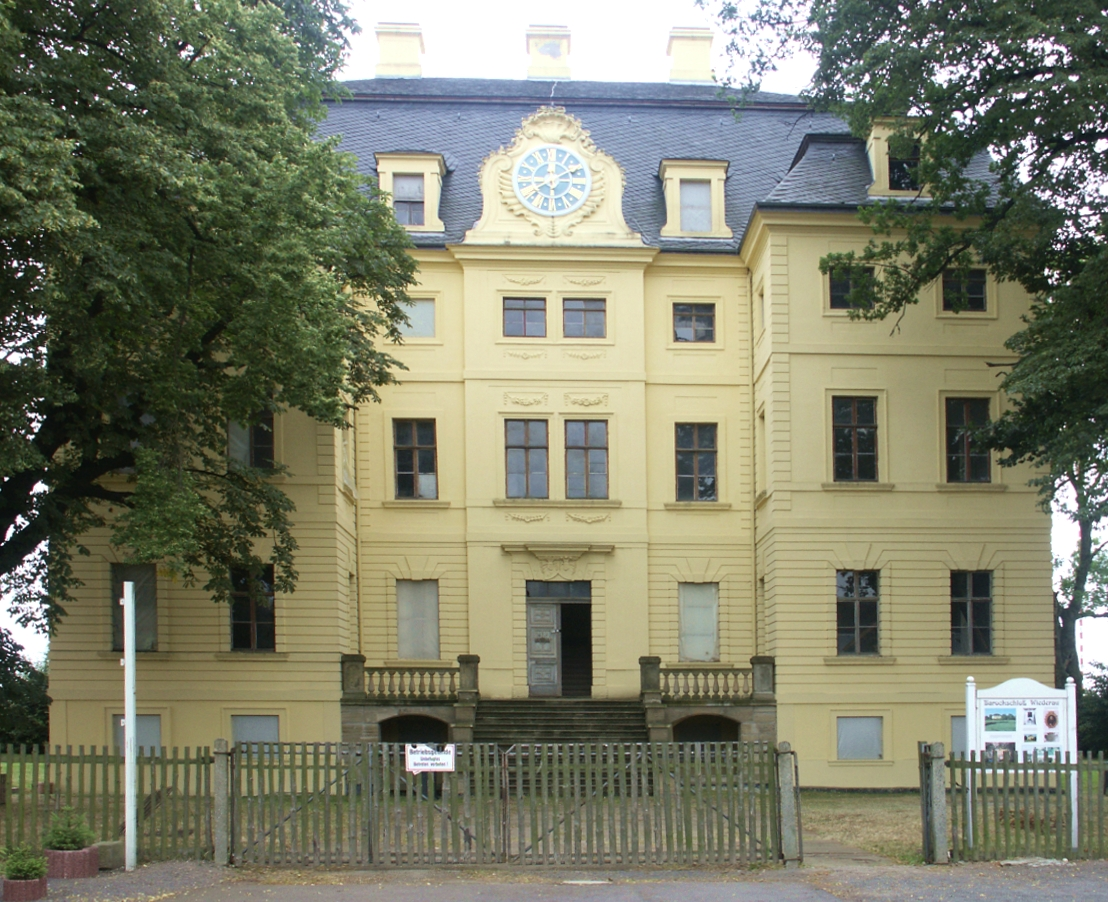
Schloss Wiederau
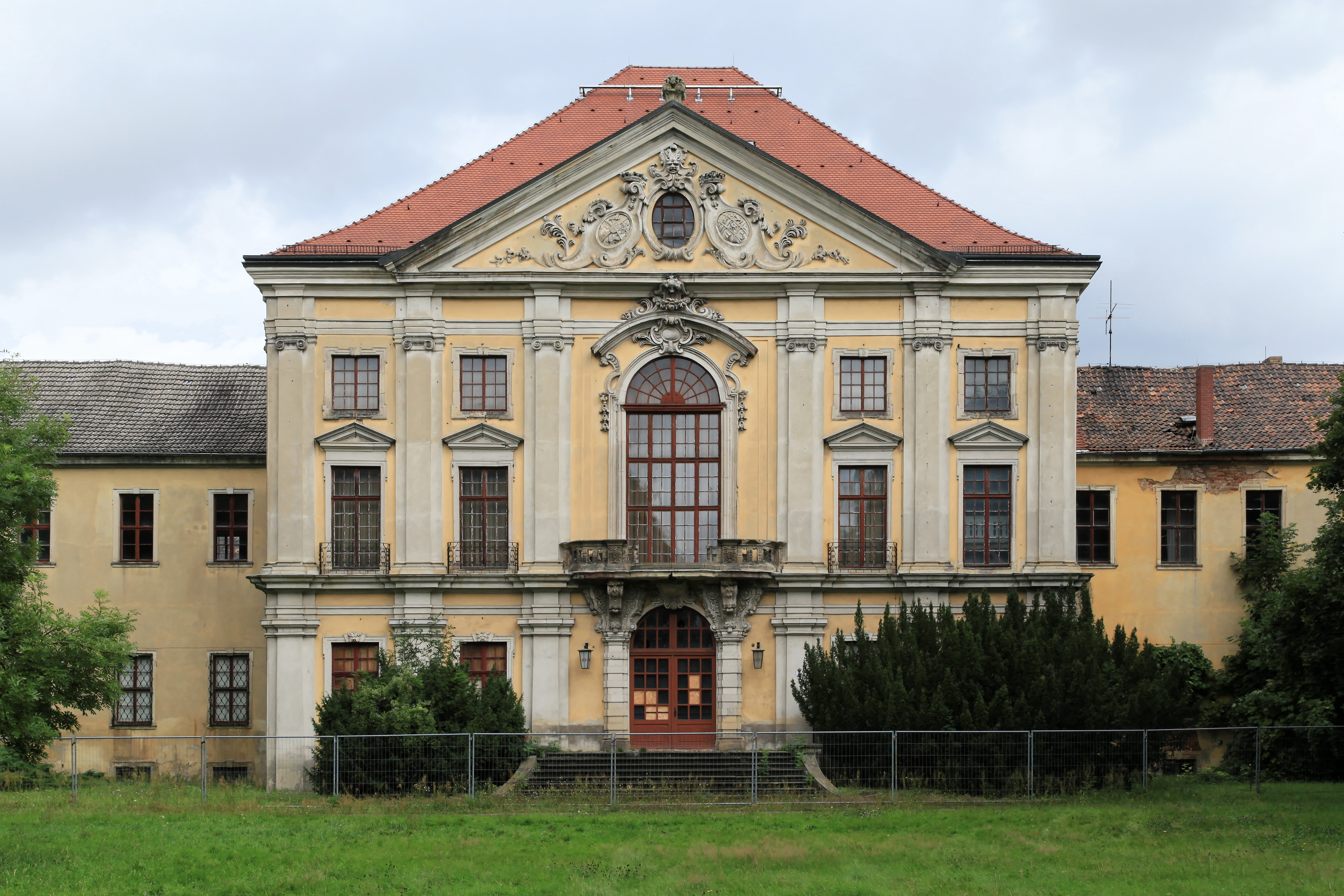
Schloss Schönwölkau
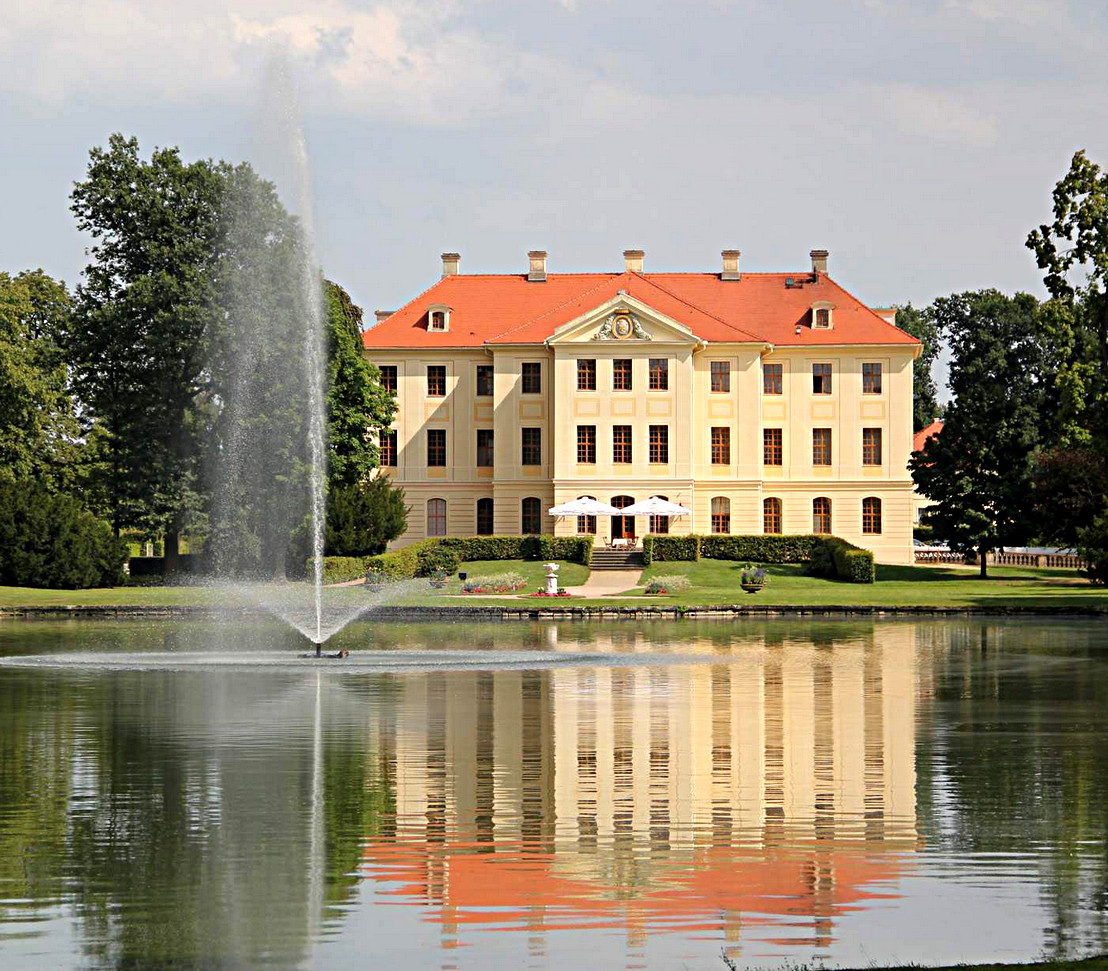
Neues Schloss Zabeltitz
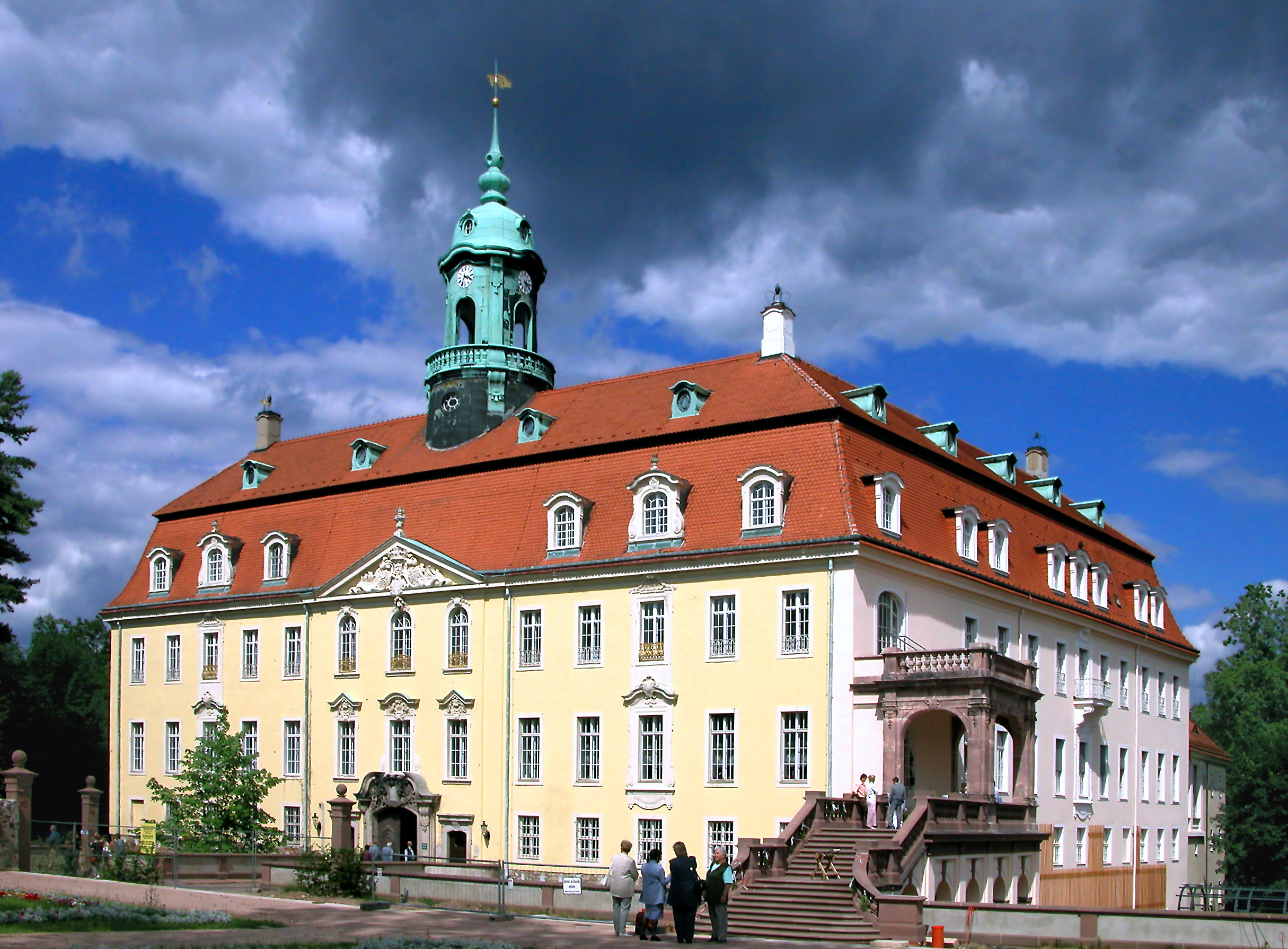
Schloss Lichtenwalde
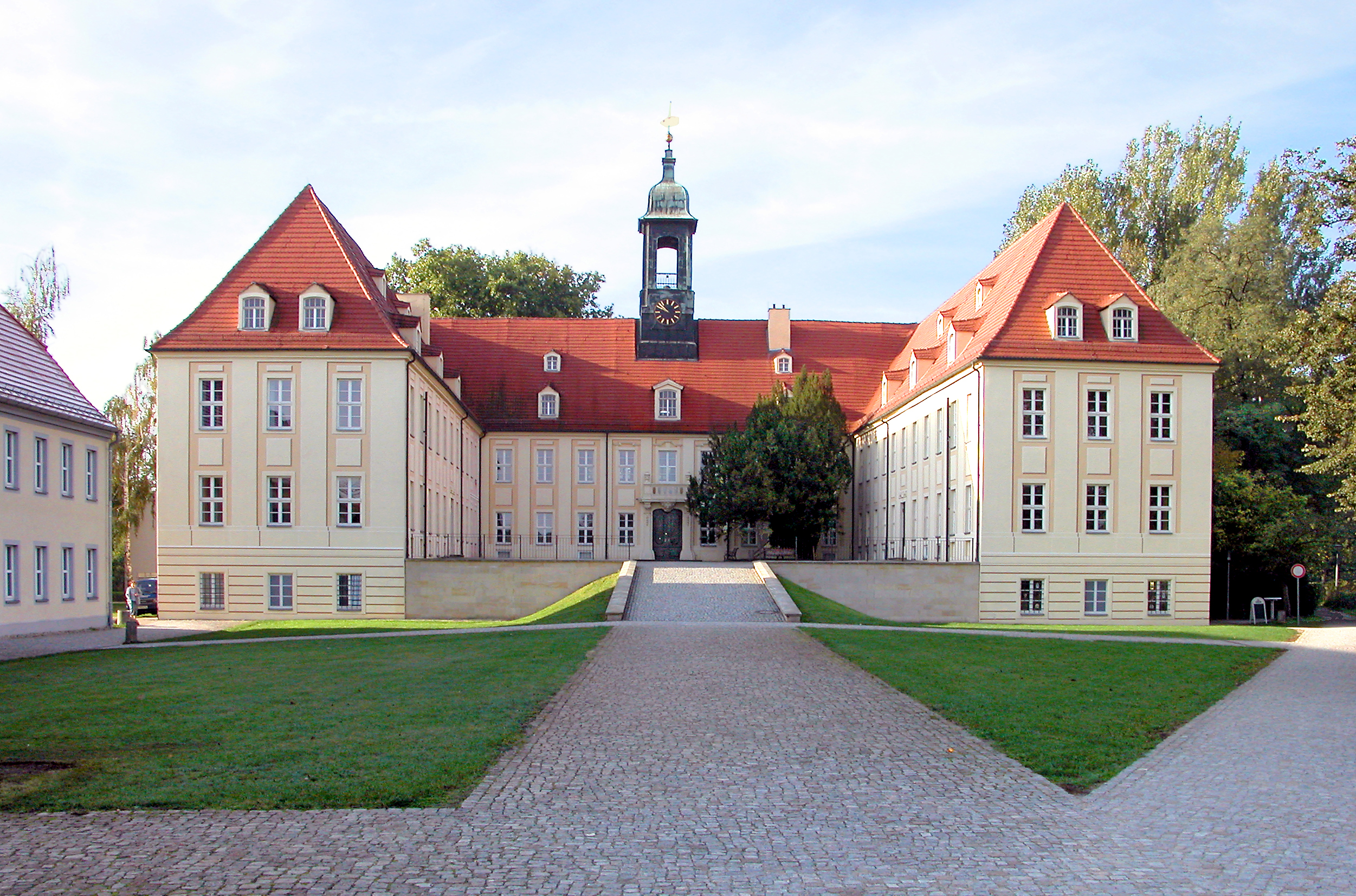
Schloss Elsterwerda
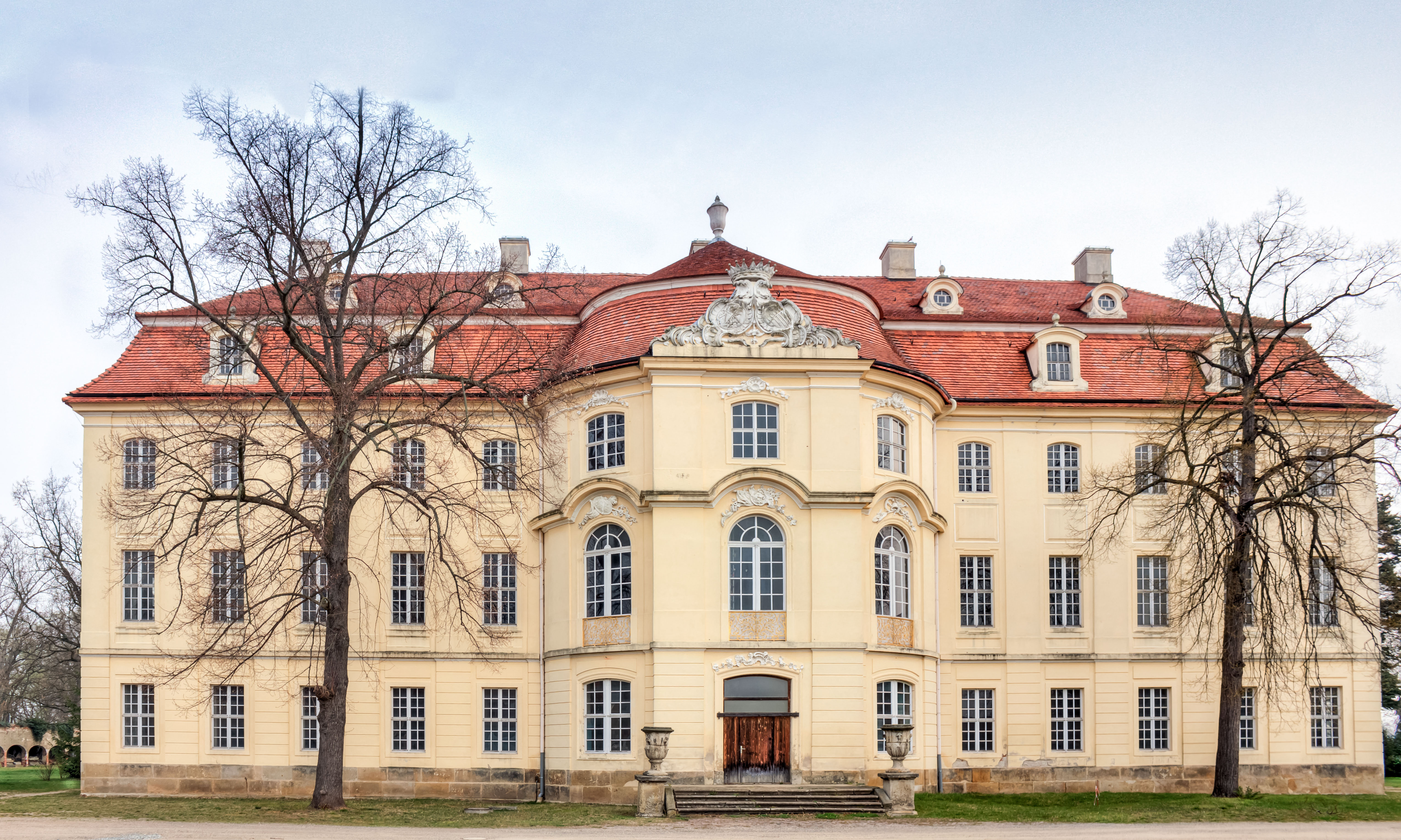
Schloss Martinskirchen
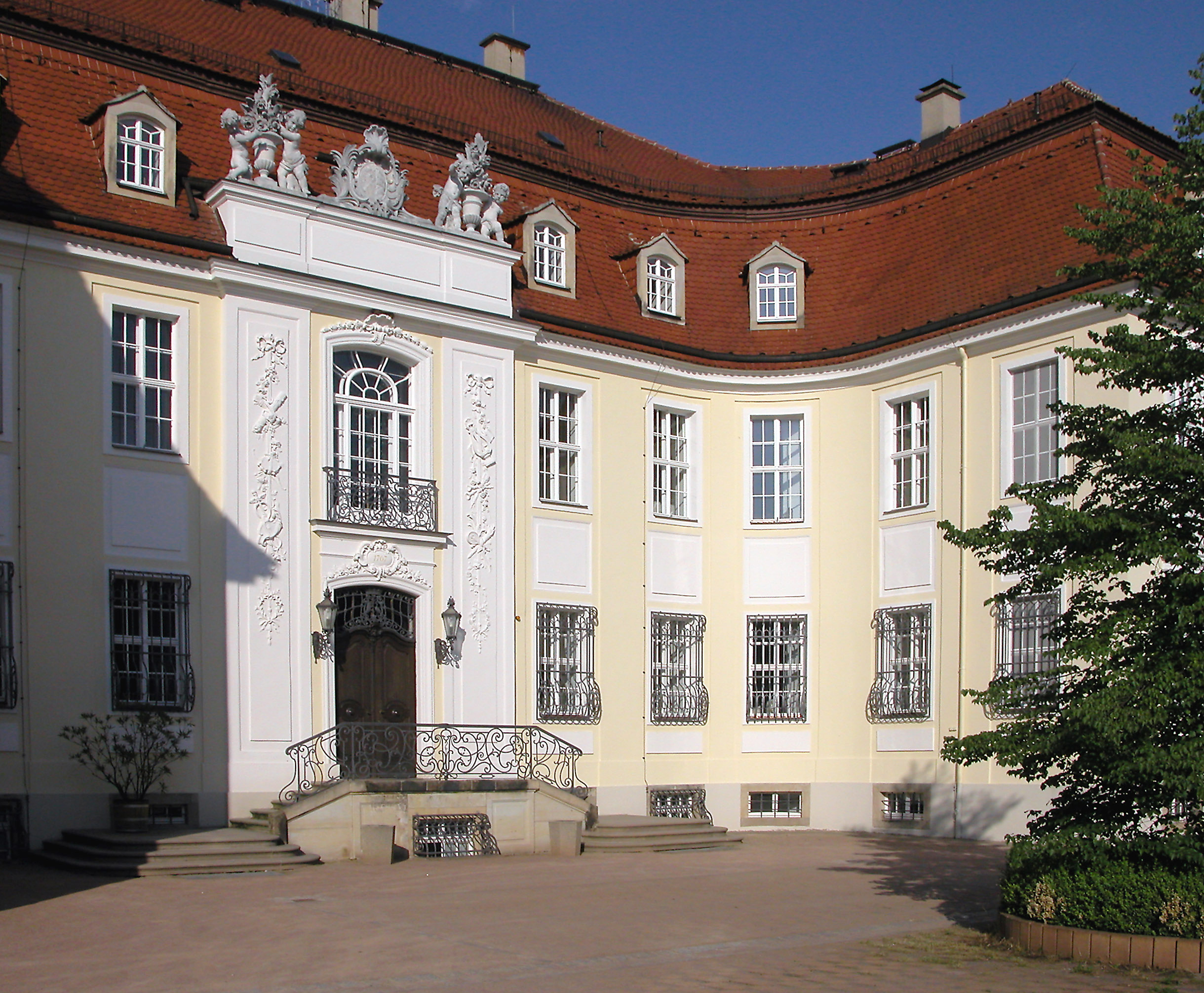
Schloss Reinhardtsgrimma
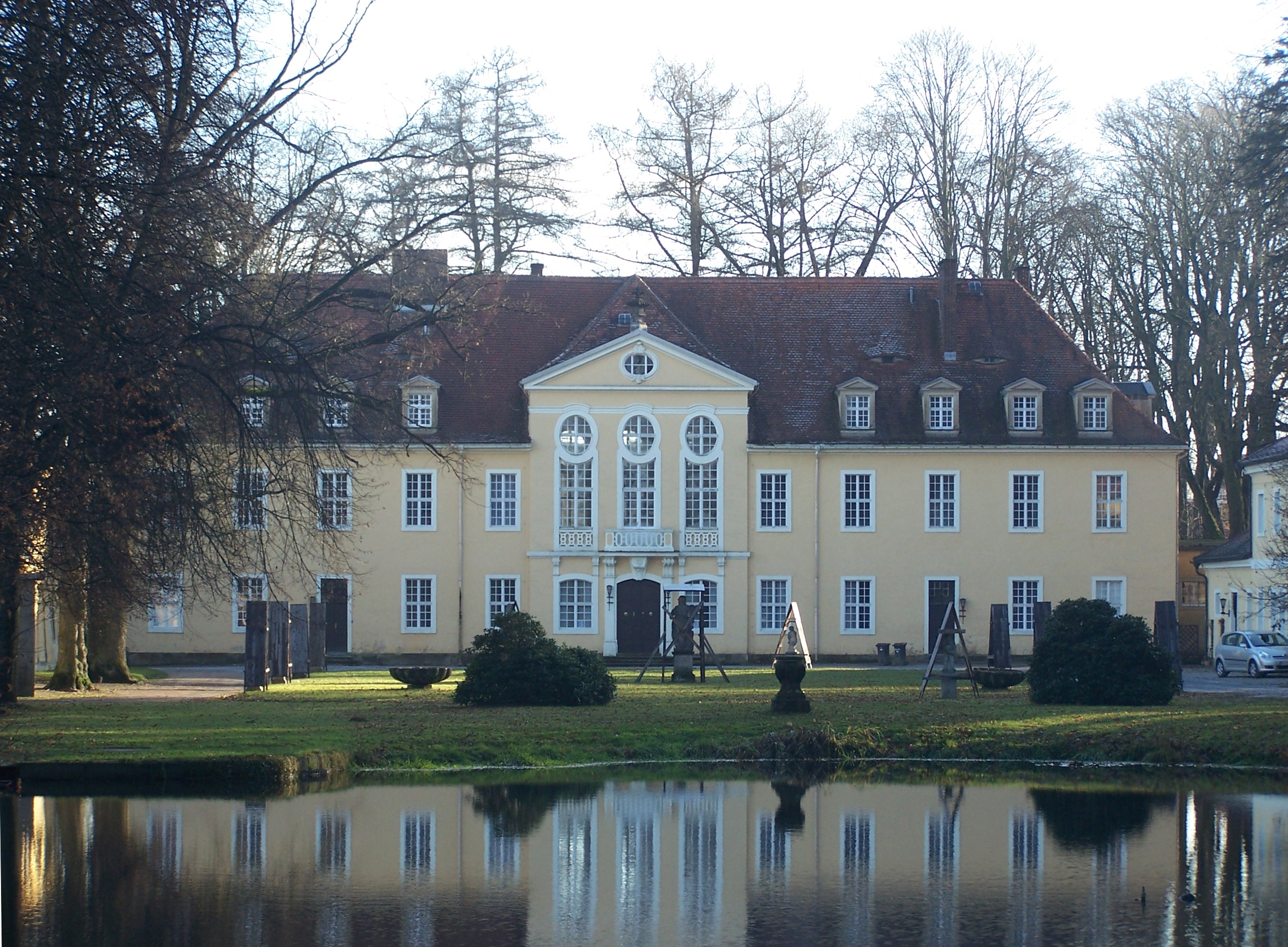
Schloss Oberlichtenau

### Kirchen

#### Dorfkirchen
Eine eigene Gattung des Sächsischen Barock bilden die Dorfkirchen aus der Zeit nach dem Dreißigjährigen Krieg bis um 1800. Die oft überraschende Üppigkeit von Epitaphen und Altarbildern atmet die vorausgegangene Erfahrung von Krieg und Leid. Die Dorfkirchen, die den Bauern den Tagesablauf durch Glockenläuten vorgaben und sonntags in festlicher Tracht besucht wurden, sind oft schlichte, aber anrührende Werke christlicher Frömmigkeit, namenlose Zeugnisse der Ehrfurcht vor dem Heiligen und der Bitte um den Segen von oben, angesichts existenzieller Abhängigkeit von Wetter und Ernteerfolg. Errichtet wurden sie von den Dorfbewohnern selbst oder von Bauleuten der näheren Umgebung. Viele Dorfkirchen waren zugleich Schlosskapellen, denn sie unterstanden dem Patronat der örtlichen Rittergutsbesitzer und wurden von diesen mit Altären, Kanzeln und Epitaphen sowie Abendmahlsgeschirr ausgestattet und dienten ihnen als Grablege, wie etwa die frühbarock ausgestattete Wehrkirche Pomßen. Doch auch Stadtkirchen erhielten oft eine reiche Ausstattung, wie etwa die Sankt-Nikolai-Kirche (Luckau).
Die Dorfkirchen bestanden aus einfachen Baukörpern, einem Kirchenschiff, dem oft im Osten ein abgestufter Chor angefügt ist, und einem Turm im Westen. Die Innenraumgestaltungen sind vielfältig und oft konservativer in der Haltung als Stadtkirchen neuesten Baustils. Kanzelaltäre sind häufig, ebenso die dem Theaterbau entnommenen Emporen, wie etwa in Ebersbach, in Uhyst oder St. Nicolai in Coswig. Zumeist spielte der Dorflehrer sonntags die Orgel und verpflichtete zugleich seine Schüler im Kirchenchor; in etwa 30 Dorfkirchen findet man Silbermannorgeln.
Viele Dorfkirchen entstanden in der Zeit der Romanik, Gotik und Renaissance, barockisierende Ausstattungen sind aber häufig. Barocke Zentralbauten entstanden unter dem Einfluss von George Bährs Dresdner Frauenkirche, wie die Seiffener Kirche (1776–1779), jedoch vereinzelt auch schon viel früher, so ebenfalls im Erzgebirge die Carlsfelder Trinitatiskirche (1684–1688), deren Außenbau Klengel nach italienischem Vorbild zugeschrieben wird, während im Innenraum Altar, Kanzel und Orgel vertikal angeordnet sind, um den evangelischen Wort- und Musikgottesdienst augenfällig zu machen, nach dem Ur-Vorbild der Schlosskirche Wilhelmsburg von 1590. Von den großen Dresdner Barockarchitekten ist George Bähr derjenige, der die meisten Kirchen gebaut hat, so die Loschwitzer Kirche, die Waisenhauskirche in Dresden, die Schlosskapelle Tiefenau (mit Altar aus der Permoser-Werkstatt), die Schlosskapelle Seußlitz, die Dreifaltigkeitskirche in Schmiedeberg, die Kirche in Beitzsch (Biecz) bei Pförten (Brody) und die Evangelische Kirche in Forchheim; beteiligt war er auch an der Errichtung bzw. dem Umbau der Marienkirche Königstein, der Kirche in Kesselsdorf, der Stadtkirche Hohnstein und der Kirche Schmannewitz. Die Trinitatiskirche in Kittlitz ist ein Werk des Zittauer Stadtbauinspektors Andreas Hünigen.

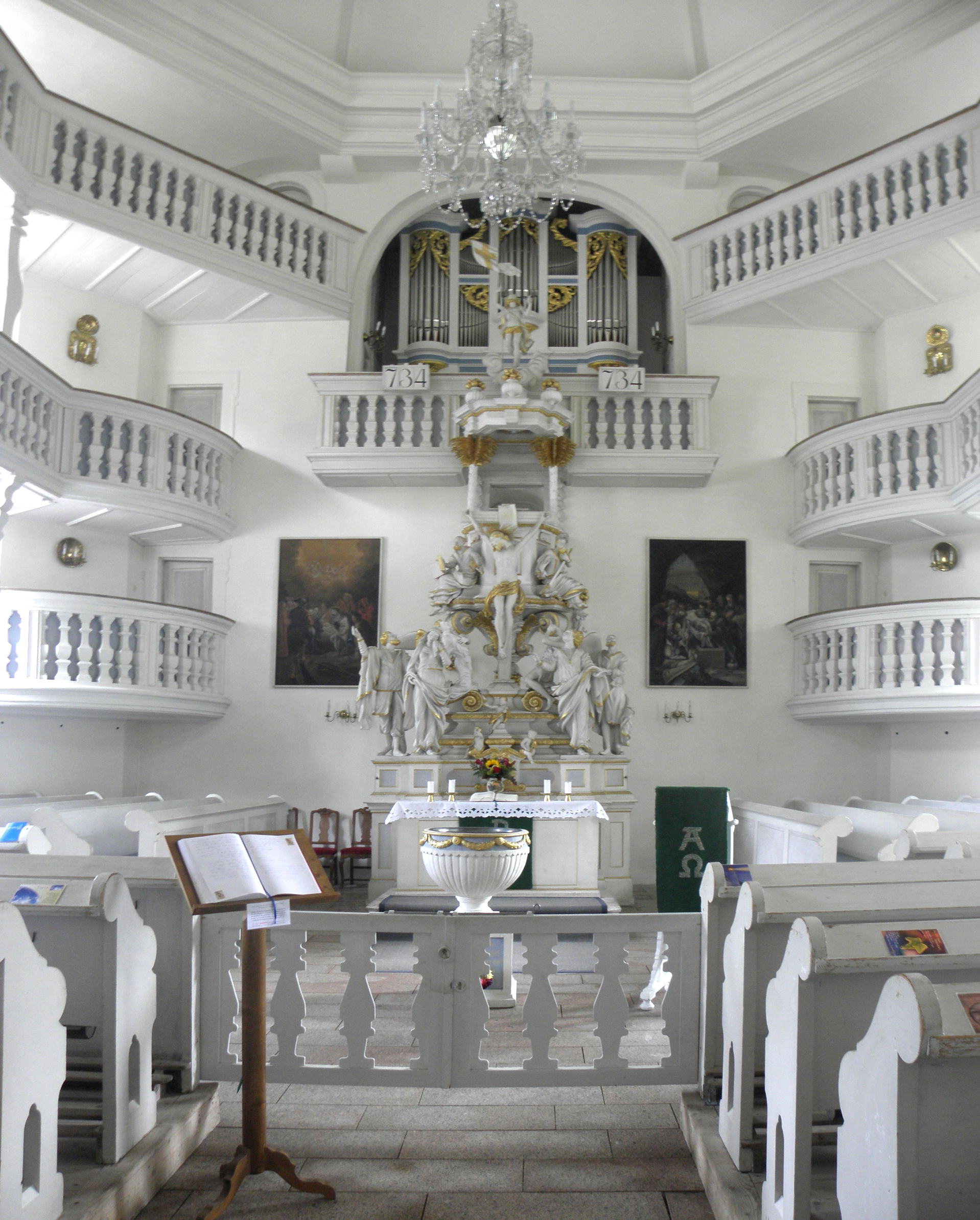
Trinitatis-Kirche Carlsfeld
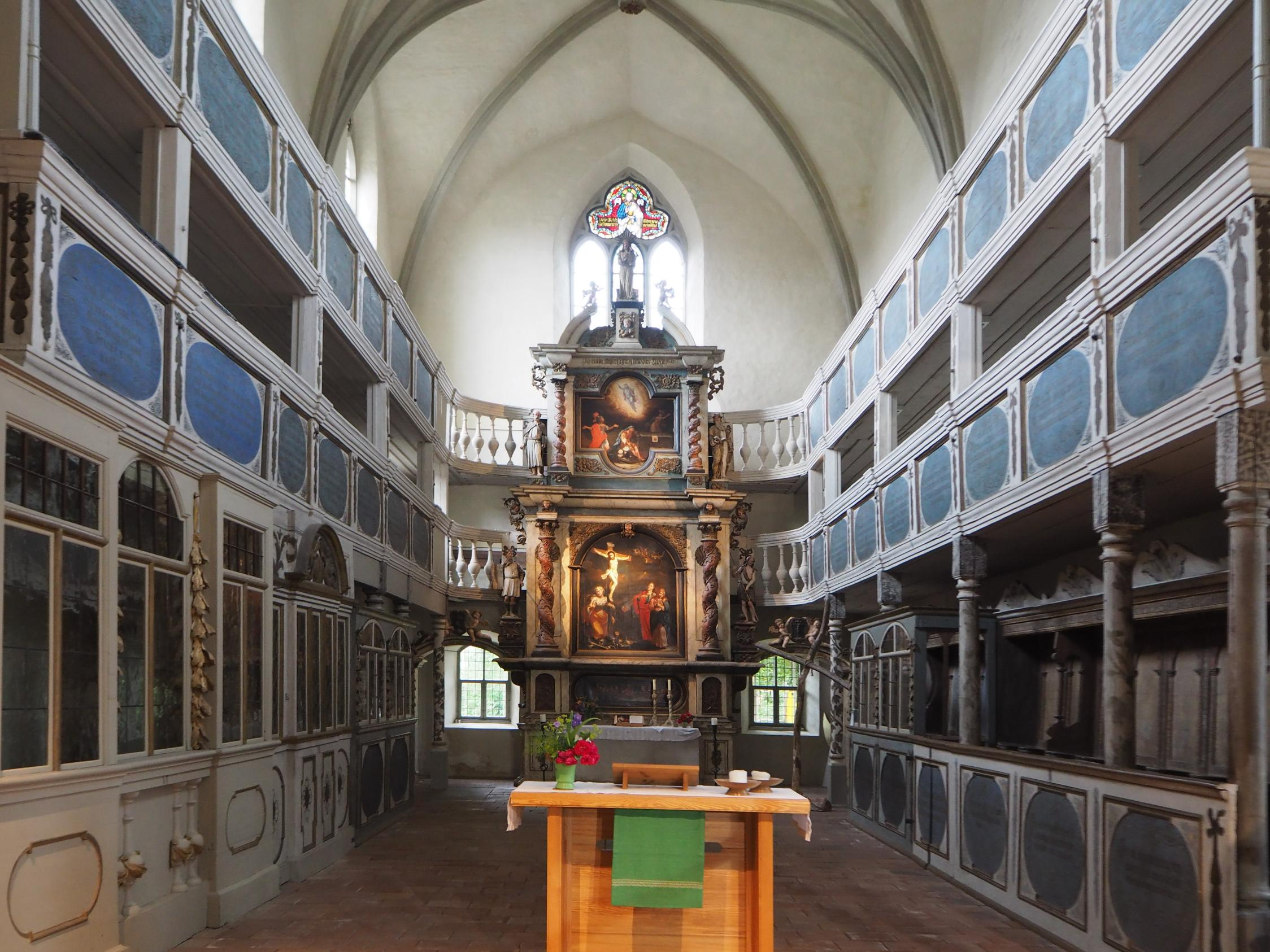
St. Nicolai, Coswig
Schlosskapelle Tiefenau (Patronats-Loge)
Schlosskapelle Tiefenau (Kanzelaltar der Permoser-Werkstatt)
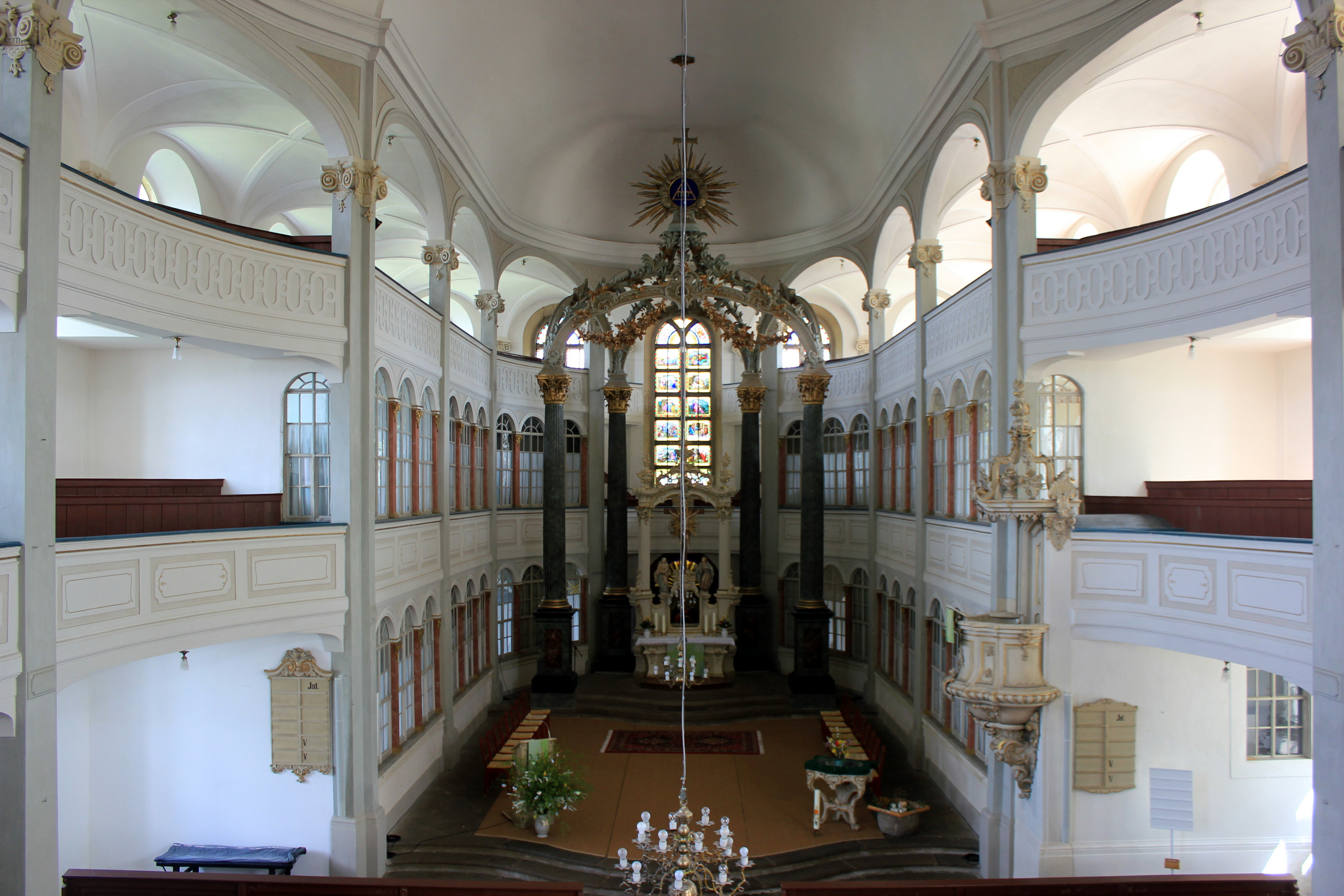
Trinitatiskirche in Kittlitz

#### Klöster
Die Lausitz gehörte bis 1635 zu den Ländern der Böhmischen Krone und erst danach zu Sachsen. Anders als in Sachsen wurde die Reformation dort nicht zentralistisch durchgesetzt. Sorben und Deutsche lebten hier friedlich zusammen, es existierten zwei Kulturen und später sogar zwei Konfessionen; der Dom St. Petri in Bautzen etwa wird seit 1524 als Simultankirche genutzt und war damit die erste in Deutschland. Die Pfarrkirche der Hl. Dreifaltigkeit in Lauban wurde ebenfalls seit alters her vom Magdalenerinnenkloster und seit der Reformation zugleich von den evangelischen Bürgern der Stadt genutzt.
Die mittelalterlichen Klöster der Lausitz wurden anders als in Sachsen im Zuge der Reformation nicht aufgelöst. Die beiden Zisterzienserinnenklöster St. Marienthal und St. Marienstern in der Oberlausitz existieren seit 1234 bzw. 1248 ohne Unterbrechung bis heute als geistliche Gemeinschaften. Unter August dem Starken erlebten sie eine Blütezeit und wurden prachtvoll barockisiert. Ebenso erfuhr das Zisterzienserkloster Neuzelle in der Niederlausitz nach dem Dreißigjährigen Krieg eine Barockisierung, in der augusteischen Zeit wurde es durch böhmische und bayerische Baukünstler mit einer reichen Innenausstattung versehen; erst nach dem Übergang an Preußen wurde es 1817 säkularisiert; 2018 eröffnete der Zisterzienserorden hier ein neues Priorat. Ein evangelisches Pendant ist das ab 1722 errichtete Adlige Fräuleinstift Joachimstein, das heute unmittelbar jenseits der polnischen Grenze liegt.

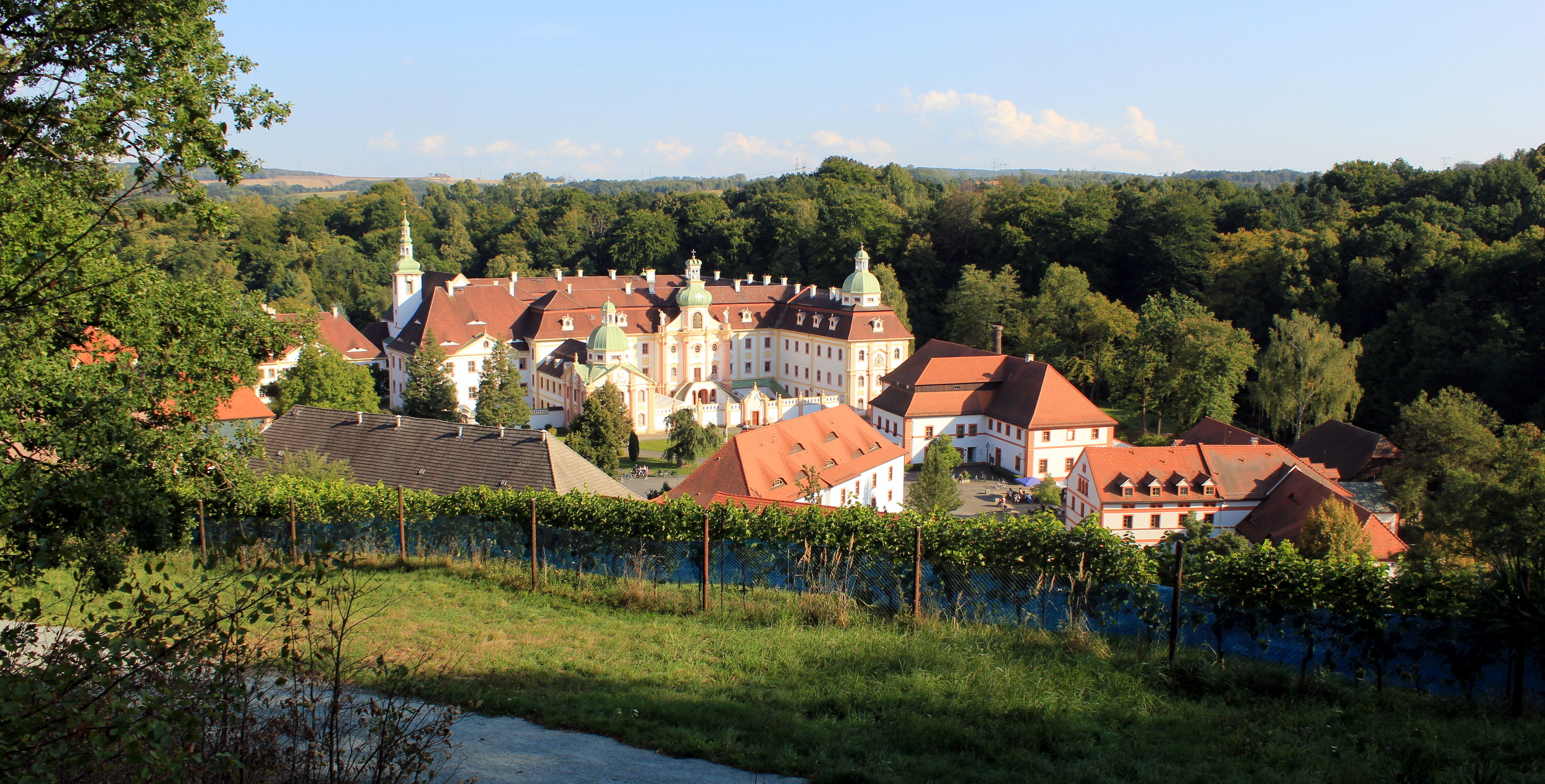
Kloster St. Marienthal
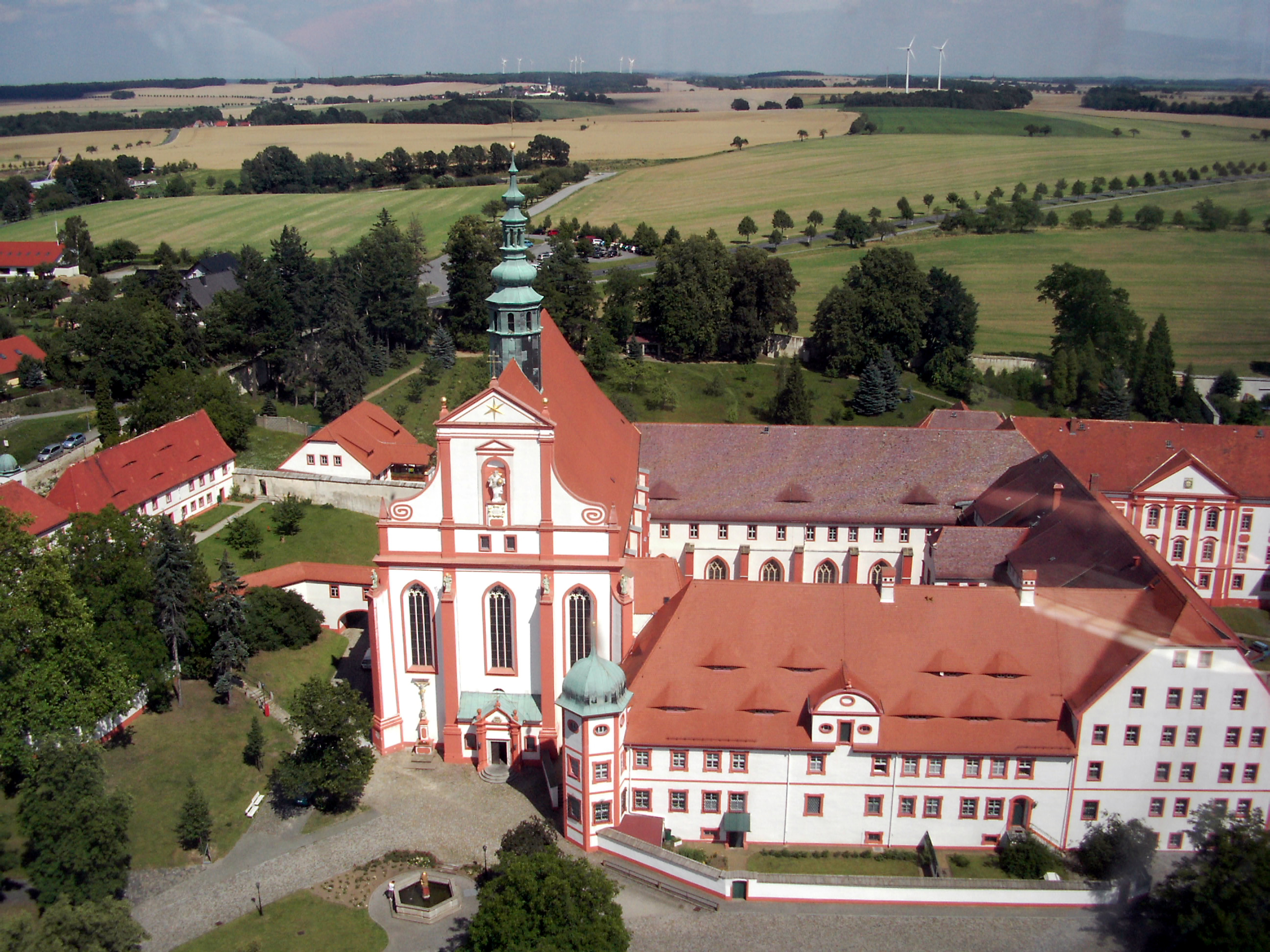
Kloster St. Marienstern
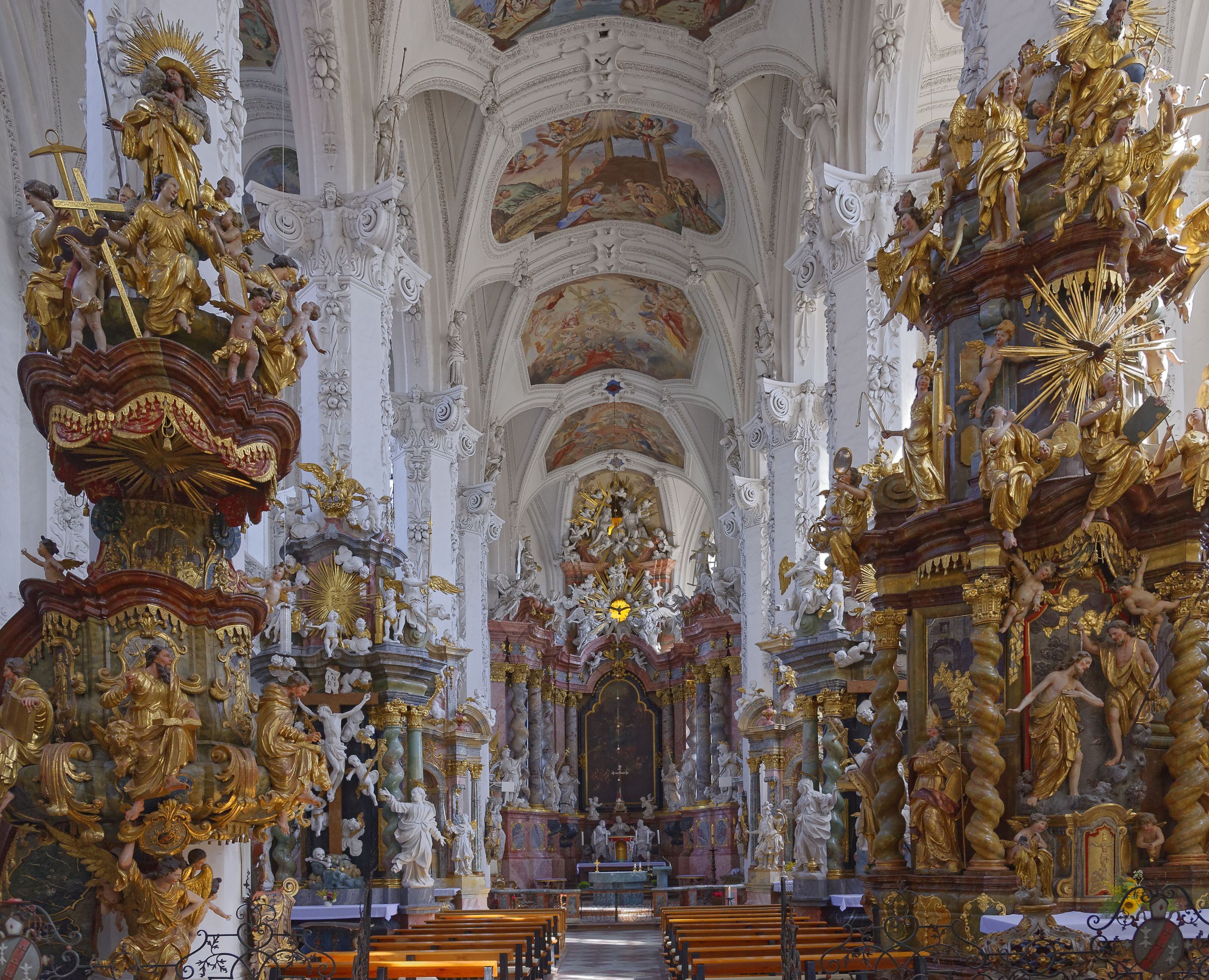
Klosterkirche Neuzelle
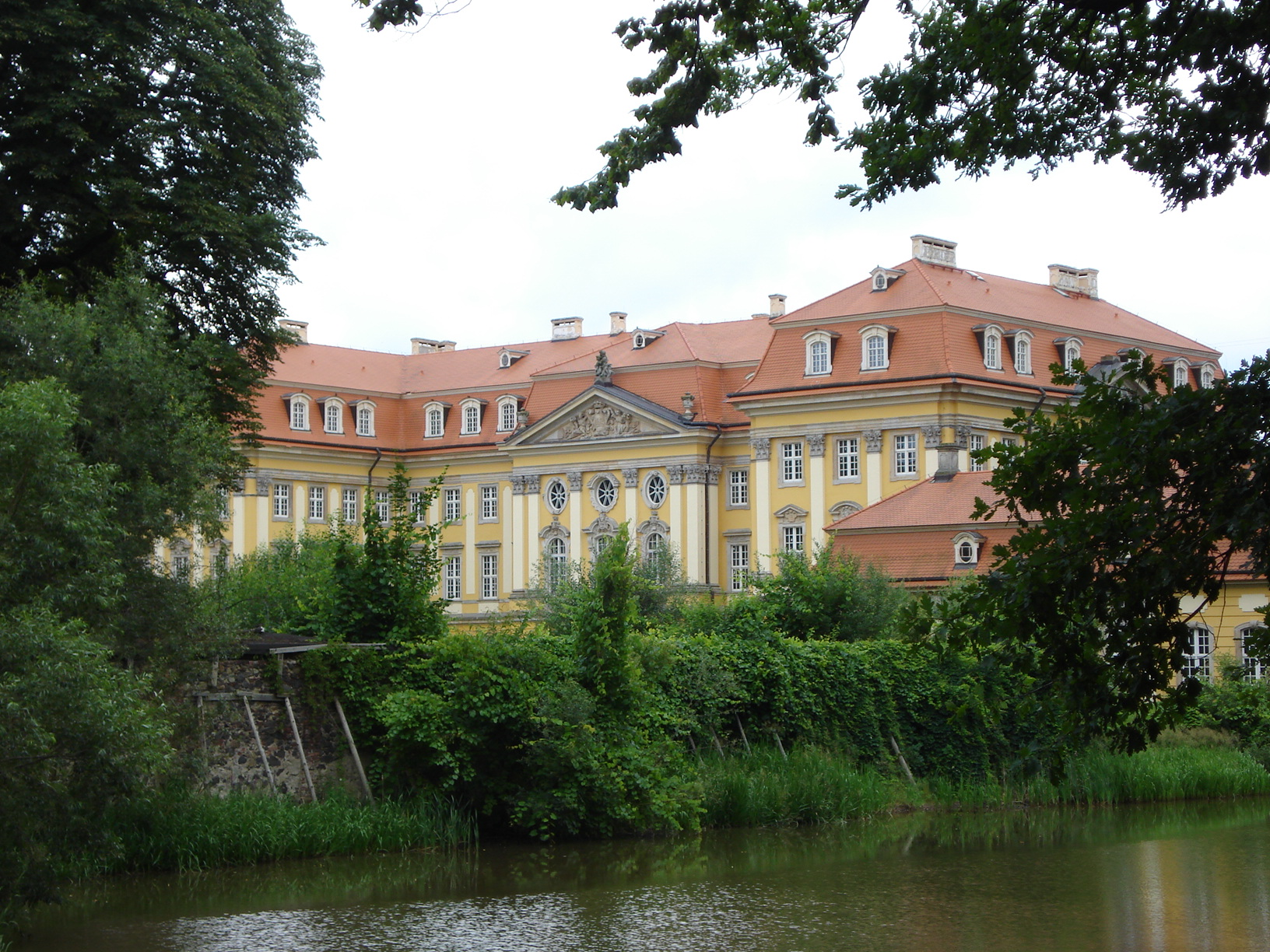
Stift Joachimstein

### Bauten in Warschau und Polen

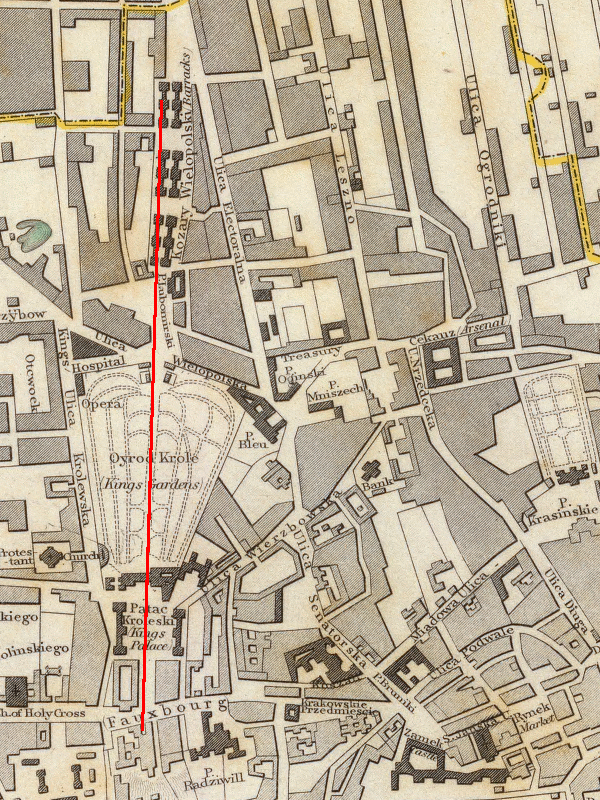
Sächsische Achse in Warschau

Um 1700 ließ August der Starke in Warschau die Sächsische Achse mit einer Reihe von repräsentativen Gebäuden errichten. In Warschau wirkte vor allem Joachim Daniel Jauch.
- Ausbau des Warschauer Residenzschlosses (Rokokoflügel von Gaetano Chiaveri unter August III.)
- Umbau des Sächsischen Palais
- Spielhäuser im Sächsischen Garten
- Stationsweg von Warschau nach Ujazdow (heute: Ujazdowski-Alleen)
- Kirche der Boni Fratelli
- Casimirsche Kasernen
- Umbau des Blauen Palais
- Umbau des Palais Sulkowski (heute Kazimierz-Palast)
- Umbau des Warschauer Arsenals
- Umbau der Kirche in Wola

In Warschau ausgebildete Architekten wirkten auch in Preußen, wie der Schlossbaumeister Andreas Schlüter. Später zogen zahlreiche Handwerker aus Sachsen nach Berlin und Potsdam und prägten das Friderizianische Rokoko mit, darunter bedeutende Künstler wie die Brüder Johann Michael und Johann Christian Hoppenhaupt, der Maler Carl Friedrich Fechhelm und der Gartendirektor Heinrich Ludwig Manger.

## Künstler des Sächsischen Barock
Nach Geburtsjahr:
- Wolf Caspar von Klengel (1630–1691), Baumeister und Begründer des sächsischen Barock (Schlossturm, Kapelle Moritzburg, Hofgestüt Bleesern)
- Johann Georg Starcke (1630–1695), Baumeister des ersten Dresdner Barockbaus (Palais im Großen Garten)
- Johann Friedrich Karcher (1650–1726), Gärtner (Großer Garten)
- Johann Gregor Fuchs (1650–1715), Baumeister (Leipzig)
- Balthasar Permoser (1651–1732), Bildhauer (Zwinger)
- Conrad Max Süßner (1652–1696), Bildhauer
- Matthäus Daniel Pöppelmann (1662–1736), Baumeister (Zwinger)
- Graf August Christoph von Wackerbarth (1662–1734), Ingenieuroffizier und Festungsarchitekt, Chef des Ingenieur-Korps, Generalintendant der Zivil- und Militärgebäude in Sachsen/Polen und Dienstvorgesetzter des zivilen Oberbauamts Dresden, „Regisseur des Dresdner Barock“
- Baron Raymond Leplat (1664–1742), unterstützte Pöppelmann bei der Innenarchitektur
- Johann Melchior Dinglinger (1664–1731), Goldschmied
- Johann Christoph von Naumann (1664–1742), Ingenieuroffizier und Architekt
- Georg Haase (1665–1725), Baumeister
- George Bähr (1666–1738), Ratszimmermeister und Architekt  (Frauenkirche)
- David Schatz (1667–1750), Baumeister (Leipzig)
- Zacharias Longuelune (1669–1748), französischer Architekt
- Jean de Bodt (1670–1745), Architekt, ab 1728 Nachfolger Wackerbarths als Generalbauintendant (Bauminister Augusts des Starken)
- Louis de Silvestre (1675–1760), französischer Hofmaler in Dresden
- Christian Döring (1677–1750), Baumeister (Leipzig)
- Jan Dismas Zelenka (1679–1745), Komponist
- Johann Friedrich Böttger (1682–1719), Miterfinder des Porzellans in EuropaHauptstraße 17 und 19, Neue Königsstadt, Wohnhäuser von Benjamin Thomae und Johann Gottfried Knöffler

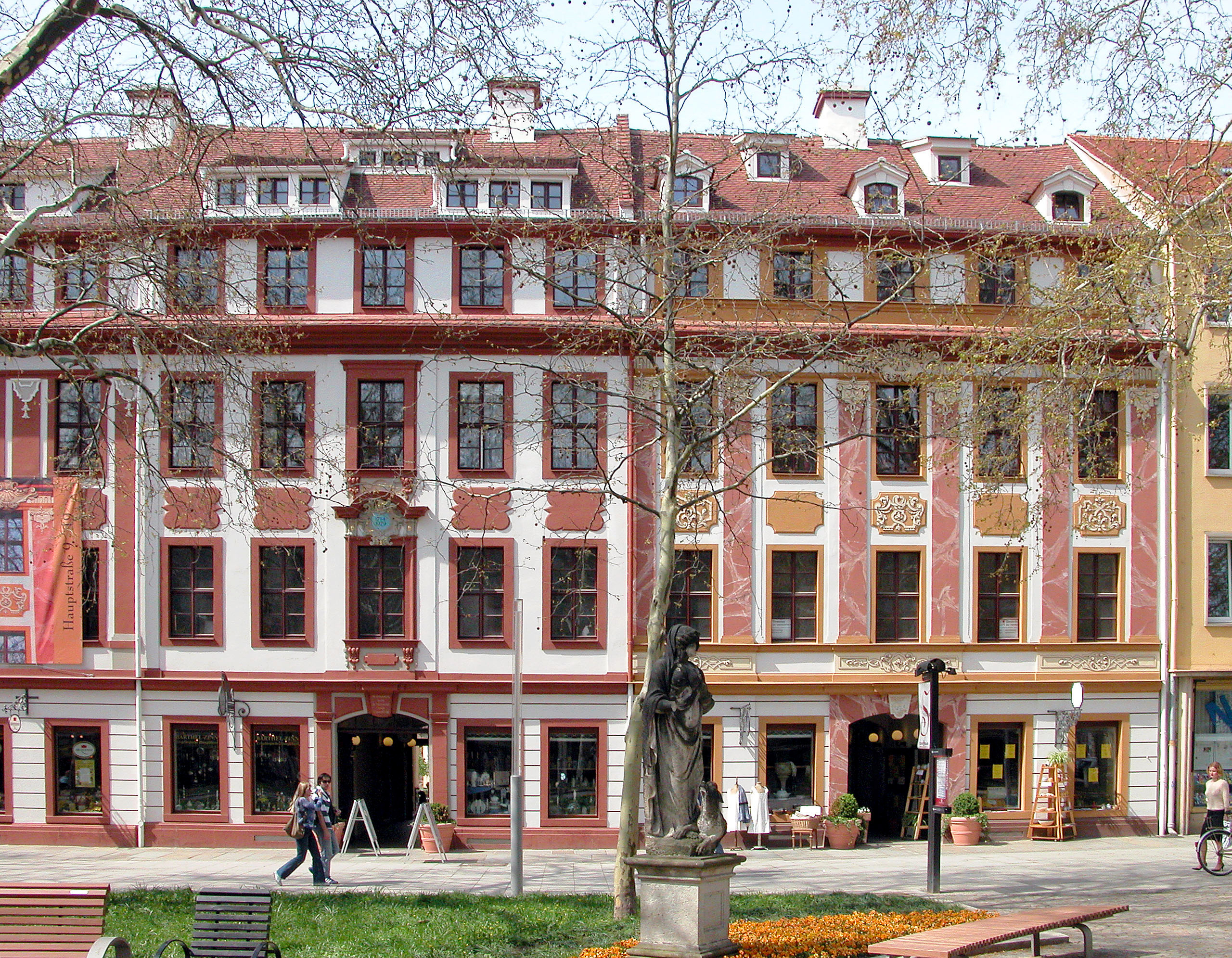
Hauptstraße 17 und 19, Neue Königsstadt, Wohnhäuser von Benjamin Thomae und Johann Gottfried Knöffler

- Johann Benjamin Thomae (1682–1751), Bildhauer
- George Werner (1682–1758), Baumeister (Leipzig)
- Johann David Heinichen (1683–1729), Komponist
- Johann Gottfried Silbermann (1683–1753), Orgelbaumeister (Orgeln der Frauen-, Sophien- und Katholischen Hofkirche)
- Johann Sebastian Bach (1685–1750), Komponist (Leipzig)
- Johann Gottfried Fehre (1685–1753), Baumeister
- Johann Christoph Knöffel (1686–1752), Architekt und Gartenplaner des sächsischen Rokoko
- Johann Georg Pisendel (1687–1755), Konzertmeister
- Lorenzo Mattielli (1687–1748), italienischer Bildhauer (in Wien und Dresden)
- Joachim Daniel von Jauch (1688–1754), Baumeister und Leiter des sächsischen Bauwesens in Polen
- Gaetano Chiaveri (1689–1770), italienischer Architekt  (Hofkirche)
- Johann Christian Kirchner (1691–1732), Bildhauer
- Johann Joachim Quantz (1697–1773), Musiker
- Johann Adolph Hasse (1699–1783), Komponist
- Andreas Adam (1699–1746), Architekt
- Friedrich Seltendorff (1700–1778), Baumeister (Leipzig)
- Julius Heinrich Schwarze (1706–1775), Baumeister
- Johann Joachim Kändler (1706–1775), Porzellangestalter
- Johann George Schmidt (1707–1774), Ratszimmermeister und Baumeister
- Wilhelm Friedemann Bach (1710–1784), Organist der Sophienkirche
- Samuel Locke (1710–1793) (Neumarkt), Baumeister des Dresdner Bürgerrokoko
- Gottfried August Homilius (1714–1785), Organist und Musikdirektor
- Johann Gottfried Knöffler (1715–1779), Bildhauer
- Christian Friedrich Exner (1718–1798), Baumeister
- Bernardo Bellotto genannt Canaletto (1721–1780), venezianischer Maler
- Carl Friedrich Abel (1723–1787), Gambenvirtuose
- Johann Friedrich Knöbel (1724–1792), Baumeister (Dresden und Warschau)
- Johann Daniel Schade (1730–1798), Baumeister
- Christian Traugott Weinlig (1739–1799), Baumeister
- Gottlob August Hölzer (1744–1814), Baumeister